# Mutter Courage und ihre Kinder
Mutter Courage und ihre Kinder ist ein Drama von Bertolt Brecht. Es wurde 1938/39 von Brecht unter Mitarbeit von Margarete Steffin im schwedischen Exil verfasst. 1941 wurde es im Schauspielhaus Zürich unter der Regie von Leopold Lindtberg mit Therese Giehse in der Hauptrolle uraufgeführt. Es spielt im Dreißigjährigen Krieg zwischen 1624 und 1636. Erzählt wird die Geschichte der Marketenderin Mutter Courage, die versucht, ihr Geschäft mit dem Krieg zu machen, und dabei ihre drei Kinder verliert. Das Geschehen kann als Warnung an die kleinen Leute verstanden werden, die hoffen, durch geschicktes Handeln mit dem Zweiten Weltkrieg umgehen zu können. Gleichzeitig richtet es eine Warnung an die skandinavischen Länder, in denen Unternehmen darauf hofften, am Zweiten Weltkrieg verdienen zu können. Brechts Absichten gehen aber darüber hinaus: Er will Abscheu vor dem Krieg vermitteln und vor der kapitalistischen Gesellschaft, die ihn seiner Ansicht nach hervorbringt.
Die Mutter Courage ist weiterhin beispielhaft für Brechts Konzept des epischen Theaters. Die Zuschauer sollen kritisch und distanziert die Ereignisse auf der Bühne analysieren, nicht gefühlvoll das Schicksal eines positiven Helden miterleben. Brecht machte die Aufführung des Berliner Ensemble zeitweise zur verpflichtenden Vorlage („Couragemodell“, mit einer Sammlung von Fotos, Regieanweisungen und Kommentaren) für zahlreiche Aufführungen auf der ganzen Welt.
Das Drama wurde mehrfach vertont und von der DEFA im Stil der Berliner Inszenierung verfilmt. Im Kalten Krieg boykottierten Theater in einigen westlichen Ländern das Stück.
Dennoch wurde die Mutter Courage ein großer Bühnenerfolg, beinahe jedes Stadttheater hat sich an der Courage versucht, ebenso viele Regiestars, etwa Peter Zadek 2003 mit Angela Winkler, wie Brecht am Deutschen Theater, oder Claus Peymann 2005 mit Carmen-Maja Antoni am Berliner Ensemble. Für viele Schauspielerinnen ist die Courage eine Paraderolle. Das Drama wird häufig als Schullektüre verwendet.

## Inhalt
Brecht hat das Stück immer wieder weiterentwickelt und verändert. Die Inhaltsangabe folgt der Druckversion von 1950 mit 12 Szenen, textgleich mit der Berliner und Frankfurter Gesamtausgabe.

### Erstes Bild

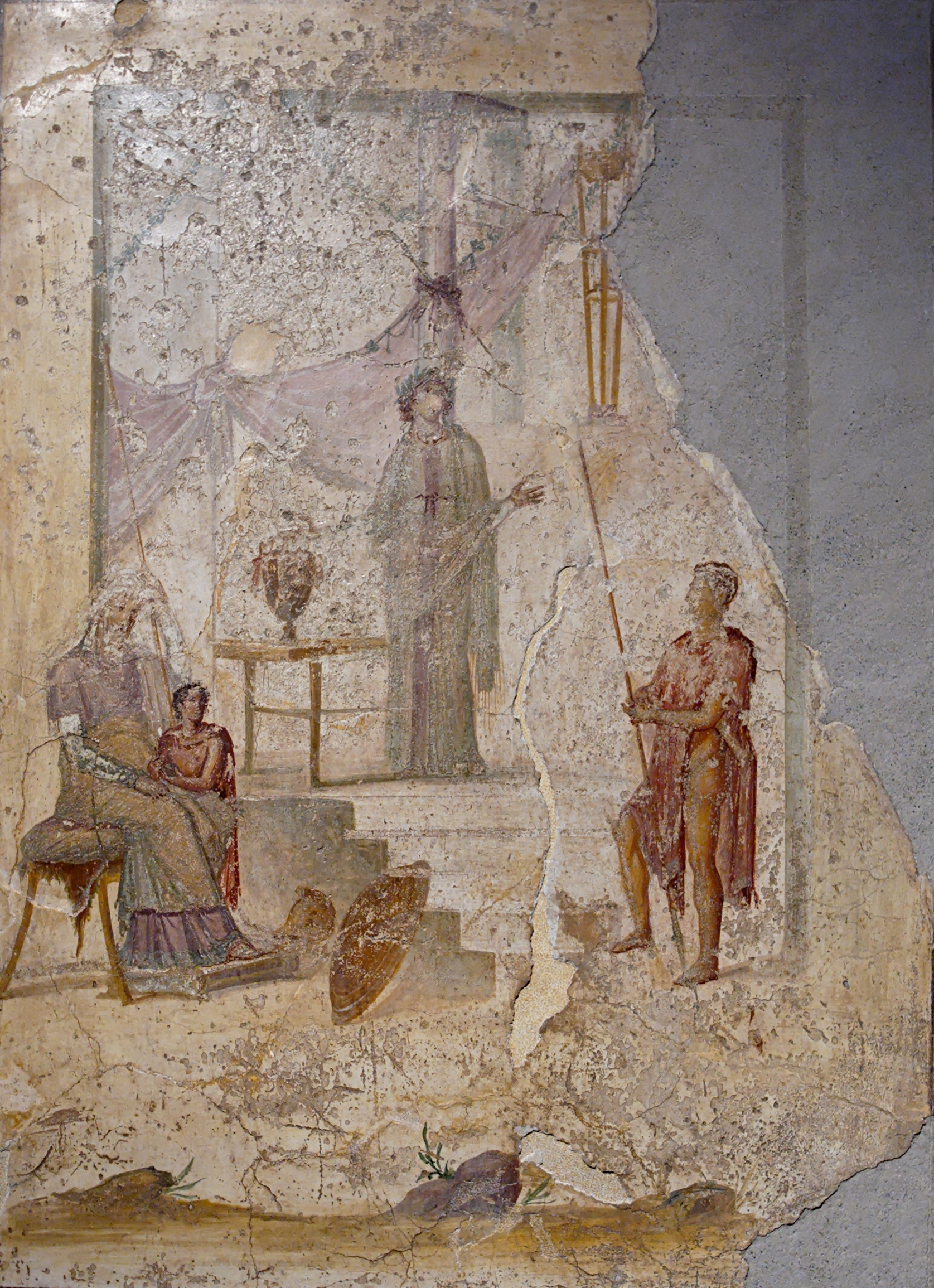
Kassandra zieht Lose und sagt den Fall von Troja voraus; Pompeji, Archäologisches Nationalmuseum Neapel

Mutter Courage zieht im Frühjahr 1624 als Marketenderin mit ihren drei Kindern dem 2. finnischen Regiment nach, das in der schwedischen Landschaft Dalarna Soldaten für den Feldzug in Polen einzieht. Ein Feldwebel und ein Werber sollen für ihren Feldhauptmann Oxenstjerna Soldaten anwerben. Der Feldwebel behauptet, dass Frieden Schlamperei bedeute und nur Krieg Ordnung schaffe.
Als der Feldwebel den Wagen der Courage mit ihren zwei halb erwachsenen Söhnen anhält, freut sich der Werber über zwei „stramme Männer“. Die Courage stellt sich mit einem Lied als gerissene Geschäftsfrau vor. Ihr eigentlicher Name ist Anna Fierling. Sie hat ihren Beinamen „Courage“ erhalten, als sie unter dem Feuer der Geschütze fünfzig Brotlaibe in das belagerte Riga gefahren hat, um sie zu verkaufen, bevor sie verschimmelten.
Als sie sich ausweisen soll, legt die Courage einige „Dokumente“ vor: ein Messbuch zum Gurkeneinwickeln, eine Landkarte von Mähren und eine Bescheinigung über ein seuchenfreies Pferd. Sie erzählt, dass ihre Kinder auf den Heerstraßen Europas von verschiedenen Männern gezeugt wurden. Als sie erkennt, dass es der Werber auf ihre Söhne abgesehen hat, verteidigt sie diese mit dem Messer. Zur Warnung lässt sie den Feldwebel und ihre Kinder Lose ziehen, die allen den Tod im Krieg prophezeien.
Letztlich lässt sie sich durch ihren Geschäftssinn ablenken, als der Feldwebel sich interessiert zeigt, eine Schnalle zu kaufen. Sie überhört die Warnlaute ihrer stummen Tochter Kattrin, und als sie zurückkehrt, ist der Werber mit ihrem ältesten Sohn Eilif weggegangen.

### Zweites Bild
Mutter Courage zieht in den Jahren 1625 und 1626 im Tross der Schwedischen Heere durch Polen. Während sie mit dem Koch des Feldhauptmannes um einen Kapaun verhandelt, hört sie, wie ihr Sohn Eilif vom Feldhauptmann für eine Heldentat ausgezeichnet wird. Eilif war mit seinen Leuten auf der Suche nach Vieh, das sie den Bauern stehlen sollten. Dabei erwischte sie eine Überzahl bewaffneter Bauern. Doch durch List und Betrug gelang es Eilif, die Bauern niederzuschlagen und das Vieh zu stehlen. Als Courage das hört, ohrfeigt sie Eilif, weil er sich nicht ergeben hat. Sie fürchtet um ihren Sohn aufgrund seiner Kühnheit. In der Doppelszene kann der Zuschauer parallel das Geschehen in der Küche und beim Feldhauptmann beobachten.

### Drittes Bild

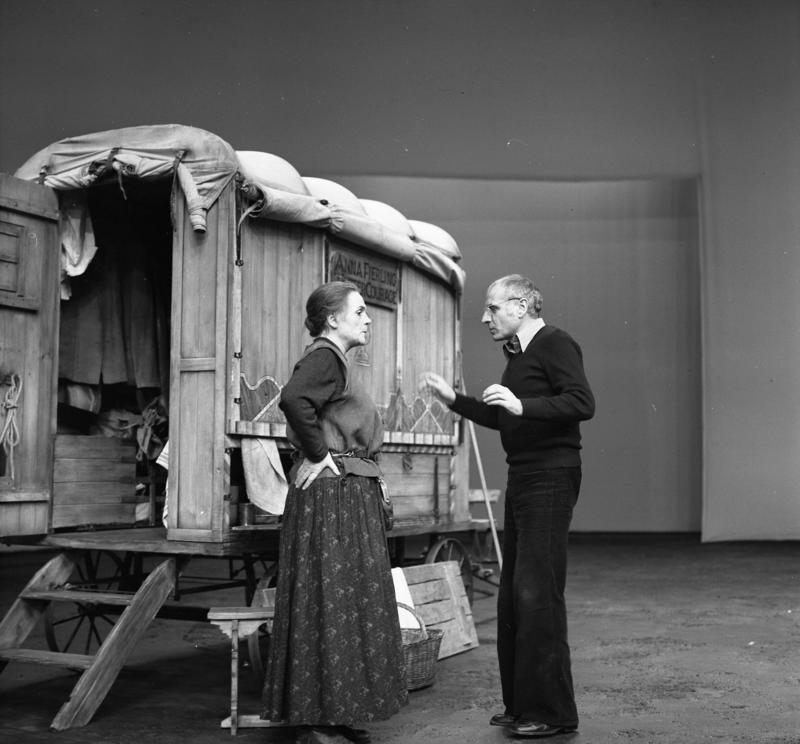
Proben zu Mutter Courage mit Gisela May und Manfred Wekwerth im Berliner Ensemble, 1978

Drei Jahre sind vergangen. Die Courage handelt mit dem Zeugmeister eines finnischen Regiments um Gewehrkugeln. Ihr jüngster Sohn Schweizerkas ist Zahlmeister geworden und verwaltet die Regimentskasse. Die Courage warnt ihren Sohn davor, unredlich zu handeln.
Courage lernt die Lagerhure Yvette Pottier kennen, die ihr ihre Lebensgeschichte erzählt (Lied vom Fraternisieren). Ihren Niedergang erklärt Yvette damit, dass sie von ihrer ersten großen Liebe, einem Koch namens „Pfeifen-Pieter“, verlassen worden sei. Sie wird wegen einer Geschlechtskrankheit von den Soldaten gemieden. Kattrin spielt trotz aller Warnung vor der Soldatenliebe mit Hut und Schuhen Yvettes.
Anschließend unterhalten sich Koch und Feldprediger über die politischen Verhältnisse. Der Feldprediger behauptet, in diesem Krieg zu fallen sei eine Gnade, weil es ein Glaubenskrieg sei. Der Koch entgegnet, dieser Krieg unterscheide sich in keiner Hinsicht von anderen Kriegen. Er bedeute Tod, Armut und Unheil für die betroffene Bevölkerung und Gewinn für die Herren, die den Krieg zu ihrem Nutzen führten.
Das Gespräch wird durch Kanonendonner, Schüsse und Trommeln unterbrochen. Die Katholiken überfallen das schwedische Lager. Im Durcheinander versucht Courage, ihre Kinder zu retten. Sie beschmiert Kattrin das Gesicht mit Asche, um sie unattraktiv zu machen, rät Schweizerkas, die Kasse wegzuwerfen, und gewährt dem Feldprediger Unterschlupf. In letzter Minute nimmt sie die Regimentsfahne vom Wagen. Doch Schweizerkas will die Regimentskasse retten und versteckt sie in einem Maulwurfloch nahe dem Fluss. Jedoch bemerken polnische Spione, dass sein Bauch durch die versteckte Kasse seltsam vorsteht, und veranlassen seine Verhaftung. Unter Folter gesteht er, dass er die Kasse versteckt hat; den Ort will er aber nicht verraten. Der Feldprediger singt das Horenlied.
Yvette hat einen alten Oberst kennengelernt, der bereit ist, Mutter Courages Wagen zu erwerben, damit sie ihren Sohn freikaufen kann. Insgeheim hofft die Courage auf das Geld der Regimentskasse und will deshalb den Wagen nur verpfänden. Doch sie verhandelt zu lange um die Auslösesumme für ihren Sohn, Schweizerkas wird von den polnischen Katholiken erschossen. Als man die Leiche bringt, verleugnet die Mutter Courage ihren Sohn, um sich zu retten.

### Viertes Bild
Mutter Courage will sich bei einem Rittmeister beschweren, weil Soldaten bei der Suche nach der Regimentskasse Waren in ihrem Wagen zerstört haben. Auch ein junger Landsknecht möchte sich beschweren, weil er das Pferd vom Obrist gerettet und dafür kein Trinkgeld bekommen hat. Daraufhin singt Courage das Lied von der großen Kapitulation, das tiefe Resignation und die Kapitulation vor den Mächtigen zum Ausdruck bringt. Die beiden verzichten auf die Beschwerde. Das durch einen Doppelpunkt verfremdete Zitat im Refrain des Liedes: „Der Mensch denkt: Gott lenkt“ demonstriert die Abkehr von Religion und Kriegsideologie.

### Fünftes Bild

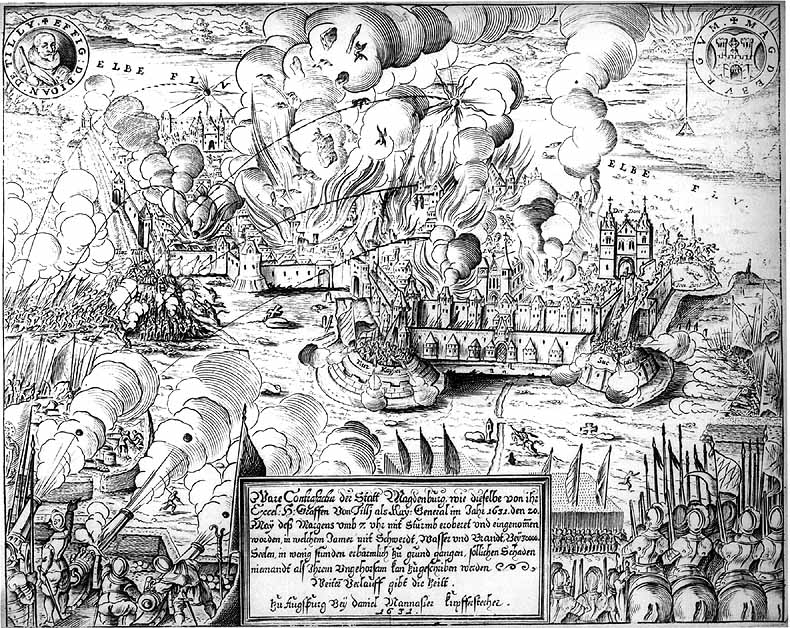
Die Erstürmung Magdeburgs, Kupferstich von D. Manasser

Zwei Jahre sind vergangen. Die Courage hat mit ihrem Wagen Polen, Bayern und Italien durchquert. 1631 siegt Tilly bei Magdeburg. Mutter Courage steht in einem zerschossenen Dorf und schenkt Schnaps aus. Da kommt der Feldprediger und verlangt Leinen zum Verbinden von verwundeten Bauern. Doch Courage weigert sich und muss von Kattrin und vom Feldprediger zur Hilfeleistung gezwungen werden. Kattrin rettet unter Lebensgefahr einen Säugling aus dem einsturzgefährdeten Bauernhof.

### Sechstes Bild
Vor der Stadt Ingolstadt wohnt die Courage 1632 dem Begräbnis des gefallenen kaiserlichen Feldhauptmannes Tilly bei. Sie bewirtet einige Soldaten und befürchtet, dass der Krieg bald zu Ende ist. Doch der Feldprediger beruhigt sie und sagt, dass der Krieg weiter anhalte. Die Courage schickt Kattrin in die Stadt, um neue Waren einzukaufen. Während ihre Tochter unterwegs ist, weist sie den Feldprediger zurück, der mehr als nur eine Wohngemeinschaft möchte.
Kattrin kehrt aus der Stadt mit einer entstellenden Wunde an der Stirn zurück. Sie wurde überfallen und misshandelt, hat sich aber die Waren nicht wegnehmen lassen. Als Trost schenkt die Courage ihr die Schuhe der Lagerhure Yvette, die die Tochter aber nicht annimmt, weil sie weiß, dass sich kein Mann mehr für sie interessieren wird.
Aus dem Wagen belauscht Kattrin das Gespräch ihrer Mutter mit dem Feldprediger. Kattrin brauche, so Mutter Courage, nun nicht mehr auf den Frieden zu warten, denn ihre ganzen Zukunftsaussichten und Pläne seien mit dem Überfall und der verbleibenden Narbe zerstört worden. Eine stumme und noch dazu verunstaltete Person wolle kein Mann heiraten. Das Versprechen ihrer Mutter, dass Kattrin Mann und Kinder haben solle, sobald der Frieden kommen werde, scheint damit hinfällig geworden zu sein. Ganz am Schluss der Szene lässt sich Mutter Courage zu dem Satz hinreißen: „Der Krieg soll verflucht sein.“

### Siebtes Bild
Die Antithese zum Schluss des sechsten Bildes folgt sofort zu Beginn des siebten: „Ich laß mir von euch den Krieg nicht madig machen“, sagt Mutter Courage. Sie zieht „auf dem Höhepunkt ihrer geschäftlichen Laufbahn“ (Brecht) mit Kattrin und dem Feldprediger über eine Landstraße. In der kurzen Szene rechtfertigt sie mit einem Lied ihre nichtsesshafte Lebensweise als Marketenderin im Krieg.

### Achtes Bild

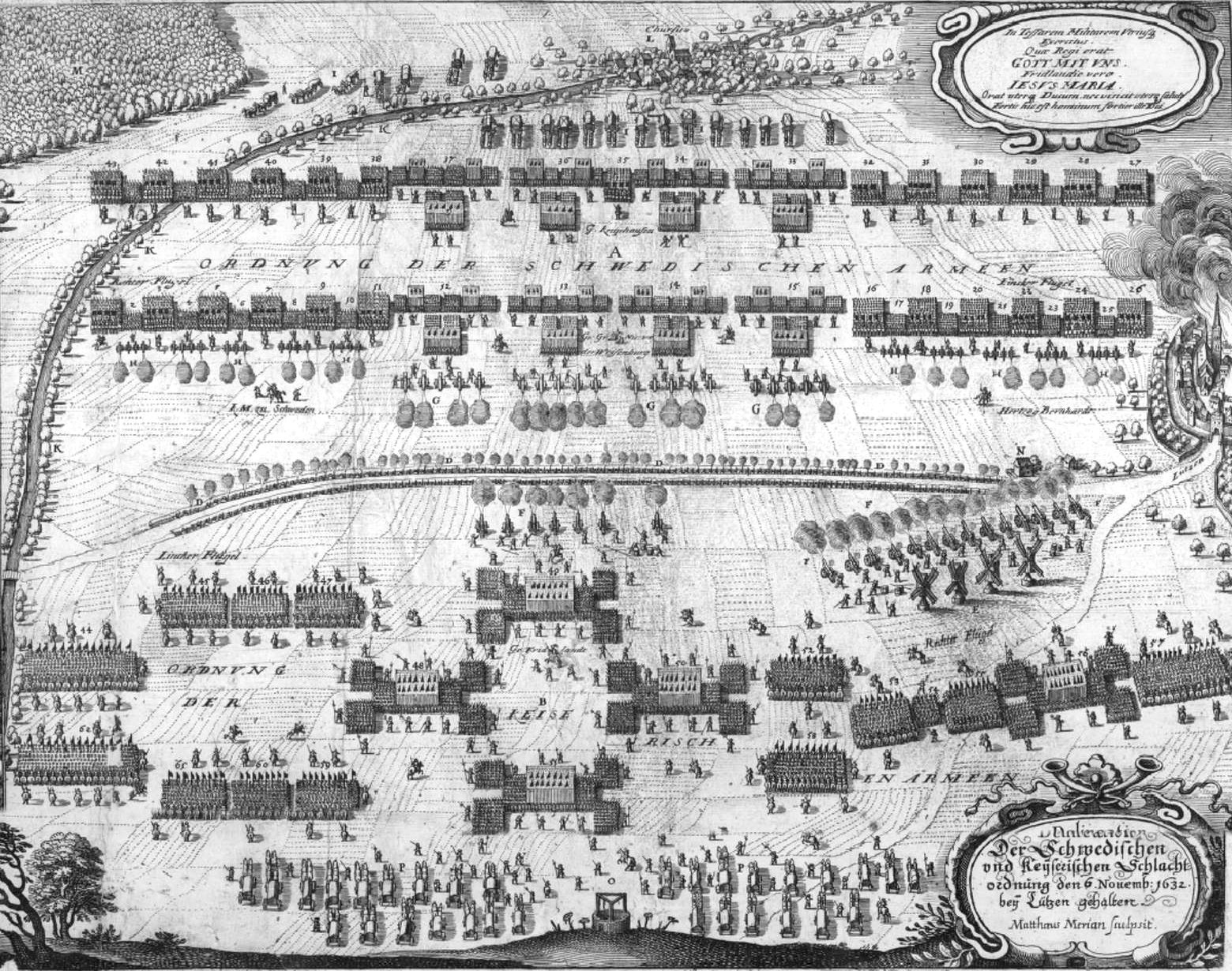
Die Schlacht bei Lützen, Kupferstich von Matthäus Merian

Der Schwedenkönig Gustav Adolf fällt in der Schlacht bei Lützen. Überall läuten die Glocken und mit Windeseile verbreitet sich das Gerücht, es sei nun Frieden. Der Koch erscheint wieder im Lager und der Feldprediger zieht wieder sein Gewand an. Mutter Courage klagt gegenüber dem Koch, sie sei jetzt ruiniert, weil sie auf Rat des Feldpredigers noch kurz vor Ende des Krieges Waren eingekauft habe, die nun nichts mehr wert seien.
Zwischen Koch und Feldprediger kommt es zum Streit: Der Feldprediger will sich vom Koch nicht aus dem Geschäft drängen lassen, weil er sonst nicht überleben kann. Die Courage verflucht den Frieden und wird daraufhin vom Feldprediger als „Hyäne des Schlachtfeldes“ bezeichnet. Yvette, die seit fünf Jahren Witwe eines adeligen Obristen sowie älter und dicker geworden ist, kommt zu Besuch. Sie identifiziert den Koch als „Pfeifen-Pieter“ und charakterisiert ihn als gefährlichen Verführer. Dieser glaubt (zu Unrecht, wie sich später herausstellt), dass sein Ansehen bei Mutter Courage dadurch stark gesunken sei. Die Courage fährt mit Yvette in die Stadt, um noch schnell ihre Waren zu verkaufen, bevor die Preise fallen. Während Courage fort ist, führen die Soldaten Eilif vor, der die Gelegenheit bekommen soll, mit seiner Mutter zu sprechen. Er hat weiter geraubt und gemordet; allerdings hat er nicht mitbekommen, dass das jetzt, im „Frieden“, als Raub und Mord gilt. Folglich soll er hingerichtet werden. Wegen der Abwesenheit der Mutter kommt es nicht zu dem geplanten letzten Gespräch Eilifs mit ihr. Kurz nach seinem Abgang kehrt Mutter Courage zurück. Sie hat ihre Waren nicht verkauft, weil sie mitbekommen hat, dass es wieder zu Kampfhandlungen gekommen ist, der Krieg also weitergehen wird. Der Koch verschweigt ihr, dass Eilif hingerichtet werden soll. Die Courage zieht mit ihrem Wagen weiter und nimmt statt des Feldpredigers den Koch als Gehilfen mit.

### Neuntes Bild
Der Krieg dauert schon sechzehn Jahre, und die Hälfte der Einwohner Deutschlands ist umgekommen. Das Land ist verwüstet, die Menschen hungern. Im Herbst 1634 versuchen die Courage und der Koch, im Fichtelgebirge etwas Essbares zu erbetteln. Der Koch erzählt der Courage von seiner Mutter, die in Utrecht an der Cholera gestorben ist. Er habe eine kleine Wirtschaft geerbt und wolle mit Courage dorthin ziehen, da er sich nach einem ruhigen und friedlichen Leben sehne. Mutter Courage scheint zunächst von diesem Plan angetan zu sein, bis der Koch ihr sagt, dass er Kattrin nicht mitnehmen will. Nachdem er klargestellt hat, die Wirtschaft könne drei Personen nicht ernähren, und mit ihrem „verunstalteten Gesicht“ werde Kattrin die Gäste vertreiben, ändert Mutter Courage ihre Meinung. Sie kann Kattrin, die dieses Gespräch mitgehört hat und heimlich weglaufen will, gerade noch aufhalten. Mutter und Tochter ziehen allein weiter, und der Koch bemerkt verdutzt, dass man ihn allein zurückgelassen hat.

### Zehntes Bild
Im ganzen Jahr 1635 ziehen Mutter Courage und ihre Tochter über die Landstraßen Mitteldeutschlands und folgen den zerlumpten Heeren. Sie kommen an einem Bauernhaus vorbei. Sie hören eine Stimme, die von der Sicherheit der Menschen mit einem heilen Dach über dem Kopf singt (Uns hat ein Ros ergetzet). Mutter Courage und Kattrin, die diese Sicherheit nicht haben, halten ein und hören der Stimme zu, ziehen dann aber kommentarlos weiter.

### Elftes Bild

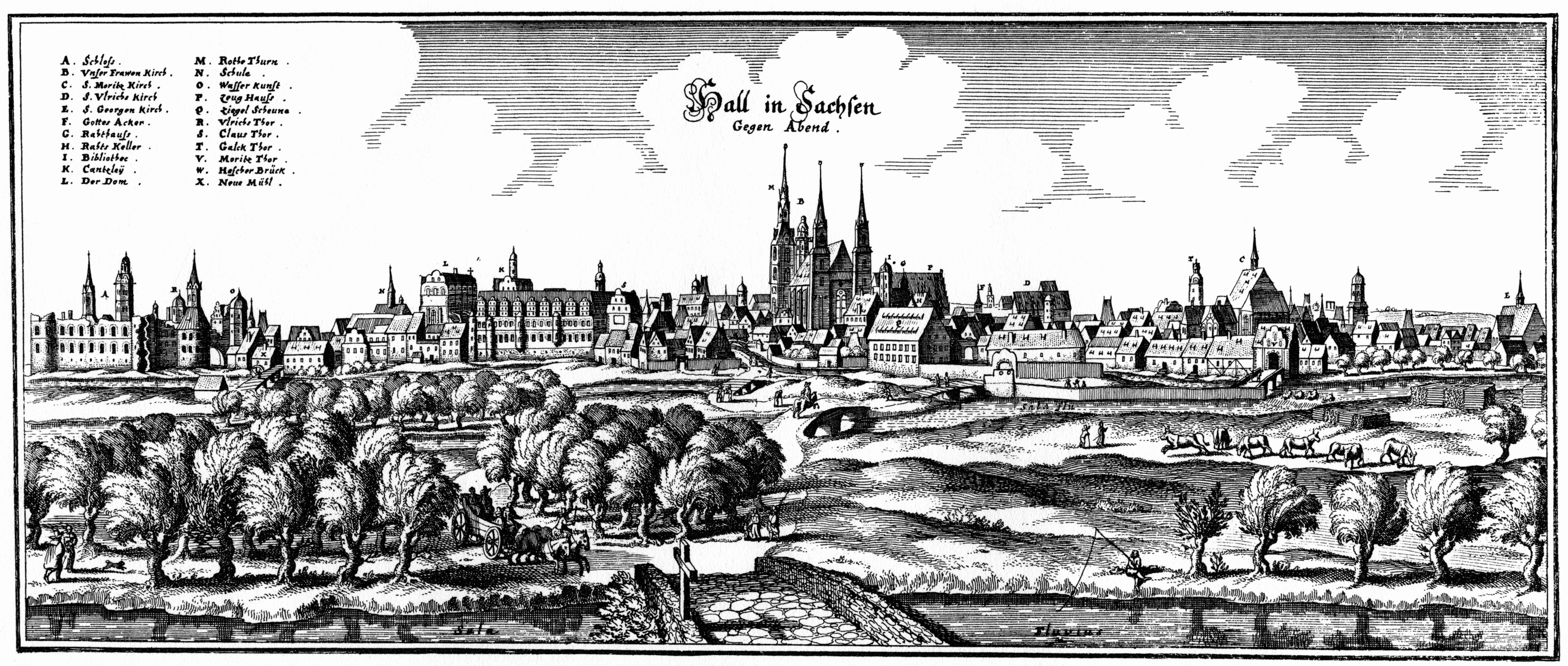
Halle fünf Jahre nach dem (bis 1648 dauernden) Dreißigjährigen Krieg

Im Januar 1636 bedrohen die kaiserlichen Truppen die Stadt Halle. Die Courage ist in die Stadt gegangen, um einzukaufen. Ein Fähnrich dringt mit zwei Landsknechten in den Bauernhof ein, wo Courage ihren Planwagen mit ihrer Tochter stehen hat. Die Soldaten zwingen den Bauern, ihnen den Weg in die Stadt zu zeigen, da die Bewohner, die noch nichts von der Gefahr wissen, überrascht werden sollen. Als Kattrin von der Gefahr hört, nimmt sie sich eine Trommel, steigt auf das Dach und zieht die Leiter zu sich hoch. Sie schlägt die Trommel und lässt sich von keiner Drohung abhalten. Die Soldaten zwingen den Bauern, die Trommeln durch Axtschläge zu übertönen. Als dies nicht gelingt, wird Kattrin von den Soldaten erschossen. Doch der mutige Einsatz, der ihr Leben kostete, hat Erfolg. Die Stadtbewohner sind aufgewacht und schlagen Alarm.

### Zwölftes Bild
Am nächsten Morgen ziehen die Schweden vom Bauernhof ab. Mutter Courage kehrt aus der Stadt zurück und findet ihre tote Tochter. Erst glaubt sie, dass sie schläft, und kann nur mit Mühe die Wahrheit begreifen. Sie gibt den Bauern Geld für das Begräbnis und zieht allein mit dem Wagen dem Heer nach. Sie glaubt, zumindest Eilif sei am Leben, und singt die dritte Strophe des Eingangslieds.

## Entstehung des Stücks

### Literarische Einflüsse

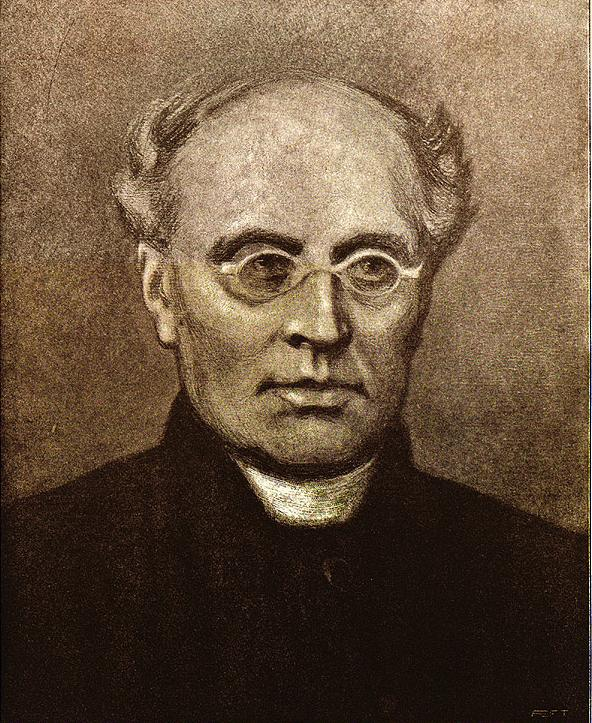
Johan Ludvig Runeberg, Gemälde von Albert Edelfelt

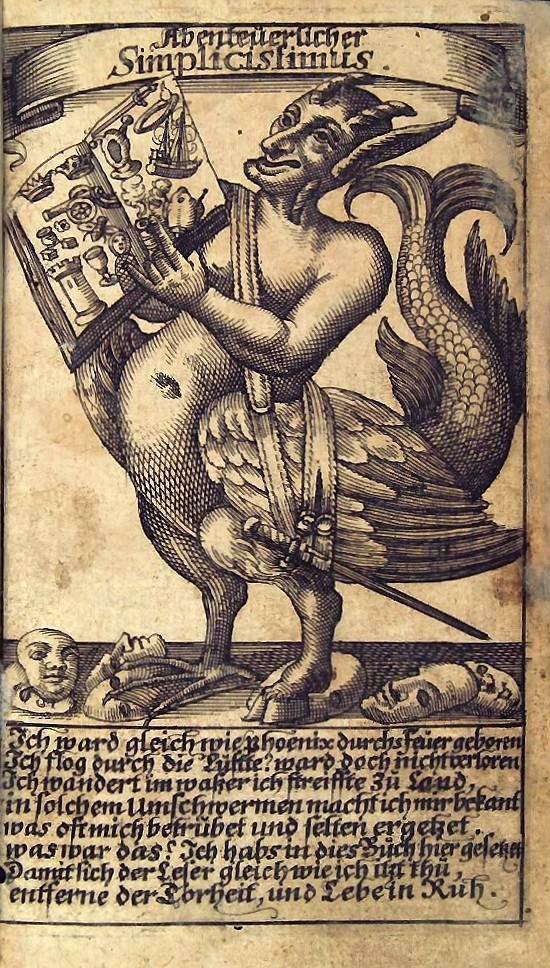
Frontispiz des Simplicissimus aus dem Jahre 1669

Laut Notizen von Margarete Steffin ist Brecht im schwedischen Exil durch die Geschichte der nordischen Marketenderin Lotta Svärd aus Johan Ludvig Runebergs Fähnrich Stahl zur Niederschrift der Mutter Courage angeregt worden, die insgesamt nur fünf Wochen gedauert habe. Verschiedene Verweise Brechts auf Vorarbeiten zeigen, dass Brecht im Herbst 1939 nur „die Niederschrift der ersten vollständigen Fassung“ erstellte. Brecht selbst gibt später an, er habe das Stück „1938 geschrieben“. Im Kontext der Kopenhagener Aufführung von 1953 erinnert er sich, dass das Stück in Svendborg, d. h. vor dem 23. April 1939, als er Dänemark verließ, entstanden sei. Brecht schrieb selbst in einem Brief an Erwin Piscator, dass Margarete Steffin „Mitarbeiterin“ an dem Drama gewesen sei. Näheres zu ihrer Mitarbeit hat sich nicht erhalten. Hartmut Reiber geht davon aus, dass sie an der „Ausformung“ des Texts beteiligt war.
In Runebergs Balladen findet sich der Typus der mütterlichen Marketenderin wieder, die sich im finnisch-russischen Krieg von 1808/09 um die Soldaten der Truppe kümmert. Inhaltlich hat Brechts Drama keine Ähnlichkeit mit Runebergs Schrift, die den Kampf Finnlands um nationale Autonomie idealistisch verherrlicht.
Den Namen „Courage“ übernahm Brecht aus dem Roman Trutz Simplex: Oder Ausführliche und wunderseltzame Lebensbeschreibung Der Ertzbetrügerin und Landstörtzerin Courasche (1670) von Hans Jakob Christoffel von Grimmelshausen, der am Beispiel einer Zigeunerin beschreibt, wie die Wirren des Dreißigjährigen Krieges zur sittlichen und menschlichen Verwahrlosung führen.
Grimmelshausens Romane schildern schonungslos die Schrecken des Krieges. Sein Hauptwerk Der abenteuerliche Simplicissimus, ein Schelmenroman, ist der erste Band einer Trilogie, zu der außerdem der Courasche-Roman und Der seltsame Springinsfeld gehören. Brecht, der Grimmelshausen wegen seiner unheroischen Darstellung des Krieges schätzte, übernahm jedoch weder die Handlung des Courasche-Romans noch den Charakter der Titelfigur. Bei Grimmelshausen ist die Courasche eine Soldatenhure mit starker erotischer Ausstrahlung, sie ist unfruchtbar (hat aber sieben verschiedene Ehemänner; vgl. die drei verschiedenen Väter von Eilif, Schweizerkas und Kattrin) und ist von hoher Geburt. Der Begriff „Courasche“ bezeichnet nicht den Mut, sondern die Vagina:
„Als aber die Predigt am allerbesten war und er mich fragte, warum ich meinen Gegenteil so gar abscheulich zugerichtet hätte, antwortet ich: »Darumb, daß er mir nach der Courage gegriffen hat, wohin sonst noch keines Mannsmenschen Hände kommen sein«“
Dennoch gibt es indirekt Parallelen zwischen den beiden literarischen Figuren. Wie Brechts Courage begibt sich auch die „Courasche“ Grimmelshausens gezielt in den Krieg. In Männerkleidung sucht sie Gelegenheiten, ihre Rauflust und Geldgier auszuleben. Von Religion halten beide nichts. Andererseits versucht die Courasche, ihr Geld als Soldatenhure zu verdienen, hauptsächlich durch eine Kette kurzlebiger Ehen, ein Aspekt ihrer Persönlichkeit, der sich bei Brecht in der Figur der Yvette Pottier wiederfindet.
Brecht will vor dem Hintergrund des Dreißigjährigen Krieges vor dem Krieg im Allgemeinen warnen und dessen Ursachen aufdecken. Von Grimmelshausen stammt der historische Hintergrund des Dramas, die Gestaltung des Kriegsgeschehens als Bürgerkrieg. Jan Knopf sieht in der Figur des Eilif Aspekte der Figur des Simplicissimus und verweist weiterhin auf formale Einflüsse Grimmelshausens: Wie dieser im Simplicissimus stelle Brecht in seinem Drama kurze inhaltliche Zusammenfassungen der Ereignisse dem Geschehen voran, um die „Leser-Spannung vom »Was« (Ob-überhaupt-Spannung) auf das »Wie« (Wie-Spannung), also vom bloß Stofflichen auf dessen Beurteilung“ zu legen. Was im Barock der moralischen Bewertung der Ereignisse diente, wird bei Brecht zum Mittel, einen distanzierten Blick der Zuschauer zu bewirken. Das Publikum soll die Ereignisse verstehen und beurteilen, nicht einfühlend und gespannt miterleben. Jan Knopf sieht in den kurzen Inhaltsangaben auch den Einfluss des Kinos, das im Stummfilm wie „im ‚epischen Film‘ der 30er Jahre“ exzessiv mit eingeblendeten Texten gearbeitet habe.
Einen weiteren Einfluss Grimmelshausens sieht die Forschung im Konzept der „Umkehr des Gewöhnlichen: im Barock ist es der Topos von der verkehrten Welt gegenüber der göttlichen Weltordnung […], bei Brecht ist es die ‚Umwertung‘ der ‚normalen‘ bürgerlichen Werte durch den Krieg: als neue Normalität.“ Ebenfalls findet sich bereits im Simplicissimus das geschäftliche Interesse am Krieg:
„Siehe nun lieber Mercuri, warum sollte ich ihnen dann den Frieden verleihen? Ja, es sind zwar etliche die ihn wünschen, aber nur wie gesagt, um ihres Bauchs und Wollust willen; hingegen aber sind auch andere, die den Krieg behalten wollen, nicht zwar weil es mein Will ist, sondern weil er ihnen einträgt; Und gleichwie die Maurer und Zimmerleut den Frieden wünschen, damit sie in Auferbauung der eingeäscherten Häuser Geld verdienen, also verlangen andere, die sich im [405] Frieden mit ihrer Handarbeit nicht zu ernähren getrauen, die Kontinuation des Kriegs, in selbigem zu stehlen.“

### Bezüge zur politischen Situation der Zeit

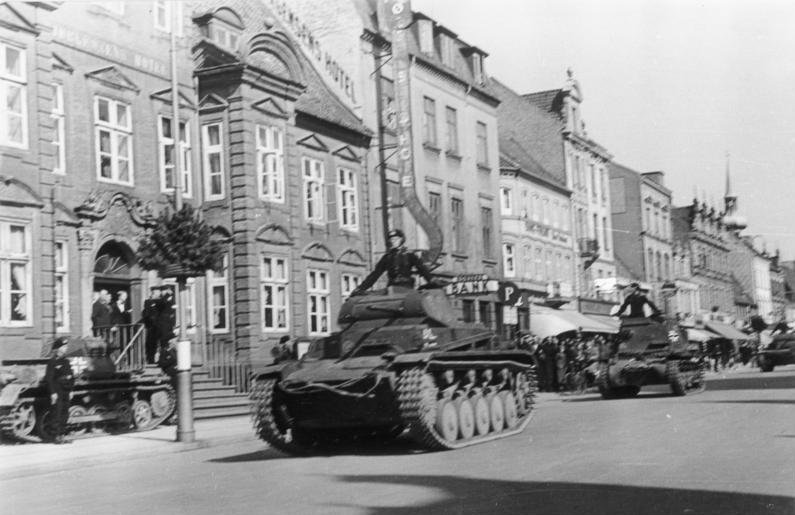
Deutsche Panzer in Dänemark im April 1940

Brecht schrieb sein Stück im Exil „für Skandinavien“. Schon über die historische Koppelung an den Dreißigjährigen Krieg ist die Beteiligung Skandinaviens am Krieg angedeutet. „Insbesondere die ersten beiden Bilder lassen noch das intendierte schwedische Publikum erkennen, da dort der schwedisch-polnische Krieg (der dem Eingriff des Schwedenkönigs in den Dreißigjährigen Krieg vorausgeht) die historische Folie bildet.“ Brechts wesentliche Absicht war dabei die Warnung an seine Gastgeber, sich auf Geschäfte mit Hitler einzulassen. Brecht schreibt:
„Es mag heute schwierig sein, sich daran zu erinnern, daß es damals in Skandinavien Leute gab, die nicht abgeneigt waren, sich an den Unternehmungen jenseits der Grenze ein wenig zu beteiligen. Sie werden kaum davon reden. Nicht so sehr, weil es sich um einen Raubzug handelte, sondern weil dieser Raubzug missglückte.“
Brecht hatte schon 1939 mit zwei Einaktern die Neutralitätshaltung Dänemarks („Dansen“) und die Erzgeschäfte Schwedens mit Deutschland kritisiert („Was kostet das Eisen“ unter dem Pseudonym John Kent). Mit der Mutter Courage hoffte er, die Haltung der Skandinavier über das Theater beeinflussen zu können.
„Ich stellte mir, schreibend, vor, daß von den Bühnen einiger großer Städte herab, die Warnung des Stückeschreibers zu hören sein würde, daß der einen langen Löffel haben muss, der mit dem Teufel frühstücken will.“
Ein anderer Zeitbezug sind die Themen Nationalismus und Rassismus. Mutter Courage stellt ihre Kinder selbstbewusst als multinationale Gesellschaft vor. Stärker als das biologische Erbe der Väter aus verschiedenen Nationen bewertet sie den Einfluss ihrer wechselnden Männer aus verschiedenen Staaten, mit denen die Kinder groß geworden sind. Gegen alle Rassenlehre sieht die Courage ihre Familie als gesamteuropäische Mischung:
„Eilif steht für das kühne, autonome, sich auf sich selbst verlassende Finnland, das 1939 sowohl zu Deutschland als auch zur Sowjetunion auf Distanz ging in der Hoffnung, sich ‚heraushalten‘ zu können; Schweizerkas steht für den ‚Schweizer Käse‘, die Nation der händlerischen Bauern und ihre berühmte Neutralität … und Kattrin für den halbierten Deutschen, der zur Stummheit verurteilt ist …“

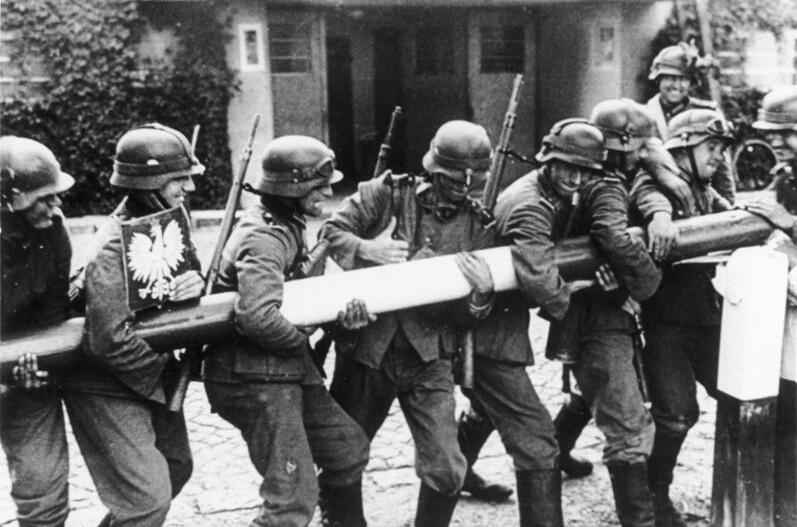
Einmarsch deutscher Truppen in Polen 1939, nachgestelltes Propagandafoto

Der wohl deutlichste Zeitbezug des Dramas zeigt sich in einer Anspielung auf Hitlers Überfall auf Polen in der dritten Szene.
Mutter Courage: „Die Polen hier in Polen hätten sich nicht einmischen sollen. Es ist richtig, unser König ist bei ihnen eingerückt mit „Ross und Mann und Wagen“, aber anstatt daß die Polen den Frieden aufrechterhalten haben, haben sie sich eingemischt in ihre eigenen Angelegenheiten und den König angegriffen, wie er gerad in aller Ruhe dahergezogen ist. So haben sie sich eines Friedensbruchs schuldig gemacht, und alles Blut kommt auf ihr Haupt.“
Das Zitat verknüpft und aktualisiert verschiedene Aspekte über den Verweis auf Hitlers Überfall auf Polen, der den Zweiten Weltkrieg eröffnete, hinaus. Die biblische Rachedrohung „Der Herr lasse sein Blut auf sein Haupt kommen, weil er ohne Wissen meines Vaters zwei Männer, die gerechter und besser waren als er, niedergestoßen und mit dem Schwert getötet hat“ prophezeit eine Strafe, in der satirischen Darstellung der Courage den Opfern. Solche satirischen Elemente „stellen die Unlogik der nationalsozialistischen Logik bloß, indem sie sie satirisch überhöht nachvollziehen.“ Das Zitat „mit Ross und Mann und Wagen“ entstammt einem alten Kriegslied, das 1813 in Riga entstand.
Auch an anderer Stelle wird die NS-Ideologie mit bitterem Humor aufs Korn genommen. Die Koppelung geschieht etwa über die Verbindung von „Glaubenskrieg“ und ideologisch begründetem NS-Krieg. Brecht lässt den Feldprediger von seiner Überzeugungskraft und vom Endsieg schwärmen: „Sie haben mich noch nicht predigen hören. Ich kann ein Regiment nur mit einer Ansprach so in Stimmung versetzen, daß es den Feind wie eine Hammelherd ansieht. Ihr Leben ist ihnen wie ein alter verstunkener Fußlappen, den sie wegwerfen in Gedanken an den Endsieg. Gott hat mir die Gabe der Sprachgewalt verliehen.“

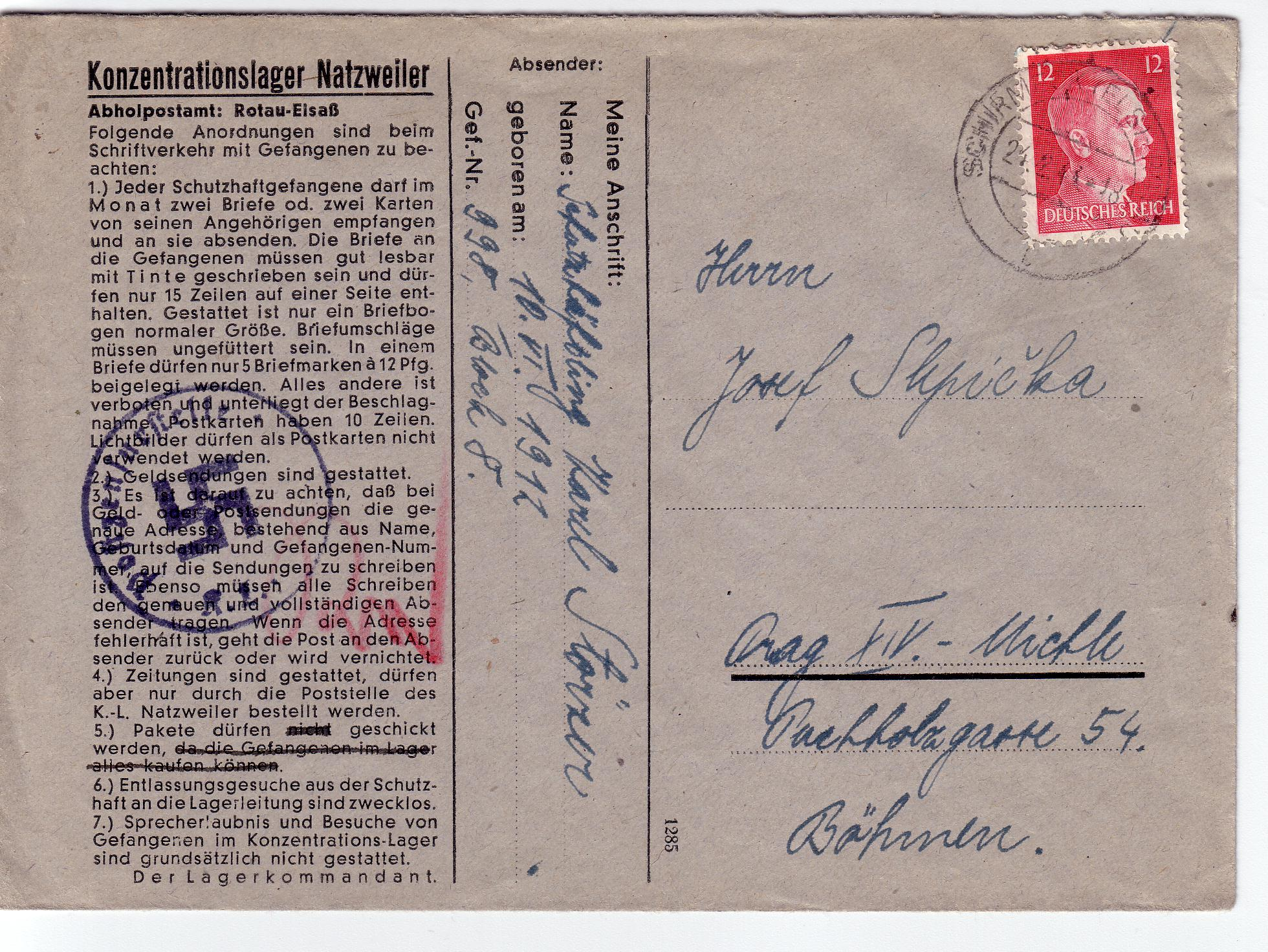
Häftlingsbrief aus der Schutzhaft im KZ Natzweiler

Der Koch stellt den Bezug zur Brutalität der Verhältnisse in Deutschland her, für die im historischen Kontext der schwedische König verantwortlich gemacht wird:
Der Koch: „… die Freiheit, wo er hat einführen wollen in Deutschland, hat sich der König genug kosten lassen … und dann hat er die Deutschen noch einsperren und vierteilen lassen müssen, weil sie an ihrer Knechtschaft gegenüber dem Kaiser festgehalten haben. Freilich, wenn einer nicht hat frei werden wolln, hat der König keinen Spaß gekannt. Zuerst hat er nur Polen schützen wolln vor böse Menschen … aber dann ist mitn Essen der Appetit gekommen, und er hat ganz Deutschland geschützt.“
Hier ist nicht nur erneut der Überfall auf Polen angesprochen, sondern auch der NS-Begriff der Schutzhaft, der unter dem Vorwand Oppositionelle ins KZ brachte, sie vor dem „Volkszorn“ schützen zu müssen.
In verschiedenen Polemiken kommen auch Brechts Zweifel an der Freiheit in demokratischen kapitalistischen Gesellschaften zum Ausdruck. „Brecht war skeptisch in Bezug auf die Freiheit, die die Bourgeoisie zu repräsentieren vorgab“, schreibt Fowler mit Verweis auf Brechts Drama sowie den „anachronistischen Zug“ und den dortigen Spott auf „Freiheit und Democracy“. Im Stück, so Fowler, erscheine die Freiheit als Sklaverei, etwa in Form der Unterdrückung und Ausbeutung durch Eroberer wie den schwedischen König.
Trotz dieser und anderer Verweise auf Europa unter dem Nationalsozialismus ist die Courage kein Schlüsseldrama. Brecht setze zwar durch Doppeldeutigkeiten und wenige Begriffe aus der Sprache von 1939 „Signale“ für mögliche Aktualisierungen, diese spielten aber „keine tragende Rolle im Stück“.

## Aufführungen und Textvarianten

### Die Uraufführung in Zürich

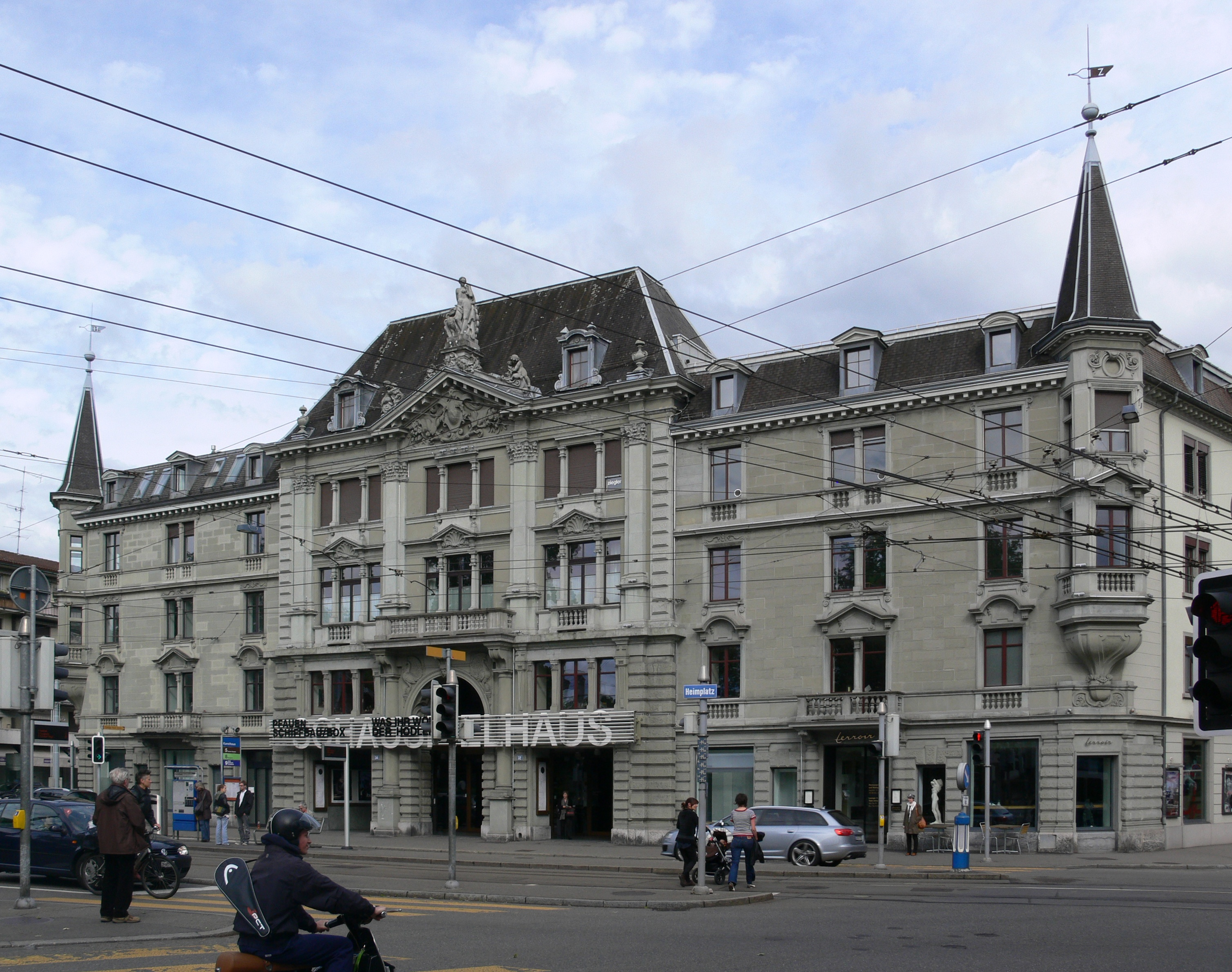
Das Zürcher Schauspielhaus 2010

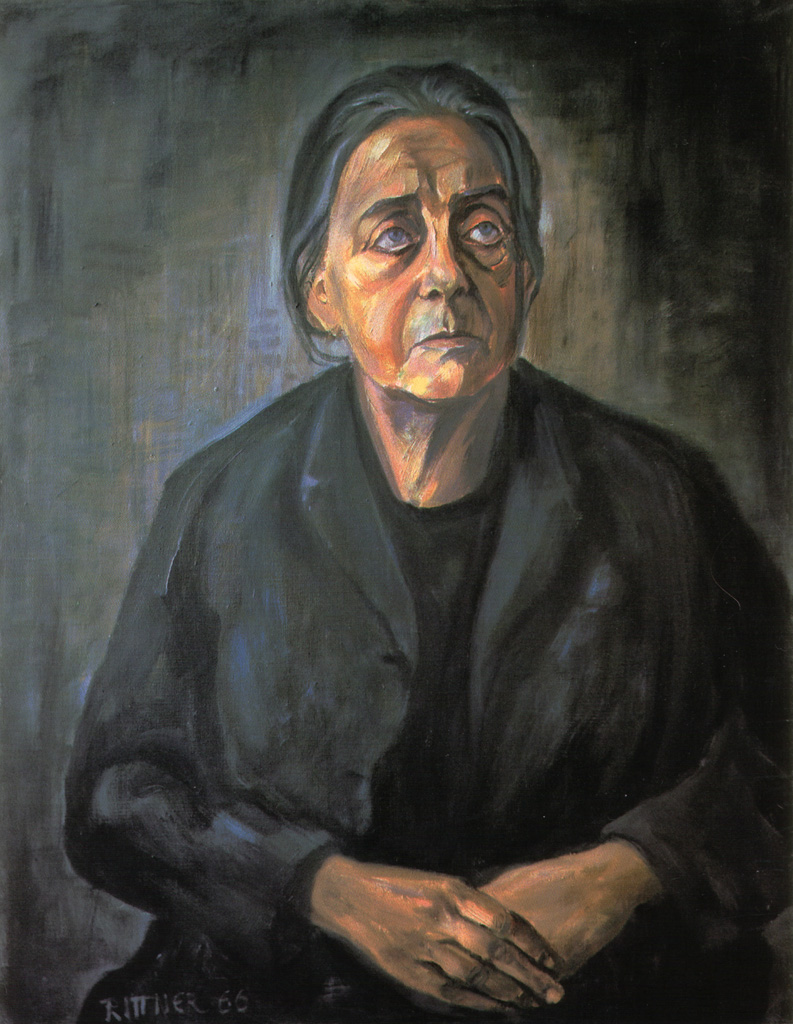
Therese Giehse in der Rolle der Mutter Courage, Porträt von Günter Rittner, 1966

Die Uraufführung der Mutter Courage fand am 19. April 1941 am von Oskar Wälterlin geleiteten Schauspielhaus Zürich statt. Regie führte der Piscator-Schüler Leopold Lindtberg, die Musik komponierte Paul Burkhard, der auch selbst dirigierte. Therese Giehse spielte die Hauptrolle. Das von Teo Otto entworfene, einfache Bühnenbild mit dem Marketenderwagen von Mutter Courage wurde prägend für alle weiteren Aufführungen des Stücks und für das später von Brecht entwickelte Modell, obwohl Brecht die Zürcher Aufführung persönlich nie sehen konnte.
Im Zentrum der Inszenierung stand der im Aufführungsverlauf zunehmend herunterkommende Wagen der Courage. Das einfach gehaltene Bühnenbild beschränkte sich auf flackernde Hintergründe auf aufgespannten Leinwänden, einfachen Holzbuden, vor denen Landschaften angedeutet waren. Für die Aufführung verfasste Brecht die inhaltlichen Zusammenfassungen vor den einzelnen Szenen, das „Titularium“. Das Zürcher Programmheft interpretierte die Mutter Courage als Rückkehr Brechts von den Lehrstücken zum Menschentheater: „Das Menschlich-Mitleidvolle, das Geistig-Einfühlende steht in dieser Dichtung – bei Aufnahme der formalen Elemente des ‹epischen› Theaters – im Mittelpunkt … Die Figuren vertreten nicht mehr ‹Anschauungen›, nicht mehr Meinungen …“ Trotz der großen Wirkung des Stückes kam es zu nur zehn Aufführungen, die aber nach Meinung des Theaterwissenschaftlers Günther Rühle eine solch lange Nachwirkung hatten wie kein anderes Stück und keine Inszenierung, die im Exil zur Aufführung kam.
Der zeitgenössische Kritiker Bernhard Diebold erkennt 1941 in der Zürcher Courage das Konzept der Dreigroschenoper wieder. Brecht baue „seine tragikomische Jahrmarktsbude auf, in der als ein höherer Bänkelsänger […] seine Satire höhnt und singt zugunsten der Kleinen in der Masse und gegen die Großen, die auf geistlichen und weltlichen Thronen ‚ihren Krieg machen‘.“ Weniger dürfte Brecht gefallen haben, dass Diebold in der Courage vor allem „ein warmblütiges Muttertier“ sah, das „keine Wahl“ gehabt habe: „Man ist unfrei wie ein armes Tier.“ Diebold sieht in Brechts Eulenspiegelei, in seiner „Narrenmoral“, keine positive Perspektive, Brechts Stück diene „lediglich der nihilistischen Entwertung allen Glaubens an Kultur“. Der Kritiker vermisst – wie später die Kritik aus der Sicht des sozialistischen Realismus – die positive Heldenfigur, „der die bösen Drachen der Menschheit um der Menschheit willen erschlagen soll.“ Die Tendenz von Diebolds Lob für Therese Giehses Darstellung der Mutter Courage dürfte einer der Gründe gewesen sein, warum Brecht später die negativen Seiten der Figur durch Textänderungen und Regie stärker herausarbeitete:
„Aber Therese Giehse stand mit ihrem großen Mutterherzen jenseits aller historischen Ansprüche schlechthin im Ewigen. Mochte sie noch so respektwidrige Dinge gegen das ‚Höhere‘ maulen und ihre Geschäftstüchtigkeit spielen lassen – sie wurde doch nie zur ‚Hyäne des Schlachtfelds‘; und die von den rauhen Umständen geforderte Rauheit der Marketenderin trat fast zu stark zurück hinter der Strahlung ihres Gefühls und ihres ergreifenden Schmerzes, wenn sie die Kinder eines nach dem anderen verlieren muß.“
Auch andere Kritiker der Zeit interpretierten die Courage der Giehse vor allem als Mutterfigur. So spricht die Kritikerin der Basler National-Zeitung von der „Nährmutter“ Courage, die sie für ihre Kinder wie für Koch und Feldprediger gewesen sei. „Wie der Prototyp der Urmutter umfängt die Mutter Courage alles, was in ihre Nähe kommt, mit mütterlicher Fürsorge […].“ Aus dieser Sicht erscheint die Courage als Repräsentation von „Millionen von Müttern der Gegenwart“, die trotz aller Not „ungebrochen […] hinaus in das harte Leben“ ziehen.
Fowler zeigt, dass vom Moment der Uraufführung in Zürich zwei konkurrierende Interpretationen die Rezeptionsgeschichte durchziehen: die Verurteilung der Courage – im Sinne Brechts – aufgrund ihrer Kriegsteilnahme und im Gegensatz dazu die Verteidigung der Courage als unschuldiges Opfer oder leidende Mutter. Nachträglich ist zu der Uraufführung zu sagen, dass zu ihrem Zeitpunkt, Frühjahr 1941, ja das Ende des Nazitums – naiv gesehen – noch keineswegs klar war.

### Die Aufführung des Berliner Ensembles

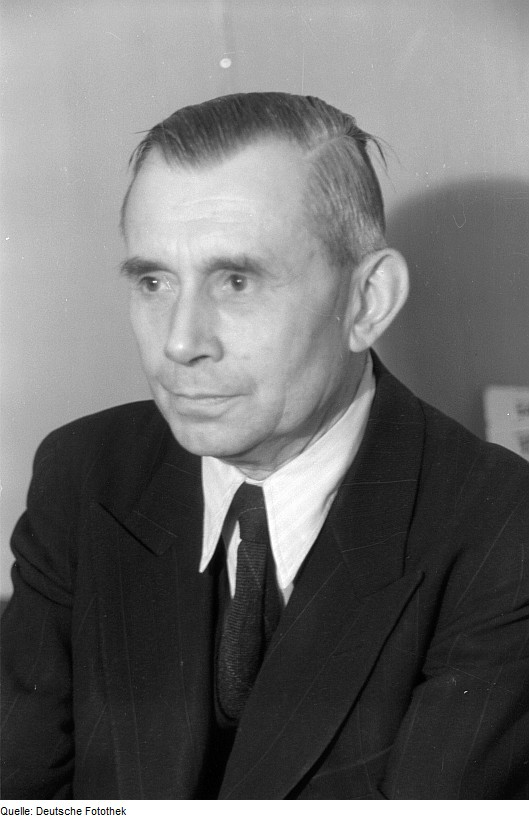
Herbert Ihering vermittelte erste Kontakte zum Deutschen Theater Berlin, Foto 1946.

#### Vorbereitungen und erste Kontakte nach Berlin
Schon am 24. Oktober 1945 hatte der Chefdramaturg des Deutschen Theaters, Herbert Ihering, Brecht um eine Aufführungserlaubnis für die Mutter Courage gebeten:
„Ich bin bei Wangenheim am Deutschen Theater. […] Es gibt hier sehr schöne Möglichkeiten. Erich Engel will nach Berlin, leitet aber vorläufig noch kommissarisch die Münchner Kammerspiele. […] Lieber Brecht, kommen Sie bald, damit Sie sehen können, wieviel gute und brechtbegeisterte Schauspieler wir am Deutschen Theater noch haben, und mit welcher Begeisterung wir uns alle in die herrliche Mutter Courage stürzen wollen.“
Helene Weigel schickte ein Lebensmittelpaket, aber eine Antwort von Brecht blieb aus. Im Dezember 1945 schrieb Brecht an Peter Suhrkamp und brachte seine Skepsis gegenüber dem Theater in Deutschland zum Ausdruck: „Der Wiederaufbau des deutschen Theaters kann nicht improvisiert werden. Sie wissen außerdem, daß ich auch schon vor der Hitlerzeit es nötig fand, angesichts des experimentellen Charakters meiner Stücke mich sehr in die Uraufführung hineinzumischen.“ Im gleichen Schreiben verfügt er ein Aufführungsverbot für den Galilei wegen Textüberarbeitung. Die Mutter Courage dürfe nur aufgeführt werden mit Helene Weigel in der Hauptrolle.
Aufgrund der Unzufriedenheit mit der Rezeption der Uraufführung in Zürich nahm Brecht einige Textveränderungen für die geplante Berliner Aufführung vor. Dabei gestaltete er die Figur der Mutter Courage negativer. Eilifs Weggang zu den Soldaten in der ersten Szene geht jetzt weniger auf eigene Motive zurück, sondern wird verursacht durch Geschäftsinteressen der Mutter. In der 5. Szene gibt sie Verbandsstoffe nicht mehr freiwillig heraus, sondern nur unter Zwang. In der 7. Szene verflucht sie immer noch den Krieg, verteidigt ihn dann aber als Geschäft wie andere. Brecht wollte sich von Niobe-Deutungen abgrenzen, die in der Mutter Courage nur das Leiden der Mutter sahen, die ihre Kinder überlebt:
„Wir haben die erste Szene der »Courage« zu ändern, da hier schon angelegt ist, was bei der Zürcher Aufführung den Zuschauern erlaubt hat, sich hauptsächlich von der Dauerhaftigkeit und Tragfähigkeit der gequälten Kreatur (des ewigen Muttertiers) erschüttern zu lassen – wo es doch damit nicht eben weit her ist. Jetzt verliert die Courage den ersten Sohn, weil sie sich in ein kleines Geschäft verstricken läßt, und nur hinzu kommt ihr Mitleid mit dem abergläubischen Feldwebel, das eine Weichheit darstellt, die vom Geschäft kommt und die sie sich nicht leisten kann. Das ist eine deutliche Verbesserung. Sie ist vom jungen Kuckhahn vorgeschlagen.“

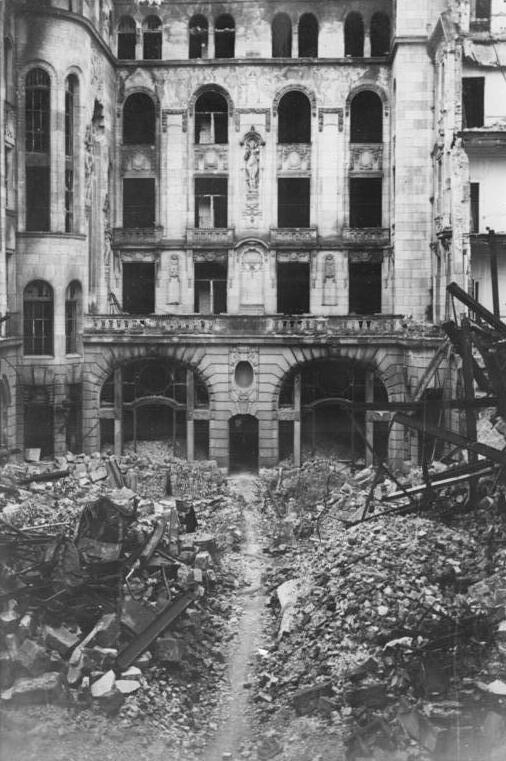
Brechts erste Unterkunft, die Ruine des Hotels Adlon

#### Brechts Rückkehr nach Berlin – Probenarbeit
Seit dem 22. Oktober 1948 war Brecht mit Helene Weigel wieder in Berlin und wohnte in den Überresten des Hotel Adlon. Durch den Intendanten Wolfgang Langhoff, der in Zürich den Eilif gespielt hatte, fand er Kontakte zum Deutschen Theater, wo auch Paul Dessau ein Arbeitszimmer hatte. Langhoff bot ihm an, in seinem Haus zu inszenieren, auch mit einem eigenen Ensemble. Im November 1948 kam Erich Engel nach Berlin, den Brecht als einen der Gründer des epischen Theaters neben Piscator schätzte. Engel begann sofort in Zusammenarbeit mit Brecht mit der Inszenierung der Mutter Courage am Deutschen Theater.
Das Ensemble, mit dem Brecht und Engel arbeiteten, setzte sich bis auf Helene Weigel und Werner Hinz in der Rolle des Feldpredigers oder Paul Bildt als Koch aus jungen Schauspielern wie Angelika Hurwicz oder Ernst Kahler zusammen, die ihre Karriere in der NS-Zeit begonnen hatten. Brecht registrierte bei ihnen eine „merkwürdige aura von harmlosigkeit“, arbeitete aber ohne Vorbehalte mit ihnen zusammen. Brecht vermittelte dem Ensemble sein Theaterkonzept nicht durch theoretische Vorträge, sondern in der praktischen Arbeit.
„Erst in der elften Szene schalte ich für zehn Minuten episches Probieren ein. Gerda Müller und Dunskus als Bauersleute beschließen, daß sie gegen die Katholischen nichts tun können. Ich lasse sie jeweils hinzufügen »sagte der Mann«, »sagte die Frau«. Plötzlich wurde die Szene klar, und die Müller entdeckte eine realistische Haltung.“

#### Premiere am Deutschen Theater 1949

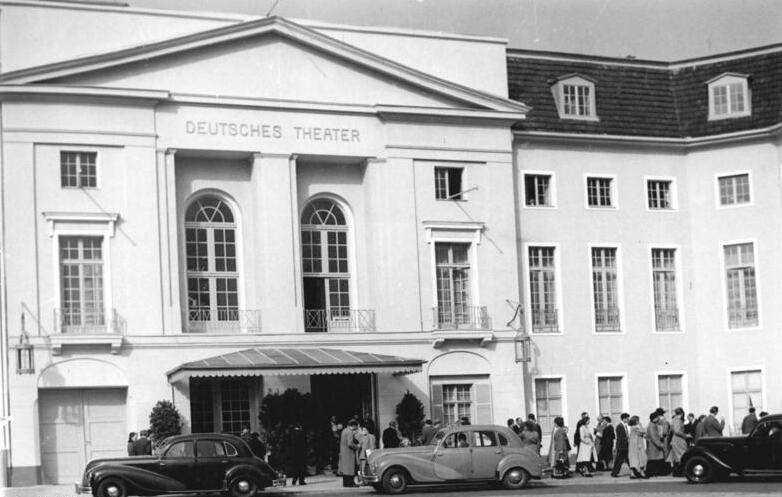
Deutsches Theater in Berlin 1953

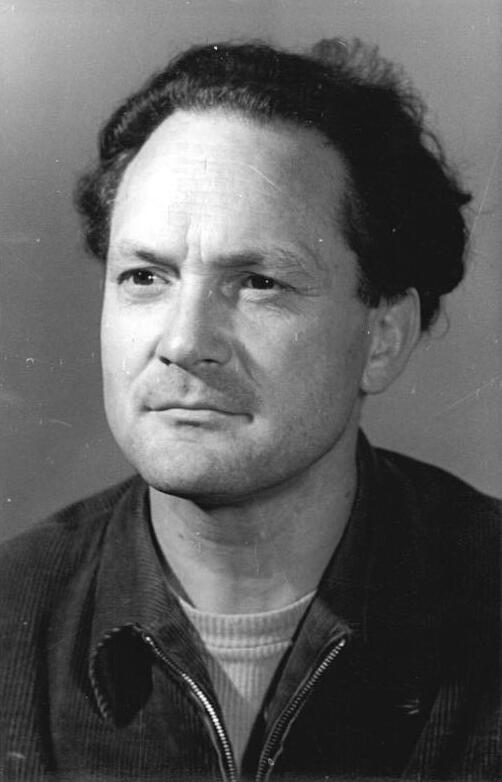
Bühnenbild: Heinrich Kilger (Aufnahme 1953)

Brechts Drama traf das Zeitgefühl der kleinen Leute, die in der Ruinenstadt Berlin gelernt hatten, dass ihnen der Krieg nichts bringt.
„Als der Wagen der Courage 1949 auf die deutsche Bühne rollte, erklärte das Stück die immensen Verwüstungen, die der Hitlerkrieg angerichtet hatte. Die zerlumpten Kleider auf der Bühne glichen den zerlumpten Kleidern im Zuschauerraum. […] Wer gekommen war, war aus Ruinen gekommen und ging zurück in Ruinen.“
Mit der sozialen Position und der Kriegserfahrung der Mutter Courage konnten sich die Zuschauer identifizieren, ihr Handeln und Scheitern ließen keine Identifikation zu.
„Insofern stellte das Stück ganz neue Anforderungen an das Publikum. Auch das Bühnenbild polemisierte gegen Sehgewohnheiten, die das Theater im Faschismus […] kultiviert hatte. Der Wagen der Courage rollte vor dem weißgetünchten Rundhorizont über die fast leere Bühne. Statt des großen Vorhangs die flatternde Halbgardine. Ein vom Schnürboden herabgelassenes Emblem kündigte die Unterbrechung der Handlung durch Lieder an. Doch das Publikum fühlte sich durch die neue Darstellungsart nicht schockiert, sondern ergriffen, ging es doch auf der Bühne um sehr elementare Fragen, um die menschlichen Anstrengungen, die aufgebracht werden müssen, um zu überleben.“
Vor der öffentlichen Premiere stellte Brecht das Stück in einer geschlossenen Vorstellung für Gewerkschaften vor. Manfred Wekwerth, damals noch ein Neuling im Umfeld Brechts, kommentiert Brechts Bemühungen um das proletarische Publikum so: Noch vor der Premiere „bestand er darauf, eine Vor-Aufführung vor Fabrikarbeitern zu machen. Die fand, was die wenigsten wissen, tatsächlich statt. Brecht lag an der Meinung dieser Leute. Er sprach nach der Aufführung mit ihnen. Die Arbeiter hatten bei der für sie ungewohnten Aufführung viele Fragen, Kritiken, es gab auch schroffe Ablehnung und Unverständnis. Brecht beantwortete alles mit großer Geduld. Darüber gibt es Notizen von ihm („Gespräch mit einem jungen Zuschauer 1948“). Das war ja das Publikum für das Brecht mit Vorliebe schrieb oder schreiben wollte.“
Am 11. Januar 1949 fand die Premiere statt. Bis dahin war das Interesse an Brechts Einstieg in die Berliner Theaterszene verhalten und beschränkte sich auf wenige Theaterkenner. Der grandiose Erfolg des Stückes änderte dies schlagartig. Wesentlichen Anteil daran hatte Helene Weigel, deren Darstellung der Mutter Courage Presse und Publikum bejubelten. Der legendäre Planwagen aus dieser Inszenierung und die Kostüme von Helene Weigel sind im Brecht-Weigel-Haus in Buckow ausgestellt.

#### Rezeption und Wirkung
Brechts Stück war von Anfang an heftig umstritten, sowohl im Westen als auch im Osten. Seine Konzeption entsprach nicht der Forderung des sozialistischen Realismus nach proletarischen Heldenfiguren und positiven Botschaften. Aber auch im Westen war Brechts gesellschaftskritische Botschaft nicht wohlgelitten.
Die aus heutiger Sicht abstrakten Diskussionen um ein Theaterstück waren in der Sowjetischen Besatzungszone in der Stalin-Ära von äußerster Brisanz. Es ging dabei nicht nur um Aufführungsmöglichkeiten und Reisegenehmigungen. Eine offizielle Ablehnung der Form hätte für alle Beteiligten weitgehende persönliche Konsequenzen haben können.
Die Tagespresse der SBZ reagiert zunächst positiv, zum Teil begeistert auf die Berliner Premiere. Paul Rilla schreibt in der Berliner Zeitung am 13. Januar 1949, Brechts Drama ziele auf den „Mythos vom deutschen Krieg“, der den Dreißigjährigen Krieg als Glaubenskrieg idealisiere. Brechts Stück zeige „die ‚Völker‘ im Mahlstrom eines Krieges der Herrschafts- und Machtinteressen, an denen, ob Sieg oder Niederlage, der ‚gemeine‘ Mann keinen Teil hat, keinen Teil als das allgemeine Elend.“
Brechts Drama – so Rilla – sei auch in der Form gelungen, zeige „eine neue Einfachheit, eine neue Gedrungenheit und Größe“. Er lobt ausdrücklich die epische Form, „welche klipp und klar die Wahrheit ausdrückt“. Er lobt die Darsteller und die Geschlossenheit des Ensembles. „Ein Triumph der Aufführung in ihren wesentlichen Absichten. […] Brechts Arbeit in Berlin […] darf keine Episode bleiben.“
Dennoch gab es auch Kritik: Sabine Kebir weist darauf hin, dass einige DDR-Kritiker die Auffassung vertraten, „dass das Stück den Anforderungen des in der Sowjetunion herrschenden Sozialistischen Realismus nicht genüge. Sie bemängelten, dass die Courage zu keiner Erkenntnis komme. Dass Fritz Erpenbeck, Friedrich Wolf und Alfred Kurella gerade den zentralen Punkt der Brecht’schen Ästhetik missbilligten – die Botschaft sollte nicht autoritär von der Bühne kommen –, war kein Zufall. Sie waren aus dem sowjetischen Exil zurückgekehrt und nahmen den Formalismusstreit der dreißiger Jahre auf deutschem Boden wieder auf.“
Fritz Erpenbeck greift Brechts Konzept des epischen Theaters in der „Weltbühne“ 1949 massiv an. Der Erfolg der Courage-Premiere beruhe neben der schauspielerischen Leistung vor allem auf klassisch dramatischen Elementen, die das Erzählerische durchbrächen, vor allem in Gestalt des Dramas zwischen „Spieler und Gegenspieler“, als „Sieg des ‚dramatischen‘ Theaters über das ‚epische‘“, in der Entgegensetzung von Kattrin und Courage.
Hans Wilfert kritisiert in der Neuen Zeit vom 13. Januar 1949 Brechts stilistisches Zurückbleiben, Mangel an Realismus, „Mangel an farbiger Fülle“ des Bühnenbildes und Fehlen fortschrittlicher Impulse. „Diesen Brechtschen ‚Stil‘ haben wir schon vor 1933 in mancherlei Variationen erprobt, wir brauchen das Experiment nicht zu wiederholen. Brecht ist bei ihm stehengeblieben, wir nicht.“

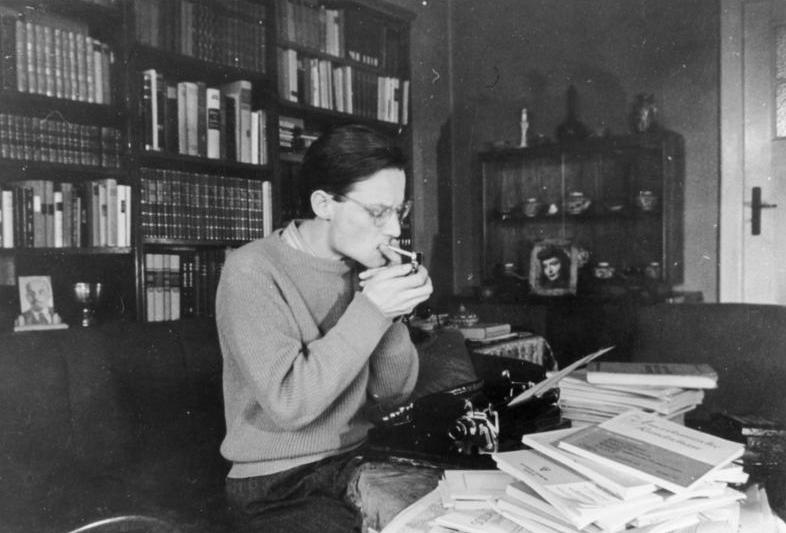
Brecht-Verteidiger Wolfgang Harich (1947)

Die Kritik an der Aufführung und an Brechts Theaterkonzept gipfelte in einer Kontroverse zwischen Fritz Erpenbeck, Kulturfunktionär und Chefredakteur der Zeitschriften Theater der Zeit und Theaterdienst 1946 bis 1958 und Kritiker des brechtschen Theaterkonzepts, und auf der anderen Seite Wolfgang Harich, der Brecht verteidigte. Erpenbeck und seine Mitstreiter kritisierten in verschiedenen Zeitschriften Brechts Theaterkonzept kaum verklausuliert als Zurückbleiben hinter der Entwicklung des Sozialistischen Realismus. Die Courage stehe für die „Kapitulation vor dem Kapitalismus“.
Im März 1949 bezog die Sowjetische Militäradministration in Deutschland SMAD in der offiziellen Täglichen Rundschau Stellung zur Kontroverse um Brecht. Trotz Vorbehalten gegen Erpenbecks emotionale Kritik bestätigte die SMAD die Kritiker. Karl-Heinz Ludwig fasst die Position so zusammen:
„Die Katze war aus dem Sack. Brecht wurde falsche Weltanschauung vorgeworfen. Aus ihr folge sein falscher Realismusbegriff. Brechts episches Theater konnte somit nicht als Sozialistischer Realismus gelten. Seine Bemühungen seien nichts anderes als der Versuch, im 20. Jahrhundert an den längst überholten Prinzipien eines Goethe, Schiller und Hegel stehenzubleiben.“
Trotz der Stellungnahme der SMAD setzte sich die Kontroverse fort, etwa in einer Diskussion zwischen Harich und Erpenbeck auf Einladung der Hochschulgruppe Berlin im Kulturbund. Eine wirkliche Abwendung von Brecht folgte nicht. Edgar Hein analysiert: „Die Auseinandersetzung mit Brecht war allerdings für die SED prekär. Der renommierte Autor war schließlich ein Prestigegewinn für ihr System. Seine Theaterexperimente wurden dann trotz aller Vorbehalte nicht nur toleriert, sondern von Staats wegen gefördert. Bald bekam Brecht sogar sein eigenes Theater […].“
Laut John Fuegi soll Brecht Sympathien bei Wladimir Semjonowitsch Semjonow, dem politischen Berater der sowjetischen Militäradministration und späterem Botschafter der UdSSR in der DDR, und damit dessen Unterstützung genossen haben, der die Courage-Aufführung geschätzt habe. „Nachdem Semjonow die Aufführung zweimal gesehen hatte, nahm er Brecht beiseite und sagte: ‚Genosse Brecht, Sie müssen nach allem verlangen, was sie wollen. Offensichtlich haben Sie sehr wenig Geld.‘“ Fuegi vermutet, dass dieser Eindruck durch die bewusst sparsame Ausstattung entstanden sei. Fuegi bewertet die fortgesetzte Kritik Erpenbecks an Brecht als aggressive politische Attacke. Erpenbecks Unterstellung, Brecht sei auf dem ‚Weg in eine volksfremde Dekadenz‘, folge dem Stil der Moskauer Schauprozesse. „Denunziatorische Sprache genau dieser Art war in den dreißiger Jahren in der Sowjetunion einem Todesurteil gleichgekommen.“ Fuegi hebt den Mut Wolfgang Harichs hervor, sich in dieser Situation voll hinter Brecht zu stellen.
Auch Eric Bentley, Brechtübersetzer ins Englische und Vertreter Brechts in den USA, schildert Situationen und Prozesse, die den Druck auf die Kulturschaffenden in der SBZ und der DDR verdeutlichen. Helene Weigel habe die ersten Darsteller von Koch und Feldprediger – ohne Paul Bildt und Werner Hinz namentlich zu nennen – gefragt, warum sie in den Westen gegangen seien. Einer der Darsteller habe geantwortet, es sei wenig erfreulich zu beobachten, wie im Osten Leute – manchmal Kollegen – eines Tages verschwänden und man sie nicht mehr wiedersehe. Die Weigel habe geantwortet: „Wo gehobelt wird, da fallen Späne.“ Brecht selbst habe jedoch, anders als später seine Erben, weiter mit Bentley zusammengearbeitet, obwohl dieser seine Distanz zum Kommunismus sowjetischer Prägung nicht verborgen habe.
Bis Juli 1951 wird die Courage als Inszenierung des Deutschen Theaters aufgeführt, mit der Premiere am 11. September 1951 wechselt das Stück in einer Neuinszenierung ins Repertoire des Berliner Ensembles. Das Berliner Ensemble führt es bis zum April 1961 405-mal auf. Am 19. März 1954 bezieht das Berliner Ensemble nach langen Bemühungen ein eigenes Haus, das Theater am Schiffbauerdamm.
Aber auch im Westen gelingt Brecht der Durchbruch. Gastspielerfolge mit der Courage-Inszenierung in Paris 1954 und London 1956 verhelfen dem Ensemble zu internationaler Anerkennung. Der französische Theoretiker Roland Barthes spricht aufgrund des Gastspiels in Paris von einer „révolution brechtienne“, von einer ungeheuren Wirkung auf das französische Theater.
„Das zentrale Anliegen von Mutter Courage ist die radikale Unproduktivität des Krieges, seine merkantilen Ursachen. Das Problem besteht keineswegs darin, wieder einmal die intellektuelle oder sentimentale Zustimmung des Zuschauers zu dieser Binsenweisheit zu erreichen; es besteht nicht darin, ihn genüßlich in ein romantisch gefärbtes Leiden am Verhängnis zu führen, sondern, ganz im Gegenteil, darin, dieses Verhängnis aus dem Publikum heraus auf die Bühne zu tragen, es dort festzumachen und ihm die Distanz eines aufbereiteten Objekts zu verleihen, um es zu demystifizieren und endlich dem Publikum auszuliefern. In Mutter Courage ist das Verhängnis auf der Bühne, die Freiheit im Saal, und die Rolle der Dramaturgie besteht darin, eines vom anderen zu trennen. Mutter Courage ist in der Fatalität verhaftet, sie glaubt, der Krieg sei unvermeidlich, für ihr Geschäft, für ihr Leben notwendig, sie stellt ihn nicht einmal in Frage. Doch das wird vor und hingestellt und geschieht außerhalb von uns. Und in dem Moment, in dem uns dieser Abstand geschenkt wird, sehen wir, wissen wir, daß der Krieg kein Verhängnis ist: Wir wissen es nicht durch eine Wahrsagerei oder eine Demonstration, sondern durch eine tiefe, körperliche Evidenz, die aus der Konfrontation des Schauenden mit dem Angeschauten entsteht und in der die konstitutive Funktion des Theaters liegt.“
Bis heute wird die Mutter Courage international gespielt. 2008 gastierte Claus Peymann mit dem Stück in Teheran und wurde vom Publikum gefeiert.
„Brecht ist im Iran einer der beliebtesten deutschen Schriftsteller. Bei der Premiere von Peymanns Inszenierung seines Stücks „Mutter Courage und ihre Kinder“ gab es in Teheran minutenlangen Beifall für das Berliner Ensemble.“

### Das Couragemodell von 1949

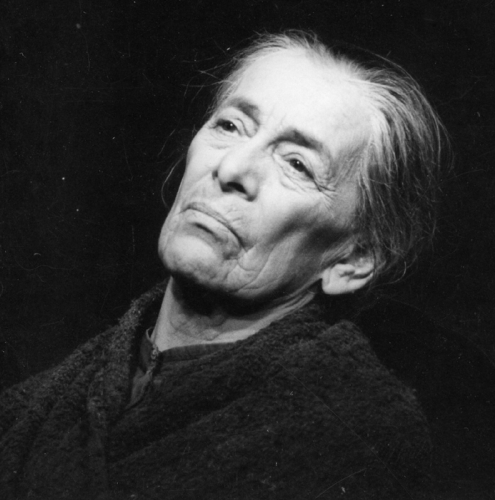
Helene Weigel,
Foto: Abraham Pisarek, 1967

Nach dem großen Erfolg der Berliner Aufführung lässt Brecht im Frühjahr 1949 ein „Modellbuch“ erstellen, das die Brecht-Engel-Inszenierung zum verbindlichen Muster für alle weiteren Aufführungen der Mutter Courage machen soll. Fotos von Ruth Berlau und Hainer Hill dokumentieren sehr umfangreich jedes Bild bis hin zu darstellerischen Details. Regieanmerkungen zu den einzelnen Szenen, wahrscheinlich erstellt vom Regieassistenten Heinz Kuckhahn, mit Korrekturen Brechts vervollständigen das Bild. Im Auftrag des Suhrkamp Verlages teilt Andreas Wolff den Städtischen Bühnen in Freiburg im Breisgau am 13. Juli 1949 mit:
„Der Autor hat ganz bestimmte Vorstelllungen von der Inszenierung seiner Werke und wünscht keine individuelle Interpretation seitens der Regisseure. Als Musteraufführung gilt die Aufführung im Deutschen Theater Berlin, die unter Mitarbeit des Dichters entstanden ist. Es befindet sich eine besondere Regiepartitur in Vorbereitung. Solange diese nicht vorliegt, ist es der Wunsch von Herrn Brecht, daß Helene Weigel, die Darstellerin der Courage in Berlin, möglichst zu Beginn der Aufführung an einem Abend gastiert und dabei einen Begriff von den Absichten vermittelt. Frau Weigel ist auch bereit, an den letzten Proben teilzunehmen und dabei mitzuarbeiten.“
Bis zum Oktober 1949 erteilt Brecht keine Aufführungsgenehmigung, wie Werner Hecht anmerkt, aus Misstrauen gegenüber den Regisseuren Hitlerdeutschlands, eine Aufführung in Dortmund, die sich nicht an das Modell hält, lässt er im Herbst 1949 kurz vor der Premiere verbieten. Brechts Skepsis wird verständlicher, wenn man berücksichtigt, dass der Dortmunder Schauspieldirektor Peter Hoenselelaers war, früher strammer Nationalsozialist und „Generalintendant“ des Dortmunder Theaters 1937–1944.

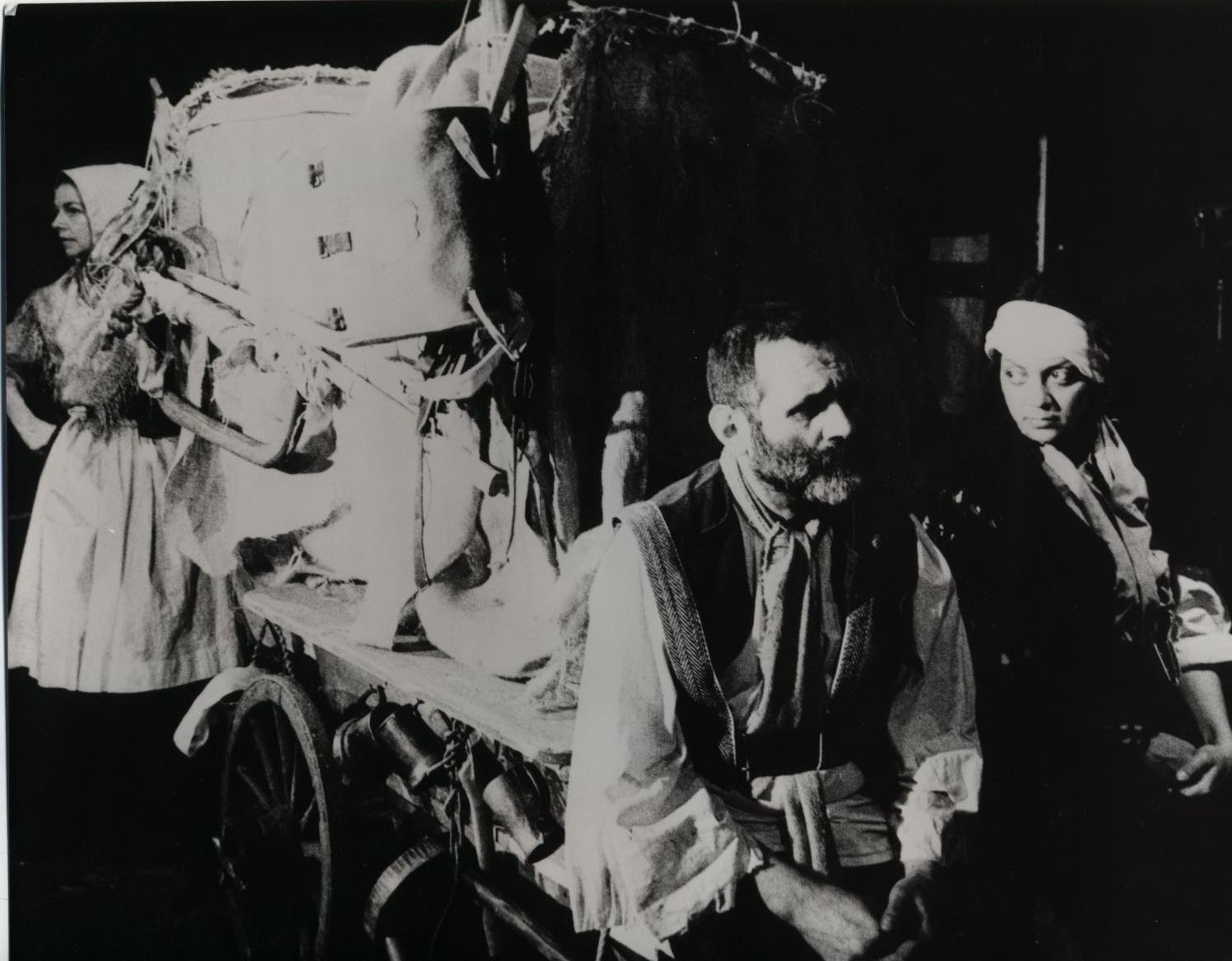
„Mutter Courage“ mit Renu Setna als der Feldprediger, Margaret Robertson als Mutter Courage und Josephine Welcome als Kattrin, Internationalistisches Theater London (1982)

Als erstes Theater inszenieren die Wuppertaler Bühnen die Mutter Courage nach dem Modellbuch. Der Wuppertaler Intendant Erich-Alexander Winds erhält im Sommer Fotos und hektografierte Regieanweisungen und die Empfehlung, sich von Brechts Mitarbeiterin Ruth Berlau instruieren zu lassen. Schon während der Proben im September 1949 kommt es zu heftiger Pressekritik an dem Modellverfahren. So titelt etwa die Kritik in der Rheinischen Post Düsseldorf vom 16. September 1949: „Autor befiehl – wir folgen! Lebendige Theaterorgane im Dienst der Schablone.“ Die Premiere findet am 1. Oktober statt.
Im Herbst 1950 erprobt Brecht selbst das Modellbuch mit einer Inszenierung an den Münchner Kammerspielen, deren Intendant 1945 bis 1947 Erich Engel war. Dabei entwickelt er das Modell weiter und nimmt Änderungen und Weiterentwicklungen in die Dokumentation auf. Brecht „inszenierte die ‚Courage‘ in München nach seinem Berliner Modell. Er prüfte die Bilder des Modellbuchs nach, wenn es sich um Gruppierungen und vor allem um Abstände handelte. Er suchte nach dem Bildhaften und Schönen, jedoch niemals seinem eigenen Modell sklavisch folgend. Er ließ die neue Aufführung locker entstehen: vielleicht lag da eine neue Lösung; doch die neue Lösung mußte mindestens auf der Höhe der alten, schon geprobten Modell-Lösung kommen.“ Therese Giehse spielt die Hauptrolle, Premiere ist am 8. Oktober 1950.
Teile des Couragemodells werden 1952 in einem Sammelband zur Arbeit des Berliner Ensembles in der DDR veröffentlicht. Der Teil zum Couragemodell wird in der Folgezeit, ergänzt um eine Fotosammlung, an Theater verschickt, die eine Aufführung planen. Etwa seit 1954 rückt Brecht von der Modellverpflichtung ab, verpflichtet lediglich noch die aufführenden Theater zum Ankauf des Materials. Mit Ruth Berlau und Peter Palitzsch erarbeitet Brecht 1955/56 eine Fassung des Modellbuchs für die Publikation im Henschelverlag. Er wählt Fotos und Notate zu den Aufführungen aus und überarbeitet sie. Das Buch erscheint erst postum 1958.
Von drei Kindern Bertolt Brechts hatte ab 2010 Barbara Brecht-Schall bis zu ihrem Tod 2015 die Rechte an Brechts Nachlass, ihre Geschwister waren bereits verstorben. Die Welt schreibt: „Nach eigenem Bekunden liegt ihr an der Werktreue und Einhaltung der Tendenz der Stücke, Einfluss auf die künstlerische Gestaltung der Inszenierungen nimmt sie nicht.“ Andere Medien sehen dies kritischer: Wenn Brecht-Schall auf Inszenierungen Einfluss nahm, regte sich heftiger Protest gegen den Einfluss der Brecht-Erbin. „Helene Weigel wurde von der virtuellen Brecht-Gesamtfamilie als Leittier anerkannt und respektiert. Gegen die Inszenierungsvorgaben des Meisters und der großen Witwe muckte keiner auf. Brecht-Sohn Stefan, der von New York aus den angelsächsischen Markt betreut, war außen vor. Als aber Barbara die Heimatfront übernahm, begann das Kesseltreiben.“ Bereits 1971 drängte die SED-Parteileitung sie dazu, die von ihr verwahrten Manuskripte herauszugeben und dem Staat zu übereignen. Sie hatte Mut und verweigerte das. Aber auch im Westen gab es einigen Druck auf die Brecht-Tochter: „Barbara Schall wurde als ‚Dreigroschenerbin‘ vor allem von Linksintellektuellen in den Schmutz gezogen. 1981 rief Zeit-Kritiker Benjamin Henrichs ‚Enterbt die Erben‘ und konnte gleich die Theatermacher Peymann, Flimm und Steckel zitieren, die das gleiche wollten, und alles natürlich, wie schon Kurt Hager, im Interesse des ‚Volkes‘.“ Erst 2026, 70 Jahre nach Brechts Tod, verfallen die Rechte an den Stücken.

### Kalter Krieg – Boykott und Blockadebrecheraufführung im Wiener Volkstheater

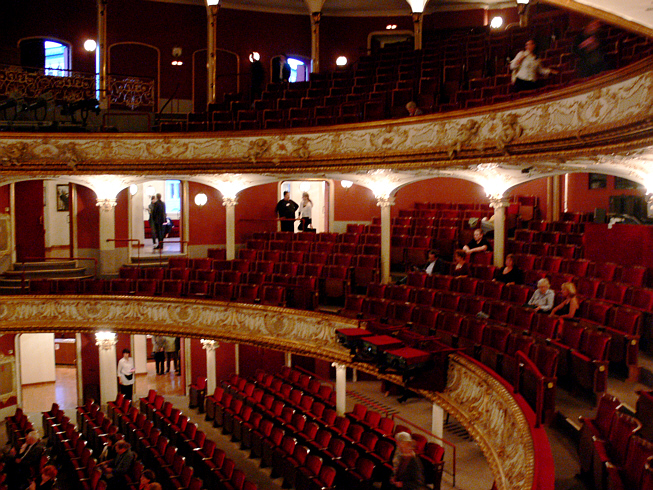
Das Wiener Volkstheater durchbricht 1963 den Wiener Brecht-Boykott.

Im Kalten Krieg wurden Brechts Stücke zwischen 1953 und 1963 in Wien auf Initiative der Theaterkritiker Hans Weigel und Friedrich Torberg sowie des Burgtheaterdirektors Ernst Haeussermann als kommunistische Propaganda boykottiert. Eine Aufführung von Brechts Mutter Courage im Opernhaus Graz am 30. Mai 1958 wurde zum Anlass für eine Publikation von dreizehn Brecht-Kritikern unter dem Titel „Soll man Brecht im Westen spielen?“
Am Ende des über zehnjährigen Brecht-Boykotts in Wien führte das Wiener Volkstheater das Stück in einer „Blockadebrecher“-Premiere am 23. Februar 1963 unter der Regie von Gustav Manker mit Dorothea Neff (die für ihre Darstellung mit der Kainz-Medaille ausgezeichnet wurde) in der Titelrolle, Ulrich Wildgruber als Schweizerkas, Paola Loew als stumme Kattrin, Hilde Sochor als Yvette, Fritz Muliar als Koch, Ernst Meister als Feldprediger und Kurt Sowinetz als Werber auf. Die Aufführung war zuvor mehrfach verschoben worden, zuletzt wegen des Mauerbaus in Berlin.
Auch in der Bundesrepublik kam es im Kalten Krieg mehrfach zum Boykott von Brechtstücken an Theatern. Stephan Buchloh nennt drei politische Anlässe, die dazu führten, dass Theater ohne staatlichen Zwang Brechtstücke absetzten oder vom Spielplan nahmen: „nach dem vom Militär niedergeworfenen Aufstand in der DDR am 17. Juni 1953, nach der Niederschlagung des ungarischen Aufstands durch sowjetische Truppen im Herbst 1956 und nach dem Mauerbau am 13. August 1961.“ Von den wenigen Maßnahmen staatlicher Stellen gegen Brechtaufführungen war in einem Fall die Mutter Courage betroffen. „Am 10. Januar 1962 verbot der Oberbürgermeister von Baden-Baden, Ernst Schlapper (CDU), eine Aufführung dieses Werkes von Bertolt Brecht. Das Baden-Badener Theater hatte das Stück unter der Regie von Eberhard Johows ursprünglich am 28. Januar des Jahres herausbringen wollen.“
Dabei ging die Dienstanweisung formell nicht vom Amt des Oberbürgermeisters aus, sondern von der Bäder- und Kurverwaltung, die das Theater betrieb, und der der Oberbürgermeister vorstand. Für die CDU begründete Stadträtin von Glasenapp im Gemeinderat das Verbot mit der Solidaritätsadresse Brechts an die SED und Walter Ulbricht nach dem 17. Juni 1953. Dabei wurde ausdrücklich bestritten, dass es um die künstlerische Qualität des Dramas gehe. Ein Bundesverfassungsrichter und mehrere in Baden-Baden lebende Schriftsteller protestierten gegen das Verbot. Das Städtische Theater Straßburg sowie die Theater in Colmar und Mülhausen luden daraufhin die Baden-Badener ein, die Courage als Gastspiel dort zu inszenieren, worauf Schlapper sein Verbot am 1. Februar 1962 entsprechend erweiterte. Am 5. Februar nahm Schlapper das Verbot für Gastspiele im Ausland zurück, sodass am 20. März die Premiere in Straßburg stattfinden konnte. Später durfte die Courage auch in Baden-Baden gezeigt werden, nachdem der Suhrkampverlag mit Regressforderungen wegen Vertragsbruch für die vereinbarte Aufführung gedroht hatte.

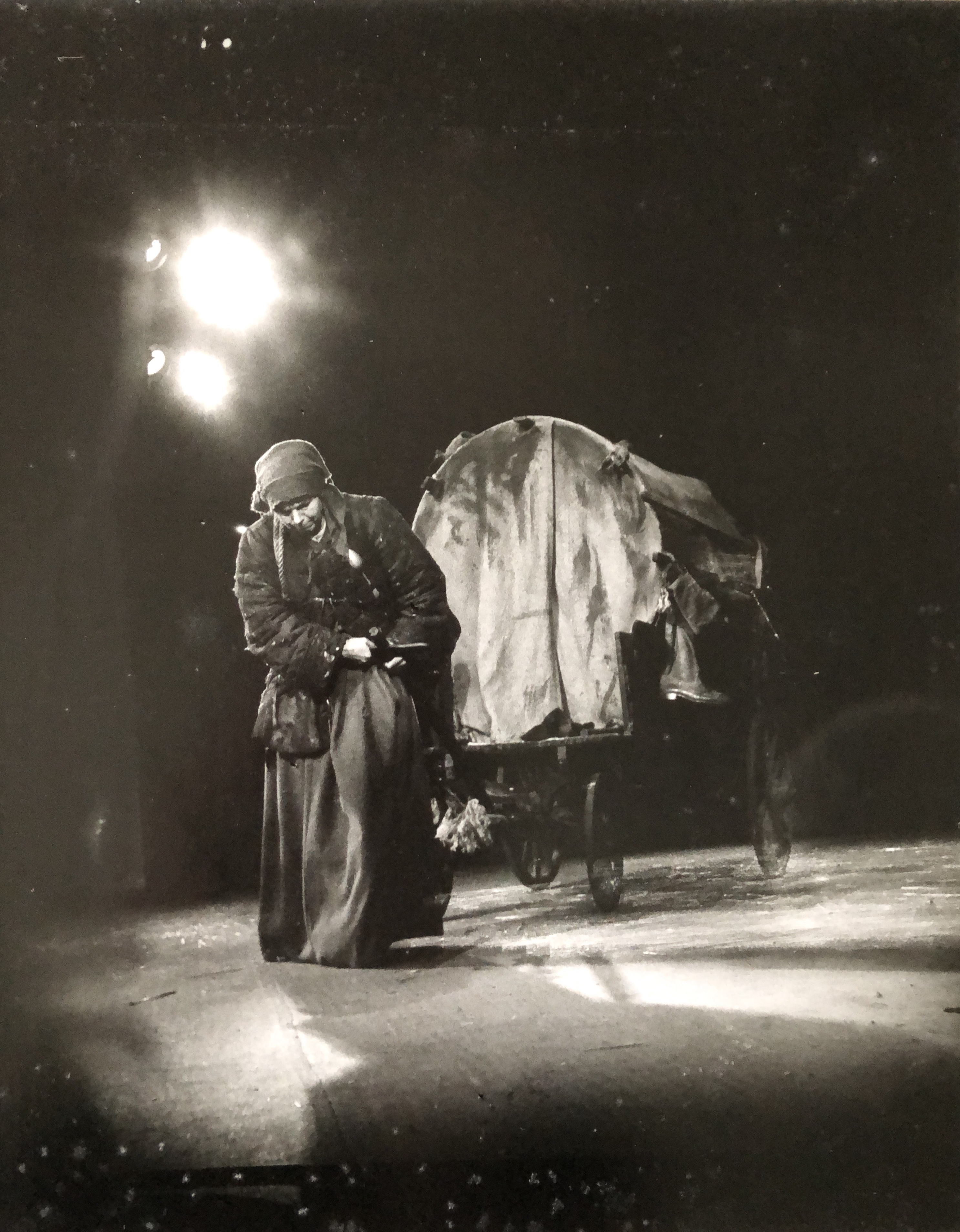
Ingeborg Arnoldi in „Mutter Courage“, 1968, Foto: Fred Erismann

## Vertonungen
Fast alle Songs des Stücks lagen bereits in vertonten Fassungen verschiedener Komponisten aus verschiedenen Kontexten vor. Für die „Mutter Courage“ mussten die Texte weiterentwickelt und ein neues musikalisches Gesamtkonzept entwickelt werden. 1940 schuf der finnische Komponist Simon Parmet eine erste Fassung, die als verschollen gilt. Paul Burkhard komponierte die Musik für die Zürcher Erstaufführung und dirigierte selbst. 1946 erarbeitete Paul Dessau in Zusammenarbeit mit Brecht eine dritte Komposition für das Stück. Der Klang sollte den Eindruck vermitteln, „als hörte man altbekannte Weisen in neuer Form …“. Dessaus Musik war in der DDR von Anfang an umstritten, aber Brecht hielt konsequent an Dessaus Aufführungsrechten an der Mutter Courage fest, auch bei jeder Produktion im Westen.

## Verfilmungen

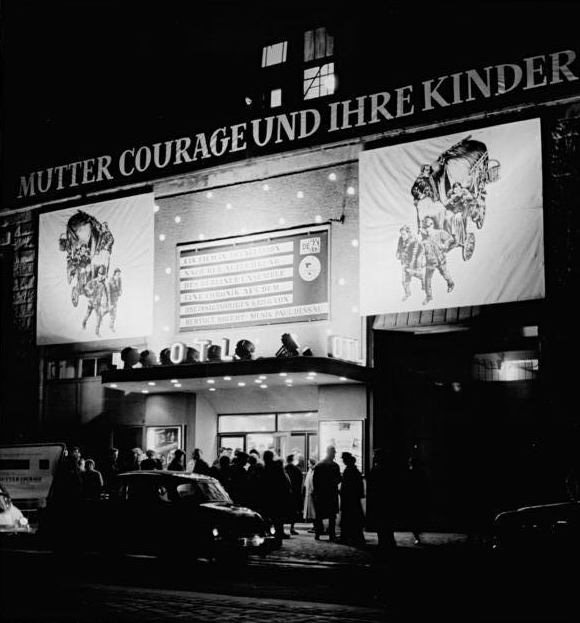
Uraufführung des DEFA-Films in Berlin am 10. Februar 1961

Schon früh sucht Brecht nach Möglichkeiten, wie er sein Konzept des epischen Theaters auf den Film übertragen kann. Es entstehen verschiedene Drehbücher und technische Ideen. Erste Entwürfe kommen dem Bedürfnis der DDR-Kulturpolitik nach positiven Helden entgegen. Ein junger Müller entwickelt Perspektiven, am Ende des Films soll ein Bauernaufstand gezeigt werden.
1950 wird Emil Burri neuer Drehbuchautor, Wolfgang Staudte soll Regie führen. Bis zum Mai 1954 kommt es zu immer neuen Konflikten, dann wird ein Vertrag abgeschlossen. Neben Helene Weigel in der Rolle der Mutter werden die französischen Stars Simone Signoret und Bernard Blier engagiert. 1955 begannen die Dreharbeiten. Schnell kommt es zu Konflikten zwischen Erfolgsregisseur Staudte und Brecht. Trotz persönlicher Intervention von SED-Chef Walter Ulbricht hielt Brecht an seinem Standpunkt fest, dass der Film der Berliner Inszenierung stilistisch folgen sollte. Das Projekt scheiterte, nachdem bereits einige Teile des Films gedreht worden waren.
Am 10. Oktober 1957 sendet der Deutsche Fernsehfunk (DFF) eine Direktübertragung der Modellinszenierung von Brecht und Erich Engel aus dem Berliner Ensemble. Die Bildregie der 175 Minuten langen Übertragung hat Peter Hagen.
Erst 1959 nach Brechts Tod realisierten Manfred Wekwerth und Peter Palitzsch den DEFA-Film als Dokumentation der Theaterinszenierung. Sie setzten verschiedene Techniken ein, um brechtsche Verfremdungseffekte filmisch umzusetzen: hartes Licht, chemische Veränderung des Films, Blenden, ruhige Kamera, Einblendungen von Bildern und Kommentaren, Doppelszenen, sparsame Ausstattung.
Am 10. Februar 1961 startete der Film in 15 Kinos der DDR und verschwand dann schnell in den Vorstadtkinos. Ob das durch mangelnden Erfolg oder politisch begründet war, ist umstritten. Die offizielle DDR-Presse lobte moderat.

## Analyse

### Historiendrama aus der Sicht der ‚kleinen Leute‘

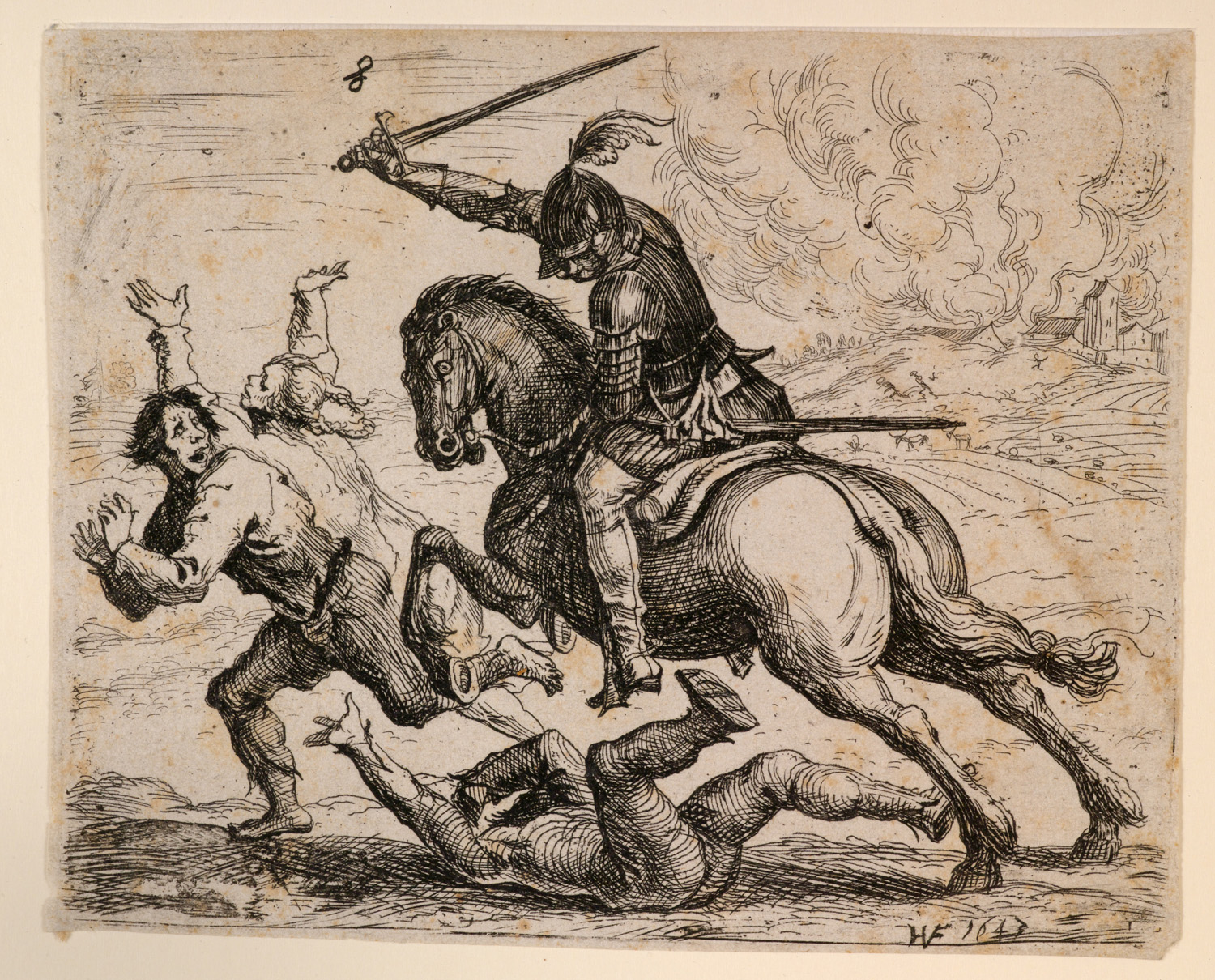
Hans Ulrich Franck, Der geharnischte Reiter, 1643

Der Untertitel des Dramas „Eine Chronik aus dem Dreißigjährigen Krieg“ erinnert an klassische Stoffe, etwa die Königsdramen Shakespeares oder Schillers „Wallenstein“. Brecht wechselt die Perspektive und schildert die Ereignisse aus der Sicht der kleinen Leute. Jan Knopf beginnt seine Analyse des Dramas mit diesem Wechsel des Standpunkts von den Tätern zu den Opfern:
„Die klassische Historie der Tradition, die unter Heerführern, Fürsten, Königen (und ihren Damen) spielt, wendet Brecht zur Darstellung der Schicksale von ‚kleinen Leuten‘ um: die Geschichte und ihre Zeit wird nicht mehr an den welthistorischen Individuen gemessen, es sind die Massen, die die historischen Daten setzen.“
Der „plebejische Blick“ des Dramas mache die kleinen Leute jedoch noch nicht zu Akteuren der Geschichte. Sie blieben „Opfer der großen Geschichte“, „lediglich reagierend“. Es ändert sich die Interpretation der Ereignisse, aber die Courage ist nicht in der Lage, die Situation gestaltend zu verändern. Dennoch eröffnet die neue Perspektive Möglichkeiten einer Veränderung. Die Interpretation des Dreißigjährigen Krieges als großer Glaubenskrieg wird entlarvt – so Jan Knopf – als „propagandistische Phrase“:
„Brecht zeigt, daß die Gegensätze innerhalb der Staaten, der Parteiungen liegen, daß die, die unten sind, alle Lasten und Folgen der äußeren Auseinandersetzungen tragen: so daß für sie Siege und Niederlagen immer nur Opfer bedeuten. […] Der Dreißigjährige Krieg ist bei Brecht nicht der Glaubenskrieg: er ist Bürgerkrieg […]“
Ingo Breuer weist darauf hin, dass schon Friedrich Schiller in seiner Geschichte des Dreißigjährigen Krieges die Herrenperspektive kritisiert hat:
„Die Regenten kämpften zu ihrer Selbstverteidigung oder Vergrößerung; der Religionsenthusiasmus warb ihnen die Armeen und öffnete ihnen die Schätze ihres Volks. Der große Haufe, wo ihn nicht Hoffnung der Beute unter ihre Fahnen lockte, glaubte für die Wahrheit sein Blut zu vergießen, indem er es zum Vorteil seines Fürsten verspritzte.“

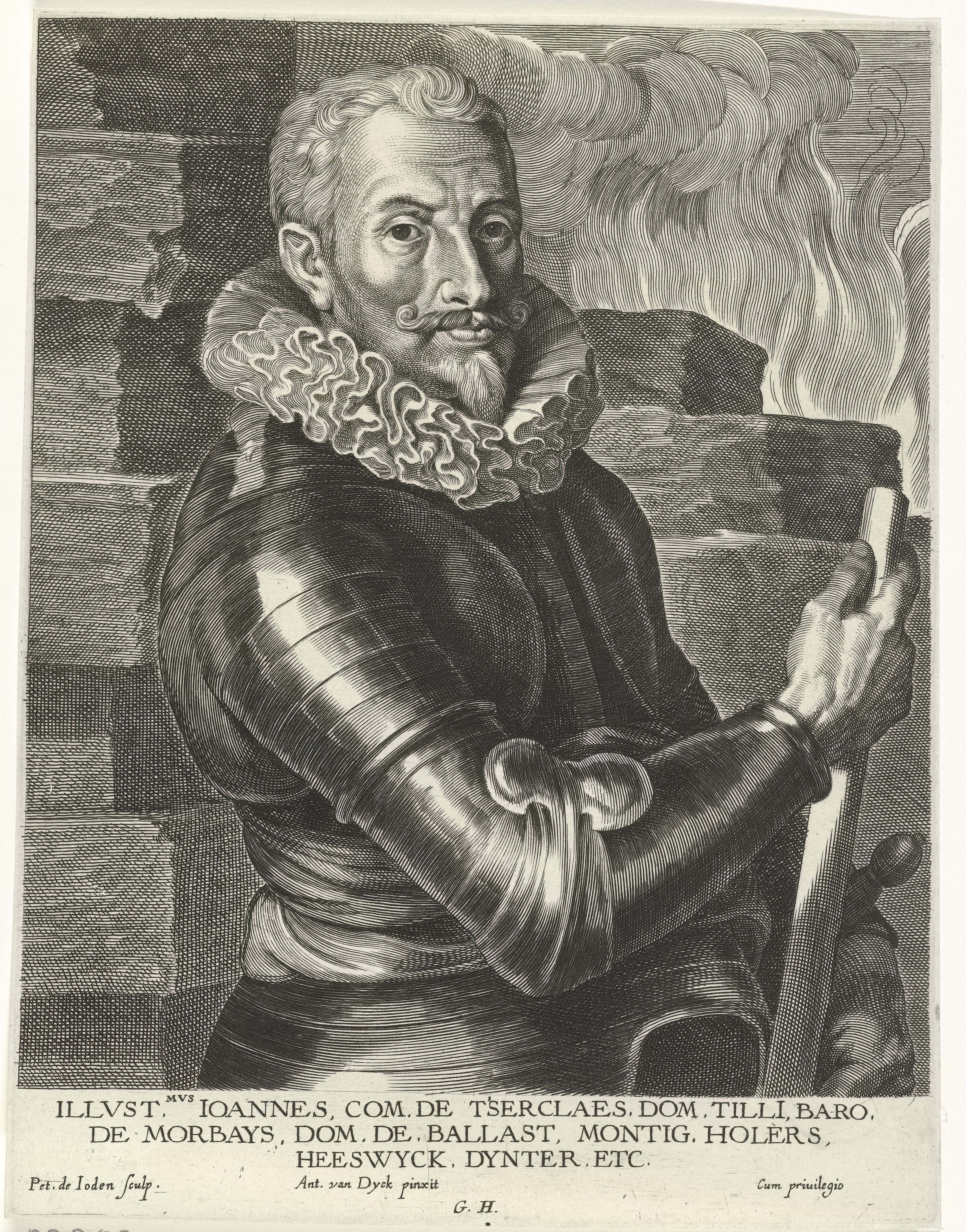
Johann t’Serclaes von Tilly, Heerführer der Katholischen Liga

Brechts Drama thematisiert die Kritik an der Geschichtsschreibung aus Herrschaftsperspektive etwa am Beispiel des Todes von Tilly, des Heerführers der Katholischen Liga im Dreißigjährigen Krieg.
Der Feldprediger: „Jetzt begraben sie den Feldhauptmann. Das ist ein historischer Augenblick.“
Mutter Courage: „Mir ist ein historischer Augenblick, daß sie meiner Tochter übers Aug geschlagen haben. Die ist schon halb kaputt, einen Mann kriegt sie nicht mehr […] Den Schweizerkas seh ich nicht mehr, und wo der Eilif ist, das weiß Gott. Der Krieg soll verflucht sein.“
Die Courage widerruft diesen kurzen Moment der Erkenntnis sofort durch ihr Tun auf der Bühne. Gleichzeitig mit ihrem einzigen Fluch auf den Krieg inspiziert sie die neuen Waren, bei deren Verteidigung Kattrin sich die Verletzung eingehandelt hat und deren Wert vom Fortgang des Krieges abhängt. Direkt im Anschluss, am Anfang der 7. Szene, besingt sie den Krieg „als guten Brotgeber“.
Was bleibt ist die ernüchternde Sicht auf die große Geschichte. Ingo Breuer kommentiert diesen so: „Diese Aussage ändert nichts am Verhalten der Courage, doch deutet sie auf die Historiografie zum Dreißigjährigen Krieg voraus: Der Tod des Feldhauptmanns Tilly ist als ein Wendepunkt des Dreißigjährigen Krieges in die Geschichtsbücher eingegangen, kaum jedoch das Leiden der einfachen Leute […]“
Aus der Perspektive der kleinen Leute kritisiert Brecht aber nicht nur das Konzept einer Geschichtsschreibung, die Herrscher, Schlachten und andere Großereignisse in den Vordergrund stellt. Das Drama demonstriert auch die brutale Rücksichtslosigkeit des Krieges, vor allem am Schicksal und den Taten der Kinder der Courage. Kattrin verliert ihre Stimme beim Überfall von Soldaten, die sie als kleines Mädchen folterten, stetig droht ihr Vergewaltigung, sie wird später überfallen und entstellt und schließlich für eine selbstlose Tat erschossen. Schweizerkas wird gefoltert und hingerichtet. Eilif ist in diesem grausamen Umfeld Täter und Opfer zugleich. Er beraubt und mordet Bauern, zuerst als Kriegsheld und in einem Moment des Friedens mit den gleichen Taten als Krimineller. Er wird zur Rechenschaft gezogen, nicht sein Feldhauptmann. Während des gesamten Stücks ist die Familie bedroht durch Kampfhandlungen, Überfälle und Hunger und trotz der Bereitschaft zu Rücksichtslosigkeit, Betrügereien und der Gewitztheit der Courage verelenden sie zusehends und überleben nicht.
Aber auch außerhalb der Familie zeigt das Drama die wachsende Verwüstung durch den anhaltenden Krieg. Im Titularium zur 9. Szene heißt es, dass bereits die Hälfte der Einwohner Deutschlands ausgelöscht sei. Immer drastischer werden Zerstörung und Hoffnungslosigkeit. Überall herrscht Hunger.

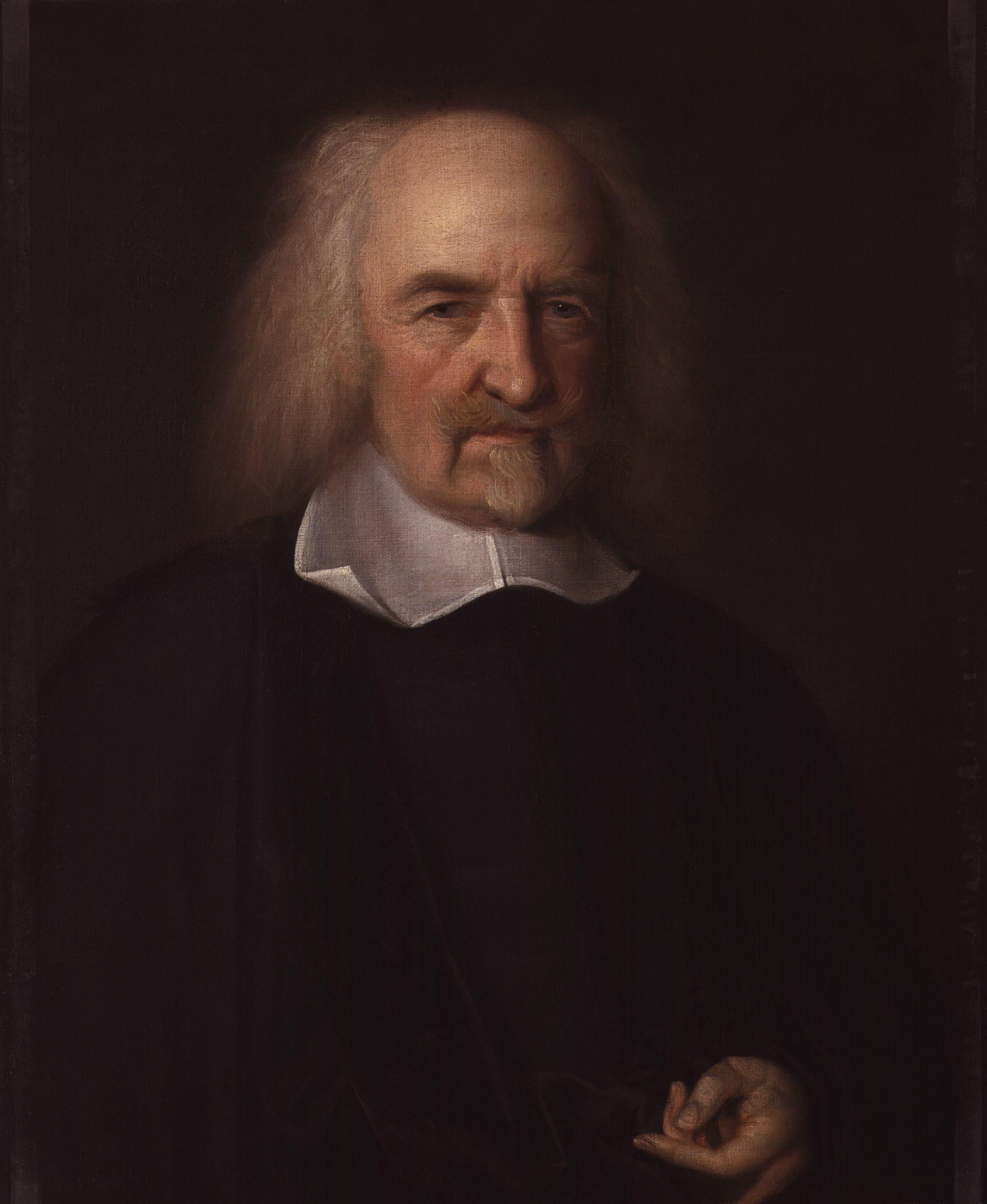
Thomas Hobbes, Theoretiker der Macht und Kritiker des Bürgerkrieges

Mutter Courage: „Im Pommerschen solln die Dörfler schon die jüngern Kinder aufgegessen haben, und Nonnen haben sie bei Raubüberfäll erwischt.“
„Dies ist die Geschichte des Krieges, wie sie ‚Mutter Courage und ihre Kinder‘ erzählt. Es ist eine Geschichte der Grausamkeit, Barbarei und Unfreiheit, von Verbrechen gegen die Menschlichkeit, begangen mit dem Ziel, dass ein Herrscher einem anderen etwas nehmen kann. Es ist die Geschichte, die Hobbes in seiner klassischen Beschreibung des Kriegs erzählt, wo kein Nutzen aus menschlicher Anstrengung entsteht, aber alle in ständiger Angst und Gefahr eines gewaltsamen Todes leben, und das Leben des Menschen einsam, arm, schmutzig, brutal und kurz ist.“
Die Bemerkungen der Courage zur gegensätzlichen Perspektive von Herren und Knechten auf die Ereignisse sind provozierend. Brecht weist in seinem Couragemodell darauf hin, dass der Regimentsschreiber ihre Äußerungen genau registriert, um sie eventuell zu belangen. Sie versteckt ihre provozierenden Ansichten deshalb hinter ironischem Lob:
Mutter Courage: „Mir tut so ein Feldhauptmann oder Kaiser leid, er hat sich vielleicht gedacht, er tut was übriges und was, wovon die Leute reden, noch in künftigen Zeiten, und kriegt ein Standbild, zum Beispiel erobert die Welt, das ist ein großes Ziel für einen Feldhauptmann, er weiß es nicht besser. Kurz, er rackert sich ab, und dann scheiterts am gemeinen Volk, was vielleicht ein Krug Bier will und ein bissel Gesellschaft, nix Höheres.“
Die Berliner Inszenierung hob die Wirkung der ironisch-subversiven Rede der Courage zum Tode Tillys hervor, indem sie den spitzelnden Schreiber aufstehen lässt, um die Courage genauer zu beobachten. „Er setzt sich enttäuscht nieder, wenn die Courage so geredet hat, daß ihr nichts nachzuweisen ist.“

### Barocker Topos „verkehrte Welt“
Gleich zu Beginn des Stücks lässt Brecht den Feldwebel sagen: „Frieden, das ist nur Schlamperei, erst der Krieg schafft Ordnung.“ Brecht knüpft hier an den barocken Topos der verkehrten Welt an, wie er sich unter anderem bei Grimmelshausen findet. Ingo Breuer weist darauf hin, dass es sich bei Grimmelshausen „um das epochentypische Mittel der Inversion, also eher um einen Blick ‚nach unten‘“ handele und stellt provozierend die Frage, ob diese Diagnose nicht auch für Brecht gelte.
Die Umkehr aller Werte und Normen durch den Krieg erscheint im Stück an verschiedenen Stellen. In der zweiten Szene wird Eilif vom Feldhauptmann mit einer „goldenen Armspang“ ausgezeichnet, weil er eine Überzahl Bauern überlistet, niedergehauen und ihnen 20 Ochsen gestohlen hat. Als er in einer kurzen Friedensperiode einen Bauern ausraubt und dessen Frau tötet, wird er zum Tode verurteilt und hingerichtet. Eilif bleibt diese Verkehrung der Regeln unverständlich.
Eilif: „Ich hab nix andres gemacht als vorher auch.“
Der Koch: „Aber im Frieden.“ […]
Der Feldprediger: „Im Krieg haben sie ihn dafür geehrt, zur Rechten vom Feldhauptmann ist er gesessen.“
Als die stumme Kattrin mit ihrem verzweifelten Trommeln am Schluss des Stücks ihr Leben riskiert, um die Einwohner der Stadt Halle zu retten, wird ihr von Bauern, die sich vor den Folgen fürchten, vorgeworfen: „Hast denn kein Mitleid? Hast gar kein Herz?“
Die verkehrte Welt des Kriegs verleitet auch die Figuren zu vielsagenden sprachlichen Fehlleistungen. So entsetzt sich die Courage in der 8. Szene, „daß Friede ausgebrochen“ sei. Indem die Courage ein Wort in einer Redewendung unbeabsichtigt durch das Gegenteil ersetzt, macht sie deutlich, was sie vom Frieden tatsächlich hält – er ist für sie nichts anderes als ein geschäftsschädigendes Elementarereignis, ein Unheilsbringer wie für andere Menschen der Krieg: „Sie treffen mich im Unglück. Ich bin ruiniert.“ (Szene 8) 
Auch positive Eigenschaften wie Mut, Klugheit, Treue, Einsatzfreude oder Mitleid bekommen im Krieg einen völlig neuen Stellenwert. Das, was einem im Frieden weiterhilft, versagt in Kriegszeiten völlig. Auf die Tugenden ist kein Verlass mehr. Brecht verglich dieses Phänomen mit den Feldern der neuen Physik, in denen die Körper merkwürdige Abweichungen erfahren: Genauso wirkt der Krieg auf die Tugenden, die sich plötzlich nicht mehr berechnend einsetzen lassen. Die Tugenden der kleinen Leute sind nur dazu da, um die Versäumnisse der Großen wieder wettzumachen:
Mutter Courage: „In einem guten Land brauchts keine Tugenden, alle können ganz gewöhnlich sein, mittelgescheit und meinetwegen Feiglinge.“ (Szene 2)
Das entspricht völlig dem Lebensgrundsatz der Courage: unauffällig bleiben, sich aus allem heraushalten – und dadurch überleben. Ihre Skepsis in Sachen Tugend ist berechtigt, denn der weitere Verlauf der Handlung zeigt, dass die positiven Charakterseiten ihrer Kinder allesamt deren Untergang bewirken: „Schuld sind die, wo Krieg anstiften, sie kehren das Unterste zuoberst in die Menschen“, sagt der Feldprediger an einer Stelle (Szene 6). Die Frage ist, ob er es sich damit etwas zu leicht macht, indem er die Mitschuld der kleinen Leute am allgemeinen Chaos von vornherein ausklammert.

### Glauben und Glaubenskrieg
Eine Stoßrichtung des Stücks ist die Kritik an der Religion, die Entlarvung der materiellen und der Machtinteresse hinter der Fassade des Glaubenskrieges. Diese Kritik wird zum Teil vermittelt durch die widersprüchliche Figur des Feldpredigers, aber auch durch die subversiven Reden der Courage und des Kochs. Ein Thema ist dabei die scheinheilige Rede der Kirchenvertreter vom Verzicht auf materielle und erotische Wünsche. Diese wird entlarvt z. B. durch das sexuelle Interesse des Feldpredigers an Kattrin und an der Courage und seine Gier nach gutem Essen und Trinken. Seine Kritik an der Courage, dass sie vom Kriege lebe, enthält einen doppelten Widerspruch. Zunächst ist er als Feldprediger am Anfang des Stückes Kostgänger der Militärs, später lebt er selbst von den Kriegsgewinnen der Courage.

### Kritik an den kriegerischen „Werten“
Begriffe wie „Ehre“, „Heldentum“ und „Treue“, vor allem in der von der NS-Diktatur geprägten Form, sind für Brecht Antitugenden.
Fowler zeigt an Goebbels-Zitaten die große Bedeutung des Ehrbegriffs für die NS-Ideologie auf: „Vor den Geldfragen aber steht für uns Nationalsozialisten die Ehre.“ und weist nach, dass der Begriff für Brecht quer durch sein Werk negativ konnotiert ist. Im Drama Mutter Courage erscheine der Ehrbegriff zunächst als Forderung an die vom Werber übertölpelten Bauern, sich in ihr Schicksal zu fügen. In Szene 3 zeige die Courage die Wertlosigkeit des Ehrbegriffs für die kleinen Leute:
Mutter Courage: „Es gibt sogar Fälle, wo die Niederlage für die Untern eigentlich ein Gewinn ist für sie. Die Ehr ist verloren, aber nix sonst.“
Auch Kattrins Reaktion auf das Offiziersehrenwort des Fähnrichs, die Courage zu verschonen, wenn sie aufhöre zu trommeln, zeige, dass sie die Wertlosigkeit des Ehrbegriffs im Krieg durchschaut hat: Sie „trommelt stärker“.
Eine andere Kriegstugend, die das Drama aufs Korn nimmt, ist das Heldentum. „Unglücklich das Land, das Helden braucht“, lässt Brecht Galileo auf den Vorwurf der Feigheit vor dem Inquisitionsgericht antworten. Im gleichen Sinne argumentiert die Courage: Wer mutige Soldaten brauche, sei ein schlechter Feldhauptmann.
Mutter Courage: „Wenn er einen guten Feldzugsplan machen könnt, wozu bräucht er da so mutige Soldaten? […] wenn ein Feldhauptmann oder König recht dumm ist und er führt seine Leut in die Scheißgass, dann brauchts Todesmut bei den Leuten, auch eine Tugend. […] In einem guten Land brauchts keine Tugenden, alle können ganz gewöhnlich sein, mittelgescheit und meinetwegen Feiglinge.“
Das „Lied vom Weib und dem Soldaten“ und Eilifs Schicksal zeigen die Folge des Heldentums für den Soldaten: Es bewirkt seinen Tod. Auch den „Heldentod“ Tillys in der Schlacht ironisiert die Courage als bloßen Unfall.
Mutter Courage: „Es war Nebel auf der Wiesen, der war schuld. Der Feldhauptmann hat noch einem Regiment zugerufen, sie solln todesmutig kämpfen, und ist zurückgeritten, in dem Nebel hat er sich aber in der Richtung geirrt, so daß er nach vorn war und er mitten in der Schlacht eine Kugel erwischt hat.“
Der Name der Hauptfigur selbst verweist auf Mut, aber schon in der ersten Szene weist die Courage darauf hin, dass sie stets aus nüchternen Geldinteressen gehandelt habe, nie aus Heldentum.

## Die Figur der Mutter Courage

### Die Komplexität der Couragefigur
John Fuegi zeigt am Beispiel der Proben zum Kaukasischen Kreidekreis, dass Brecht systematisch die Widersprüche seiner Figuren betont habe. Wenn in einer Probe die Selbstlosigkeit der Magd Grusche herausgearbeitet worden sei, habe bei der Fortsetzung ein negativer Aspekt ihrer Persönlichkeit im Mittelpunkt des Interesses gestanden, immer mit dem Ziel der „Anlage einer vielschichtigen Person“. Der Weg dazu sei nach Brecht „die bewußte Anwendung des Widerspruchs.“ In diesem Sinne interpretiert Kenneth R. Fowler die Widersprüchlichkeit als Wesensmerkmal der Couragefigur und weist einseitige Deutungen der Courage als Mutter oder skrupellose Händlerin zurück. Sie verdiene beide Kennzeichnungen, die als „Hyäne des Schlachtfelds“ und die als mütterliche Figur.

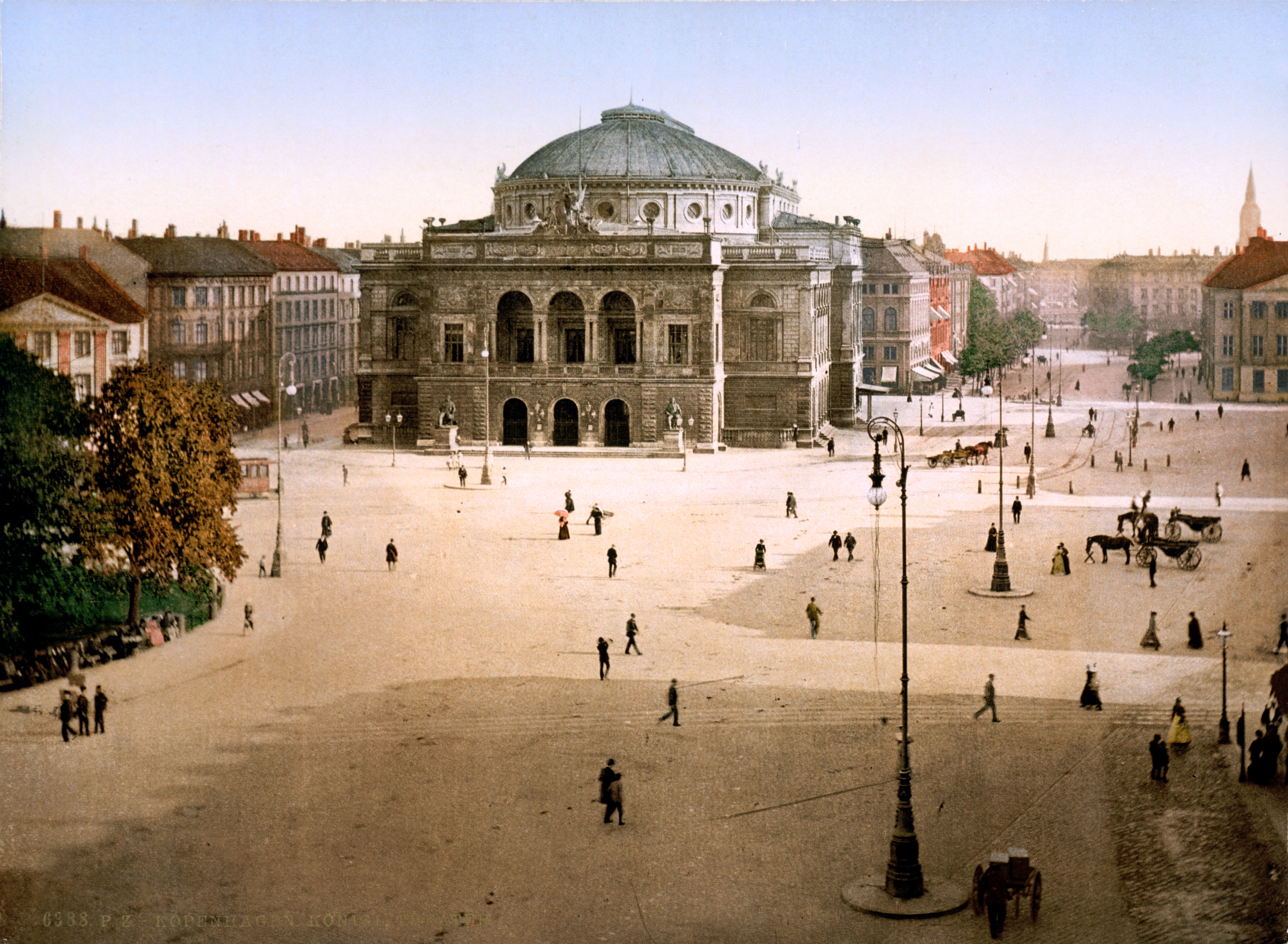
Das königliche Theater in Kopenhagen, Aufführungsort 1953

Brecht selbst betont in Kommentaren die negativen Seiten der Couragefigur. „Die Courage lernt nichts“, überschreibt Brecht ein Typoskript, das er 1953 zu einer Aufführung der Courage in Kopenhagen verfasst. Denn Lernen bedeutet, sein Verhalten zu ändern – und gerade das tut die Courage nicht. Sie glaubt zu Beginn des Stücks, dass ihr der Krieg Profit bringen wird, und sie glaubt es auch am Ende des Stücks, als ihre drei Kinder bereits tot sind.
Um eine analytische Sicht auf die Courage zu ermöglichen, legt Brecht größten Wert darauf, die Anteilnahme der Zuschauer mit den Mitteln des epischen Theaters zu zerstören. Irritiert von der Aufnahme der Zürcher Uraufführung als „Niobe-Tragödie“, als tragisches Schicksal der leidenden Mutter, verstärkt er den bitteren Humor und die Rücksichtslosigkeit der Mutter Courage durch Textveränderungen und Inszenierung. Dennoch „sympathisiert“ das Publikum weiter mit der Courage. Es sieht in ihr die leidende Mutter und das tragische Scheitern all ihrer Bemühungen.

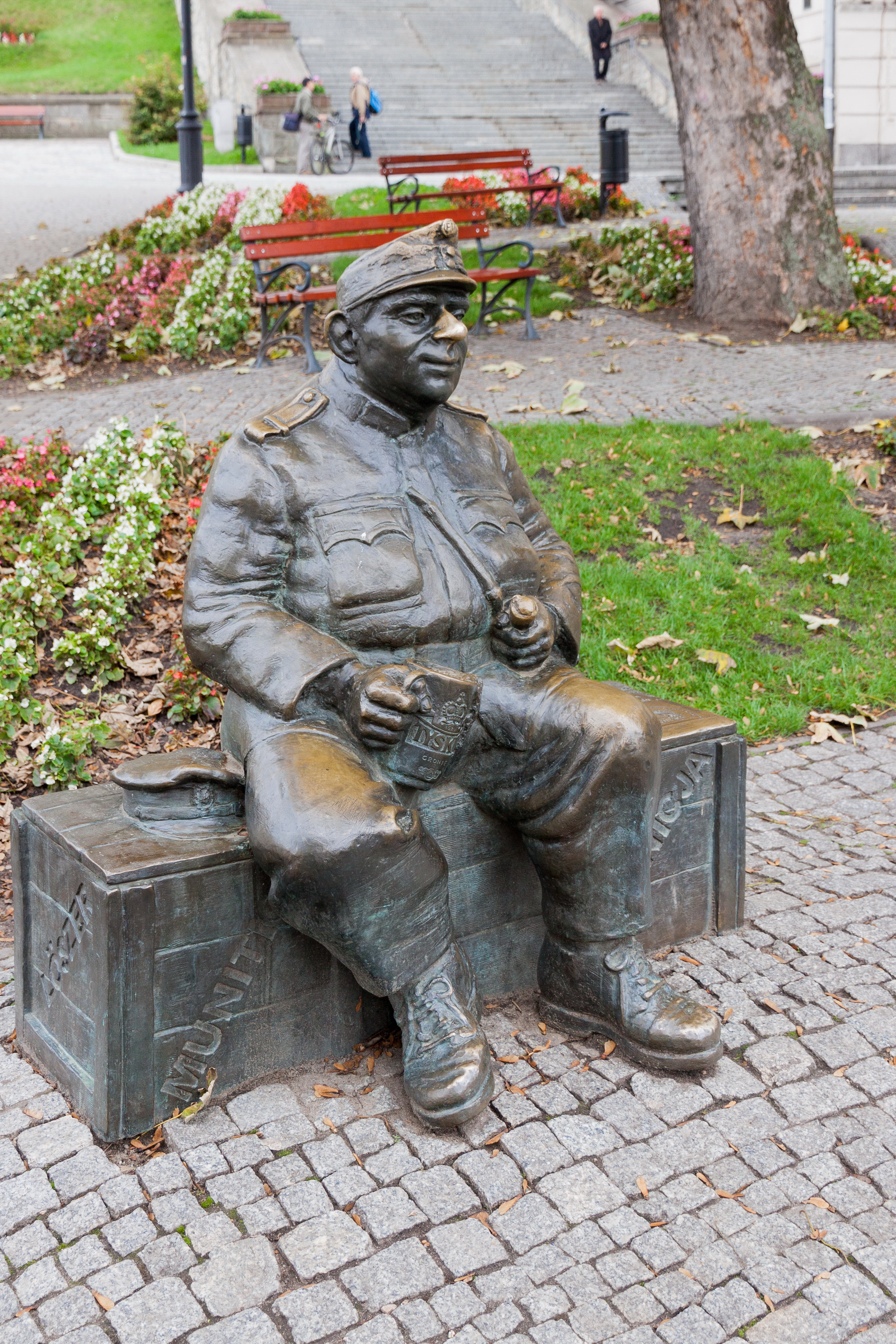
Der brave Soldat Schwejk, Vorbild für den kritischen Blick der Courage?

Ingo Breuer sieht in ihren subversiven Reden und ihrem Sprachstil den kritischen Blick der kleinen Leute, wie ihn Jaroslav Hašek in seiner Figur des braven Soldaten Schwejk beschrieben hat. Schwejk macht Autoritäten lächerlich mit einer absurd-übertriebenen „Pflichterfüllung“ und scheinbar naiven, satirischen Reden, die die Ideale des Krieges und die Unvernunft seiner Befürworter zur Zielscheibe haben. Ebenso agiert die Courage, wenn sie sich mit einem Konglomerat sinnloser Papiere auszuweisen versucht oder den Begriff der soldatischen Tugend analysiert. Zum Teil erzeugt gerade die Perspektive der Händlerin, der Geschäftemacherin die nüchterne Sicht der Courage. Sie erkennt etwas, das räumt auch Brecht ein, nämlich „das rein merkantile Wesen des Krieges“. Dass sie gerade in dieser nüchternen Sicht die Gefahr nicht erkennt, die ihr und ihren Kindern droht, ist ihr Verhängnis.
Die subversiven Äußerungen der Courage richten sich regelmäßig gegen Autoritäten, „gegen die Herrscher und ihre Agenten in Militär und Klerus, auf der symbolischen Ebene gegen Patriarchat und Kapitalismus.“ Ein typisches Beispiel im Drama ist die Ironisierung der Ziele der ‚großen Männer‘ und ihre Abhängigkeit von den kleinen Leuten. Typische Diskurstaktik ist dabei die Konfrontation der „großen Ziele“ mit den sinnlichen Bedürfnissen des Volks sowie die ironische Abwertung der Ziele.
Mutter Courage: „Mir tut so ein Feldhauptmann oder Kaiser leid, er hat sich vielleicht gedacht, er tut was übriges und was, wovon die Leute reden, noch in künftigen Zeiten, und kriegt ein Standbild, zum Beispiel er erobert die Welt, das ist ein großes Ziel für einen Feldhauptmann, er weiß es nicht besser. Kurz, er rackert sich ab, und dann scheiterts am gemeinen Volk, was vielleicht ein Krug Bier will und ein bissel Gesellschaft, nix Höheres. Die schönsten Plän sind schon zuschanden geworden durch die Kleinlichkeit von denen, wo sie ausführen sollten, denn die Kaiser selber können ja nix machen, sie sind angewiesen auf die Unterstützung von ihre Soldaten und dem Volk, wo sie grad sind, hab ich recht?“

### Die feministische Perspektive
Sarah Bryant-Bertail sieht in der Courage eine der brechtschen Frauenfiguren, die auf unsicheren Beinen endlos durch die sozialen Schichten ihrer Gesellschaft reisen – oft im Wortsinne laufen – und die in einem tiefen Sinne exiliert sind. Aus dieser Sicht zeigten sich die sozialen Probleme besonders deutlich. Die Courage sei insofern didaktisches Objekt. Brecht stelle den Weg der Courage vom verführten und verlassenen Mädchen zur immer kälteren Geschäftsfrau als Weg über die Bühne dar, zusätzlich symbolisiert durch den Wagen.
Die Entwicklung der Courage dokumentiere sich zudem in kleinen, sorgfältig geplanten Details und Gesten, etwa wenn sie prüfend in eine Münze beißt. Auch andere Requisiten repräsentierten zeichenhaft die verschiedenen Frauenrollen und ihre Übergänge, etwa die roten Stöckelschuhe der Lagerhure, die auch Kattrin anprobiert.
Fowler sieht im Protest gegen das patriarchalische Prinzip einen Wesenszug der Mutter Courage. Schon die Namen ihrer Kinder seien von der Mutter und ihren Liebschaften bestimmt, nicht von den leiblichen Vätern. Sie demonstriere sexuelle Selbstbestimmung und fordere klar und deutlich die Freiheit, über ihren Körper zu verfügen. Selbstbewusst sucht sie sich ihre Liebhaber aus.
Der Feldwebel: „Willst Du mich auf den Arm nehmen?“ […]
Mutter Courage: „Reden Sie anständig mit mir und erzählen Sie nicht meinen halbwüchsigen Kindern, daß ich Sie auf den Arm nehmen will, das gehört sich nicht, ich hab nix mit Ihnen.“

### Die Courage als skrupellose Händlerin
„Der Krieg ist nix als die Geschäfte“ lautet das Motto der Courage in der 7. Szene und sie will zu den Siegern gehören. Fowler hält daher das Verbrechen der Courage, ihre Geschäftemacherei mit dem Krieg, für offensichtlich und kann sich dabei auf die Deutung Brechts stützen. Die Figur sei gezeichnet als Partnerin von Krieg und Tod und damit als kriminell. Fowler stellt heraus, dass sie ihren Beitrag zur Kriegsmaschinerie bewusst leiste, freiwillig, hartnäckig und uneinsichtig („deliberate, persistent, and unrepentant“). Sie handle so, obwohl sie die Kriegspropaganda durchschaue, also nicht als unschuldiges Opfer, nicht zufällig oder schicksalhaft. Sie kenne auch den Preis, den ihr Verhalten fordere: den Tod ihrer Kinder. Zudem habe die Courage die Teilnahme am Krieg bewusst gewählt:
Feldwebel: „Du bist aus Bamberg in Bayern, wie kommst du hierher?“
Mutter Courage: „Ich kann nicht warten, bis der Krieg gefälligst nach Bamberg kommt.“
Fowler hält Unmenschlichkeit für einen integralen Bestandteil von Mutter Courages Handel. Ihre Geschäfte beruhten auf dem Grundsatz, dass Vorteile für sie und ihre Kinder nur durch Nachteile für andere zu erreichen seien. Die Courage kennt kein Mitleid, nicht mit den Bauersleuten, die Eilif ausraubt, nicht mit den Verwundeten eines Überfalls, denen sie Verbandsmaterial verweigert. Bereits das Couragelied am Anfang des Stücks macht ihren Zynismus gegenüber den Soldaten deutlich:
Mutter Courage:
„Kanonen auf die leeren Mägen
Ihr Hauptleut, das ist nicht gesund.
Doch sind sie satt, habt meinen Segen
Und führt sie in den Höllenschlund.“
Im Zweifel, so Fowler, entscheide sich die Courage für Geschäft und Krieg und gegen die Rettung ihrer Kinder. Immer wenn es darauf ankomme, ihre Kinder zu retten, sei sie durch Geschäfte abgelenkt, verhandele zu lange über den Preis oder sei abwesend.

### Die Courage als Mutterfigur
Dem Pakt mit Krieg und Tod steht nach Fowler dennoch eine mütterliche Seite der Courage gegenüber. Sie versuche, das Leben ihrer Kinder durch Geschäfte im Krieg zu retten, weil es keine Alternative für sie gebe. Der Krieg erscheine als ewig, da er länger andauere als der Zeitausschnitt, den das Drama zeige. Im Schlusslied der Courage sei dieser Eindruck festgehalten: „Der Krieg, er dauert hundert Jahre.“ Aus ihrer Sicht gebe es keinen Weg, dem Krieg zu entkommen außer einem frühen Tod.
Die Unausweichlichkeit des Krieges vermittle das Drama, indem es den Krieg mit Naturgewalten vergleiche. Brechts Marxismus liefert für Fowler weitere Argumente für die Schicksalhaftigkeit der Situation der Courage: Als Ausdruck bestimmter historischer Bedingungen und Repräsentantin der kleinbürgerlichen Klasse sei die Courage alles andere als frei. Hinweise auf die Schicksalhaftigkeit der Ereignisse sieht Fowler auch darin, dass Brecht selbst mehrfach von einer Niobe-Tragödie gesprochen habe, was auf das tragische Schicksal einer Mutter verweise, die ihre Kinder verliert.
Auch ihre Abweisung jeder bürokratischen Kontrolle und ihre vitale, promiske Sexualität interpretiert Fowler als Bekenntnisse zum Leben. Auch die unablässige Suche der Courage nach geschäftlichen Möglichkeiten sei Ausdruck elementarer Vitalität. Zudem erscheine die Courage als Nährmutter („nurturer“), für ihre Kinder ebenso wie für Koch, Feldwebel und Soldaten.
Sie verteidige ihre Kinder immer wieder, beispielhaft sei dafür, dass sie für Eilif in der ersten Szene ihr Messer zieht, um den Sohn vor dem Werber zu schützen. Es gebe viele Beispiele für die Sorge der Courage um ihre Kinder, am deutlichsten werde sie aber angesichts ihres Todes. Die redegewandte Courage verstumme angesichts des Weggangs von Eilif in der ersten Szene und werde einsilbig angesichts der Erschießung des Schweizerkas und der toten Kattrin.

### Die Courage als Repräsentantin der Einheit von Krieg und Geschäft
Die Courage stellt sich und ihre Familie als „Geschäftsleut“ vor und zeigt dann in ihrem Auftrittslied, dass ihre Geschäfte eng mit Krieg und Tod verbunden sind. Dabei trifft die Courage eine Entscheidung, indem sie sich mit ihrem Lied an die „Hauptleut“ wendet, nicht an die gemeinen Soldaten, die mit guten Schuhen und satt in den Tod marschieren sollen. Als Marketenderin übernehme sie die Perspektive der Herrschenden, die wie sie die Kriege in Gewinnabsicht führen. Die Courage interessiert sich ausschließlich für das Geld der Soldaten und nimmt ihren Tod zynisch hin:
Mutter Courage:
„Doch sind sie satt, habt meinen Segen
Und führt sie in den Höllenschlund.“
Die enge Verzahnung von Krieg und Geschäft dokumentiert sich für Fowler im misstrauischen Charakter und asozialen Verhalten der Courage. Sie nutze das Elend der anderen gezielt für ihre Geschäfte. Hunger erhöhe den Preis für ihren Kapaun, die Angst in Halle verbillige ihren Einkauf. Sie werde darüber hinaus zur Ideologin des Krieges („ideologue for this war“). Wie im Lied von der großen Kapitulation lehre sie Resignation. Ihren Kindern predige sie Verzicht, während sie durch ihre Liebschaften mit Soldaten ihre erotische Bindung an den Krieg zeige.
Für Fowler ist eine der wesentlichen Funktionen der Courage im Drama, als Symbolfigur den Kapitalismus zu repräsentieren. Er zieht daraus den Schluss, dass die Courage dem Krieg keinesfalls entkommen könne. Geschäft und Krieg und Symbolfigur seien derart eng verknüpft, dass sie notwendig unmenschlich sein müsse. Diese Tatsache erfordere die kritische Überprüfung jeder Schuldzuweisung an die Courage.

### Die dialektische Einheit der Courage
Der lang anhaltende Zorn ist für Fowler der rebellische Kern der Couragefigur. Ihr Charakter vereine dabei gegensätzliche Aspekte, „mütterliche, nährende Kreativität ebenso wie kriegsdienlichen, unmenschlichen Handel“. In der Widersprüchlichkeit der Courage als zentraler Figur des Dramas ist nach Fowler die Widersprüchlichkeit des kapitalistischen Systems und seiner Kriege symbolisch erfasst. Anders als in Kattrins nur kurzfristig wirksamer Revolte sehe Brecht hier die Selbstzerstörungstendenz des Systems, das die Courage repräsentiere. Dennoch habe die Courage mit ihrer Tochter Kattrin einen Menschen geboren, der auf zukünftige Rebellion verweise.
Fowler sieht die Mutter Courage als Metapher für den kriegerischen Kapitalismus. Darüber hinaus personifiziere sie die wesentlichen Widersprüche des kapitalistischen Systems. Dazu gehörten Produktivität und Destruktivität. Sie reproduziere die Ideologie ihrer Welt, indem sie ihren Profit in der Ausbeutung und dem Elend der anderen suche. Sie nähre die falsche Hoffnung, dass auch die kleinen Leute vom Krieg profitieren könnten. Gleichzeitig sei sie einer der großen Mutterfiguren Brechts, die die Hoffnung auf Schutz und Ernährung in der kapitalistischen Welt verkörpere. Diese Aspekte seien unauflösbar miteinander verbunden. Ihre soziale Stellung als Kleinbürgerin ermögliche es Brecht, in der Couragefigur Aspekte sowohl der Ausbeuter als auch der Ausgebeuteten zu zeigen.

## Textintention

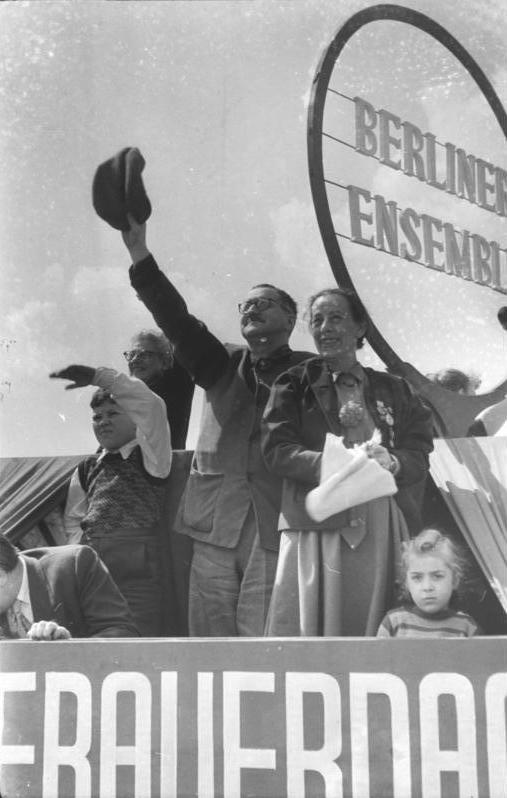
Der Wagen des Berliner Ensembles mit Bertolt Brecht und Helene Weigel auf der Maikundgebung 1954, Marx-Engels-Platz

### Brechts Definition der Textabsicht
Brecht hat sich mehrfach zur Textintention des Dramas geäußert, besonders prägnant und knapp unter dem Titel „Was eine Aufführung von ‚Mutter Courage und ihre Kinder hauptsächlich zeigen soll‘“ in den Anmerkungen zum Couragemodell:
„Daß die großen Geschäfte, aus denen der Krieg besteht, nicht von den kleinen Leuten gemacht werden. Daß der Krieg, der eine Fortführung der Geschäfte mit anderen Mitteln ist, die menschlichen Tugenden tödlich macht, auch für ihre Besitzer. Daß für die Bekämpfung des Krieges kein Opfer zu groß ist.“
Die Courage erkennt dies nicht. Der Zuschauer soll ihren Standpunkt überschreiten und erkennen, dass es eine historische Chance gibt, weitere Kriege zu verhindern. Der Zuschauer soll erkennen, dass „die Kriege vermeidlich geworden sind“ durch „eine neue, unkriegerische, nicht auf Unterdrückung und Ausbeutung gegründete Gesellschaftsordnung“.
Brecht will seinem Publikum „einen wirklichen Abscheu vor dem Krieg beibringen“ und setzt dabei auf die Entwicklung einer sozialistischen Gesellschaftsordnung. Hinter den großen Geschäften soll der Kapitalismus als wahre Kriegsursache erkannt und bekämpft werden:
„Bei dem Teil der Zuschauer, der dem Proletariat angehört, der Klasse, die wirklich gegen den Krieg selber handeln kann, ist, freilich auch nur bei richtiger Spielweise, die Einsicht in den Zusammenhang von Krieg und Kommerz freizulegen: Das Proletariat als Klasse kann den Krieg abschaffen, indem es den Kapitalismus abschafft.“
Brecht projiziert die Diagnose, dass der Kapitalismus und finanzielle Interessen die wahre Ursache der Kriege seien, historisch bis zurück zu den Bauernkriegen: „In den Bauernkriegen, dem größten Unglück der deutschen Geschichte, war, was das Soziale betrifft, der Reformation der Reißzahn gezogen worden. Übrig bleiben die Geschäfte und der Zynismus.“
Fowler sieht die brechtsche Verbindung Kapitalismus – Krieg – Faschismus im Drama in der symbolischen Gleichsetzung von Krieg und Geschäften durch die Courage repräsentiert. Für Brecht seien Faschismus und Krieg nicht dem Kapitalismus fremde Zustände, sondern nur seine extreme Form.
Das Programmheft des Berliner Ensembles aus dem Jahre 1951 verdeutlicht die Intention der Inszenierung durch die symbolische Verknüpfung von Krieg und Wirtschaft. Teo Ottos Zeichnung des Wagens der Courage wird kombiniert mit einer Abbildung von Eisenbahnwaggons der Standard Oil Company, versehen mit Angaben zur Gewinnsteigerung des Ölmonopolisten im Krieg und einem Text zu den rücksichtslosen Geschäften Wallensteins im Dreißigjährigen Krieg. Eine andere Doppelseite vergleicht die Anschaffungskosten militärischer Güter mit den Baukosten ziviler Einrichtungen. Der friedenspolitische Aspekt wird repräsentiert durch Zeichnungen von Pablo Picasso und Texte zum Thema Krieg und Frieden aus Barock, Klassik (Schiller) und Gegenwart. An zentraler Stelle präsentiert das Programmheft das Thema Widerstand: Auf dem ausfaltbaren Mittelblatt stehen sich Fotos der trommelnden Kattrin und der Französin Raymonde Dien gegenüber, die 1950 versucht hatte, einen Waffentransport nach Vietnam zu blockieren, indem sie sich auf die Schienen legte, und dafür von einem Militärgericht angeklagt und zu einem Jahr Gefängnis verurteilt wurde.

### Kritik an Brechts Formulierung der Textintention
In der Rezeptionsgeschichte ist die Sicht des Verfassers der Courage umstritten. Die Debatte um die richtige Deutung kreist zum Teil um die Frage, ob die Courage ausschließlich als Symbolfigur zu deuten sei, als Repräsentantin des Kleinbürgertums in Zeiten des Krieges. Laut Bergstedt etwa will Brecht „die ‚glückverheißende‘ Teilnahme der verführten Massen am Kriegsgeschäft der Faschisten und ihrer kapitalistischen Hintermänner entlarven und die furchtbaren Folgen zeigen, die den kleinen Profitspekulanten daraus erwachsen. Die große Zahl solcher egoistischen ‚Mitläufer‘ individualisiert er in der Bühnenfigur einer Marketenderin (aus dem Dreißigjährigen Krieg), mittels deren er die Gefährlichkeit des bevorstehenden ‚Geschäftsunternehmens‘ zeigt.“ Aus dieser Sicht erscheint es als sinnlos, die individuelle Schuld der Courage zu diskutieren.
„Indem die Triebkräfte der Gestalten, so individuell sie auch immer motiviert erscheinen, sich als gesellschaftliche offenbaren und in den Anachronismus der kapitalistischen Grundstruktur, der in allen neueren Bühnenwerken transparent wird, ihre letzte Erklärung finden, können sie nicht beliebig kritisiert werden, sondern zwingend nur mit der Zielrichtung auf die Veränderung ebendieser gesellschaftlichen Verhältnisse hin, in denen sie verwurzelt sind.“ Diese Analyse Bergstedts steht nach Fowler im Kontrast zu den Aussagen Brechts, die der Courage auch individuelle Schuld zuweisen.
Helmut Jendreiek deutet das Drama weniger deterministisch. Er sieht Signale der Veränderbarkeit der Welt im Drama, selbst in Momenten der Resignation, etwa im „Lied von der großen Kapitulation“ („Der Tüchtige schafft es, wo ein Wille ist, ist ein Weg“) oder im Salomon-Song („so ist die Weit und müßt nicht so sein!“). „Daß die Mutter, die ihre drei Kinder an den Krieg verliert, nach aller Leiderfahrung am Ende dennoch den Krieg will, um ihr Geschäft zu machen, läßt sich nicht mit tragischer Verblendung und schicksalhafter Unausweichlichkeit erklären, sondern muß der Courage als ‚Schlechtigkeit‘ und ‚Verbrechen‘ schuldhaft zugerechnet werden, auch wenn Schlechtigkeit und Verbrechen Ausdruck der herrschenden Zustände sind.“ Jendreiek sieht die Alternative zum Verhalten der Courage in der Figur der Kattrin angelegt: „In Kattrin zeigt Brecht die auch der Courage offenstehende andere Möglichkeit: die Möglichkeit eines sozialen Daseins gegen das bürgerlich-kapitalistische Dogma, die bestehende Gesellschaftsordnung und mit ihr das kommerziale System und der Krieg seien notwendig und unabänderlich.“ Trotz dieser moralischen Position sieht auch Jendreiek die Courage weniger als individuellen Charakter, denn als Repräsentantin der kapitalistischen Weltordnung: „Wenn die Courage den Krieg will, weil er ‚die beste Zeit für den Handel‘ ist, so wird in ihr der Kapitalismus als eine Weltordnung vorgestellt, die durch den Willen zum Krieg geprägt ist. Der Hyänengeist der Courage ist der Geist des Kapitalismus. Die Lebenswidrigkeit dieser Weltordnung zeigt Brecht in dem ‚entsetzlichen Widerspruch‘ zwischen Händlerin und Mutter in der Courage.“
Zahlreiche Interpreten verteidigen die Courage gegen Kritik und Verurteilung im Sinne Brechts. Walter Hinck sieht die Courage in der Schwejk-Tradition als Verkörperung der „Weisheit des Volkes“ und bezweifelt die Schuld der Courage am Tod ihrer Kinder. Andere Autoren wie Bernard Fenn betonen die vitale, lebensspendende Seite der Courage.
Auch die Autoren Thomsen, Müller und Kindt kritisieren in ihrem Werk „Ungeheuer Brecht“ die Verurteilung der Courage. Die Kritiker um Jan Knopf verwendeten die Bezeichnung „Hyäne des Schlachtfelds“, als stamme sie von Brecht selbst. Dabei sei die Perspektive des Feldpredigers, der dieses Urteil ausspricht, zu wenig berücksichtigt. Zudem werde diese Äußerung im Text ironisiert. Die Dialektik der Courage liege nicht ausschließlich im Gegensatz zwischen ihrem Geschäftssinn und ihrer Mütterlichkeit, wie Brecht interpretiert, sondern wesentlich auch im Gegensatz zwischen kurzfristiger und langfristiger Rettung der Familie durch Erhalt des Wagens. Zudem gebe das Stück keinen konkreten Hinweis auf Handlungsalternativen.

### Kritiker und Verteidiger von Brechts Verwendung des historischen Kontextes
Ebenfalls kritisch beurteilen einige Autoren die Eignung des 17. Jahrhunderts zur Vermittlung einer Perspektive gesellschaftlicher Veränderung. John Milfull sieht im Dreißigjährigen Krieg „ein frühes Stadium der historischen Dialektik“, das keine geeignete Folie für Brechts Intention liefere. Im Gegenteil: Die Analogie zwischen Dreißigjährigem Krieg und Zweitem Weltkrieg unterlaufe Brechts Absichten und produziere so etwas wie Zeitlosigkeit und universelle Geltung. Brecht porträtiere eine unerträgliche Situation, in der Menschen wie die Courage keinerlei Möglichkeiten zur Veränderung gehabt hätten. Gegen Brecht sieht Milfull die Courage als plebejische Heldin, der es gelinge, in dunkler Zeit zu überleben. Fowler kritisiert die Ausführungen Milfulls unter anderem durch den Verweis auf Bauernaufstände im Dreißigjährigen Krieg und die symbolische Wirkung des Widerstands im Drama.
Adorno hält die Gleichsetzung von Dreißigjährigem Krieg und Zweitem Weltkrieg für eine Vereinfachung, die Brechts Absichten unterlaufe. Brecht brauche dieses „Gleichnis“ „der urtümlich wilden Zeiten“, da die Gesellschaft „seines eigenen Zeitalters nicht länger an Menschen und Sachen unmittelbar greifbar ist.“ Dadurch werde aber das Konstrukt unglaubwürdig, die Schuld der Courage „folgt in dem Stück weder zwingend aus der Kriegssituation noch aus dem Verhalten der kleinen Unternehmerin; wäre sie nur nicht gerade im kritischen Augenblick abwesend, so geschähe das Unheil nicht, und daß sie abwesend sein muß, um etwas zu verdienen, bleibt gegenüber dem, was sich abspielt, ganz allgemein.“ Adorno sieht Brechts Drama als zu stark vereinfachende historische Analogie, als „Bilderfibel“ und „Fehlkonstruktion“, die „zum dramatisch Unmotivierten“ führe.
Brecht selbst sieht im Dreißigjährigen Krieg das Muster kapitalistischer Kriege. In der kurzen Dokumentation des Gesprächs mit einem jungen Courage-Zuschauer wird dies deutlich:
„Ja, der Dreißigjährige Krieg ist einer der ersten Riesenkriege, die der Kapitalismus über Europa gebracht hat. Und im Kapitalismus ist es ungeheuer schwierig für den einzelnen, daß der Krieg nicht nötig ist, denn im Kapitalismus ist er nötig, nämlich für den Kapitalismus. Dieses Wirtschaftssystem beruht auf dem Kampf aller gegen alle, der Großen gegen die Großen, der Kleinen gegen die Kleinen.“
Fowler analysiert die Probleme der Analogie zwischen Dreißigjährigem Krieg und Zweitem Weltkrieg, indem er zunächst die Unterschiede zwischen den Epochen herausarbeitet:
„Die Welt, die das Drama zeigt, ist nicht kapitalistisch, sondern feudal. Ihre Herrscher sind nicht die Bourgeoisie, sondern Könige, Kaiser und Päpste. Ihre Produzenten sind nicht Industriearbeiter, sondern Bauern. Ihre Ordnung ist nicht bezogen auf die Vorstellungen von einem Gesellschaftsvertrag und Legalität, das heißt, dass die Machthaber keine Verträge mit den Produzenten schließen, wie sie mehr oder weniger zwischen Kapitalist und Arbeiter existieren, sondern nehmen, was sie mit Gewalt bekommen können, wenn es darauf ankommt.“
Fowler hält Brechts Verfahren dennoch für nachvollziehbar. Das Drama verfolge nicht die Absicht der historischen Darstellung des 17. Jahrhunderts, sondern benutze den Dreißigjährigen Krieg zur Darstellung krasser sozialer Gegensätze, wie sie erst der Kapitalismus hervorgebracht habe. Dabei reduziere Brecht bewusst die Komplexität der Feudalgesellschaft und zeige fast ausschließlich Welt und Wahrnehmung der kleinen Leute. Die Herrschenden tauchten aus dieser Sicht nur von Ferne auf. Diese Gegensätze, die für den Marxisten Brecht erst in der modernen Welt entstanden seien, zeigten, dass das Drama kapitalistische Strukturen attackiere und nicht die Feudalgesellschaft. Das Drama sei eine symbolische Analogie zum Kapitalismus (“symbolic translation of capitalism”). Die Brücke zwischen den Epochen bilde der Profit als wahrer Motor auch des Dreißigjährigen Krieges. Die kapitalistische Ausbeutung erscheine im feudalen Kontext als Diebstahl der Reichen und Mächtigen an den Armen. Wie auch in anderen Werken Brechts, etwa dem Dreigroschenroman, erschienen Kapitalisten als Kriminelle. Aus der Not entstehe der Kampf zwischen den kleinen Leuten, im Stück etwa zwischen Soldaten und Bauern.
Aus dieser Sicht erscheinen Kritiken als verfehlt, die den mangelnden Realismus in der Darstellung des Dreißigjährigen Krieges bemängeln, etwa Jürgen Kreft, der „Mutter Courage und ihre Kinder“ in diesem Sinne als „pseudo-realistisches“ Stück bewertet.

### Kritik aus der Perspektive tragischen Schicksals
Franz Norbert Mennemeier sieht im Drama auch eine metaphysische Dimension. In der Darstellung des endlosen Krieges liege die „Klage um die Vergänglichkeit des Daseins und die Nichtigkeit menschlicher Werke, der guten wie der schlechten“, die besonders in den desillusionierenden Songs zum Ausdruck komme. Angesichts des Zustands der Welt sei das Verhalten der Courage Ausdruck von „Selbstverteidigung und der elementaren Existenzbewältigung … und nicht der sittlichen Schuld.“
Benno von Wiese interpretiert das Stück ebenfalls anders als Brecht. Für ihn ist die Courage eine tragische Figur, sie erlebe „die eherne Fatalität des Ablaufes, das menschliche Leid, das weit über alles Verschulden noch hinausgeht, die Tragödie unseres Daseins überhaupt.“
Ein Teil der neueren Forschung erklärt die Interpretation des Stücks als Tragödie aus der Nachkriegssituation. Die „erschütternde Darstellung der Schrecken des Krieges“ eröffne „Identifikationsmöglichkeiten mit der kinderlosen Mutter, der Trauernden, der Heimatlosen“ und habe „die Nachkriegsöffentlichkeit in ihrem Opfer-Selbstbild“ bestätigt. In diesem Sinne habe man „den tragischen Untergang der Familie in den Mittelpunkt“ gestellt.

## Weitere Figuren und Figurenkonstellation

### Die Kinder der Courage

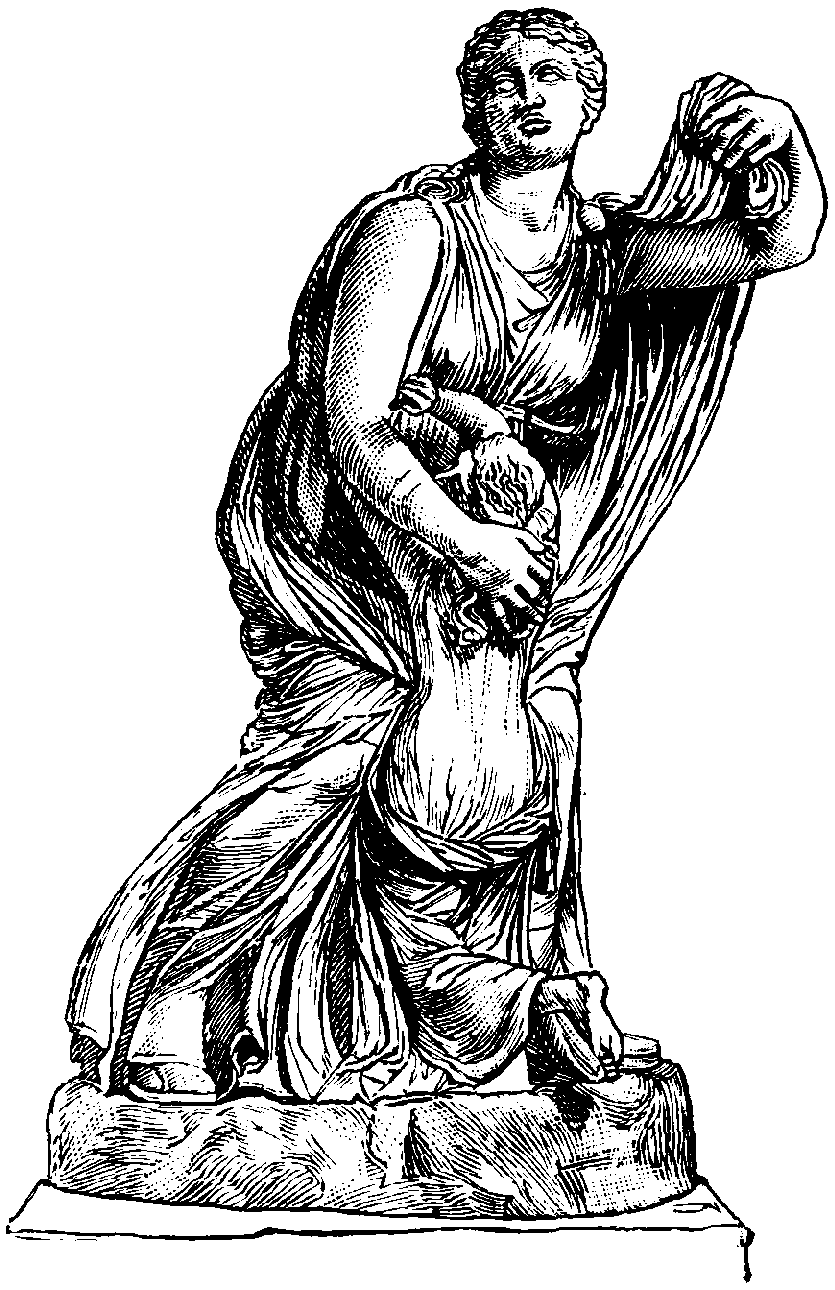
Niobe versucht vergeblich, ihr Kind zu schützen.

Die Kinder der Courage stellen Verkörperungen der Tugenden dar, von denen im Salomon-Song (Szene 9) in den Strophen 2–4 die Rede ist: Eilif ist kühn wie Cäsar, Schweizerkas redlich wie Sokrates und Kattrin selbstlos wie der heilige Martin. Immer wieder macht Mutter Courage ihre Befürchtung deutlich, dass diese Tugenden im Krieg zur Gefahr würden.
Günter Thimm interpretiert den Weggang der Kinder der Courage aus der behütenden Familie in eine feindliche „Kultur“ als Strukturprinzip des Dramas und anderer Brechtstücke und setzt diese in Relation zur Biografie des Autors, der durch seine Exilsituation aus allen Bindungen herausgefallen sei. Der Konflikt zwischen sichernder Familie und bedrohlicher Umwelt sei schon im Namen „Mutter Courage“ angelegt. „Das Dilemma ist klar benannt: Entweder sie konzentriert sich darauf, die Familie zusammenzuhalten; dann müsste sie ihren Handel vernachlässigen. Oder sie betreibt eifrig ihren Handel, müßte darüber aber notwendig ihre Kinder vernachlässigen; diese geraten dann aber in den Krieg.“ Am Anfang des Stückes sieht Thimm die Familie als fest geordneten Zusammenhang, in dem jeder seinen Platz hat: Die Söhne haben den Wagen zu ziehen, Kattrin sitzt neben der Mutter. Durch eine Art „Abholwesen“ würden die Kinder dann eins nach dem anderen aus dem Familienverband gezogen, auch wenn sie zunächst gelegentlich wieder dahin zurückkehrten.

### Eilif

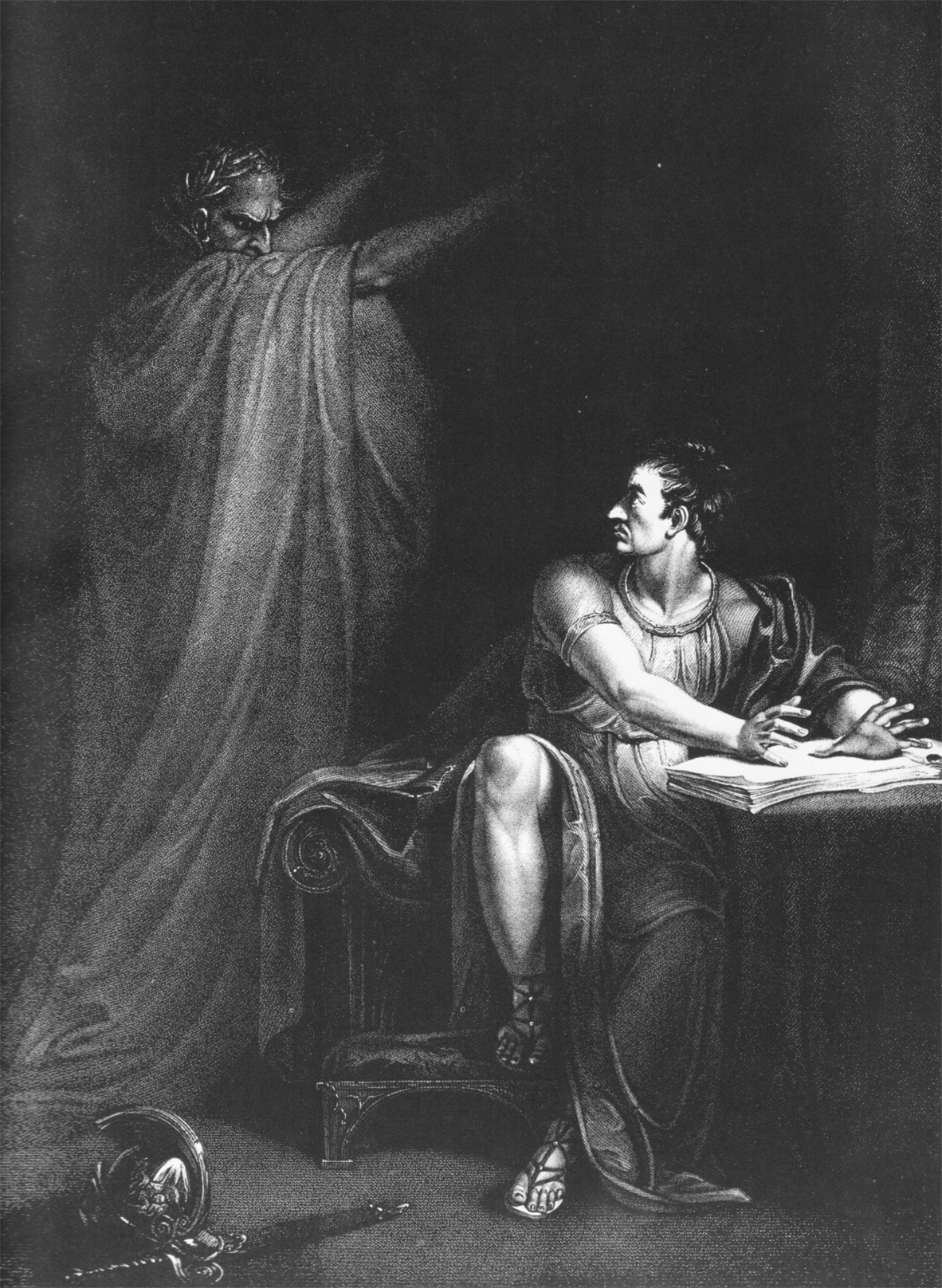
Der Geist Cäsars und sein Mörder Brutus; Illustration (1802) zu Shakespeares Drama

Eilif Nojocki ist der kühne Sohn. Der Feldhauptmann und der Salomon-Song vergleichen ihn mit Julius Cäsar.
Edgar Hein arbeitet heraus, dass Eilif der Lieblingssohn der Courage ist: „Sie versucht einerseits gar nicht zu verhehlen, wie sehr sie ihn bevorzugt. ‚Das ist mir der Liebste von allen.‘(Szene 8, S. 72) ‚Er ist mein kluger und kühner Sohn.‘ (Szene 2, S. 21) ‚Der ist klug.‘ (Szene 8, S. 71) ‚Vom Vater hat er die Intelligenz geerbt.‘ (Szene 1, S. 12) Auch sein Vater war ihr unter vielen Männern der liebste.“ Marie Luise Kaschnitz urteilt ähnlich: „Die Redlichkeit war auch einmal Liebesgegenstand, aber Wärme ist da nicht viel zurückgeblieben, nicht viel für den Schweizerkas, dessen Wesensart der der Courage eigentlich in allem widerspricht. Ein mütterliches Gefühl der Verantwortung hat sie auch diesem Sohn gegenüber, aber ihre Liebe gehört den andern Kindern …“
Eilif geht zugrunde, weil er nicht weiß, wann Kühnheit angebracht ist und wann nicht. Im Krieg gilt er als Held, als er eine bewaffnete Gruppe Bauern überlistet, niederschlägt und beraubt, weil Brutalität im Krieg als „normal“ und „lobenswert“ gilt. Für dieselbe Tat wird er später in einer kurzen Friedensperiode hingerichtet.
Edgar Hein weist darauf hin, dass Brecht durchaus Sympathie für Kühnheit und Rauflust hatte. „Der als Kriegsheld Missbrauchte hätte, das ist Brechts Lehre, in anderen sozialen und historischen Verhältnissen ein sympathischer Sportchampion werden können, ein Fighter, ein Boxstar in seiner lässigen Wildheit. Seine Morde und Plünderungen liegen nicht in seinem Interesse, sondern in dem seiner Befehlshaber […]“
Brechts Berliner Inszenierung zeigte Eilifs Kühnheit in der zweiten Szene durch einen Säbeltanz, der „sowohl mit Feuer als auch mit Lässigkeit ausgeführt werden“ soll. Die Entwicklung vom ärmlichen Sohn einer Marketenderin zum Kriegshelden spiegelte sich im Wandel von ärmlicher zu kostbarer Kleidung wider. Es gehört zum Konzept Brechts, dass die Courage bis zuletzt nichts vom Tode ihres Sohnes erfährt: Der Zuschauer weiß mehr als die Darsteller. Brecht kommentiert:
„Über die Möglichkeit, ihren Sohn wiederzusehen, spricht sie leichten Herzens: ‚Nun wieder Krieg ist, wird sich alles einrenken.‘ Sie wird über sein Grab fahren.“

### Schweizerkas

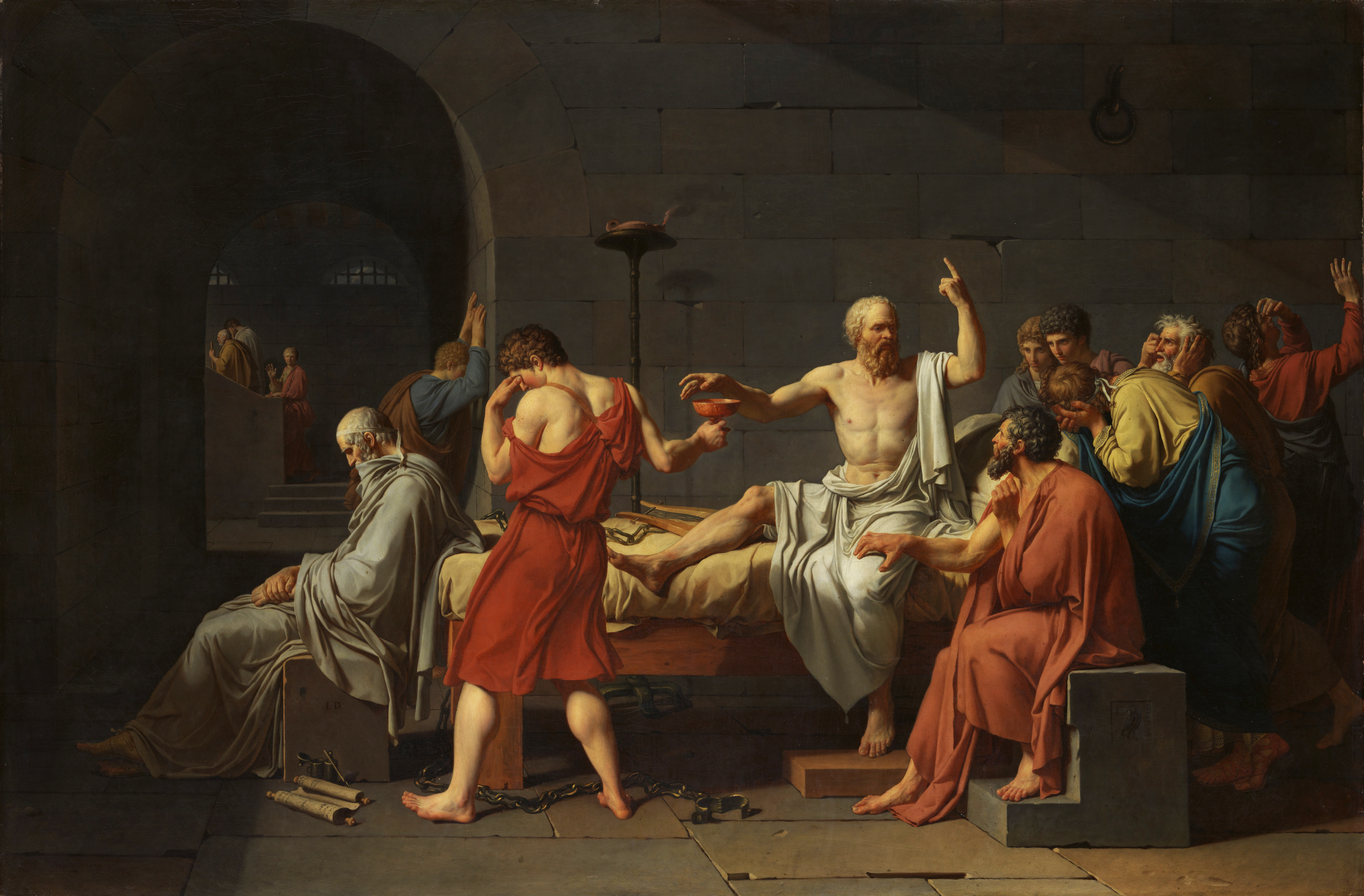
Jacques-Louis David (1787), Der Tod des Sokrates, Vorbild für den redlichen Charakter des Schweizerkas

Fejos, genannt Schweizerkas, ist der redliche, ehrliche Sohn der Courage. Seine Tugend wird ihm zum Verhängnis, weil er – wie sein Bruder – nicht die Grenzen des Prinzips erkennt, das er verkörpert. Sein Versuch, die ihm anvertraute Regimentskasse der Lutheraner zu retten, hilft niemandem; er opfert also sein Leben sinnlos. Die Mutter, die ihn durch Bestechung hätte retten können, feilscht, ihrem eigenen Prinzip gehorchend, zu lange um den Preis der Befreiung.
Anders als bei Eilif, den sie vor seinem Heldentum warnt, bestärkt die Courage Schweizerkas in seiner Ehrlichkeit. Sie hält ihn für „einfältig“ und glaubt deshalb, dass er nur überleben könne, wenn er „ganz und gar redlich“ ist. Die verschlagene Überlebenstaktik traut sie ihm nicht zu. „Vergiß nicht, daß sie dich zum Zahlmeister gemacht haben, weil du redlich bist und nicht etwa kühn wie dein Bruder, und vor allem, weil du einfältig bist, daß du sicher nicht auf den Gedanken kommst, damit wegzurennen.“ Am Ende spürt die Courage, dass die absolute Redlichkeit im Krieg ebenso zur Gefahr werden kann wie andere menschliche Tugenden. Als Schweizerkas die Regimentskasse vor den Feinden versteckt, warnt sie ihn: „Schweizerkas, deine Gewissenhaftigkeit macht mir fast Angst. Ich hab dir beigebracht, du sollst redlich sein, denn klug bist du nicht, aber es muß seine Grenzen haben.“
Durch seine Kombination aus Ehrlichkeit und Dummheit bringt Schweizerkas die ganze Familie in Gefahr, als er die Regimentskasse im Wagen versteckt. Er macht seinen Fehler aber wieder gut, als er standhaft leugnet, Mutter Courage und seine Schwester zu kennen. Das Horenlied des Feldpredigers setzt den Tod des Schweizerkas in Beziehung zum Leiden und Tode Jesu. „Der Feldprediger: Solche Fälle, wos einen erwischt, sind in der Religionsgeschichte nicht unbekannt. Ich erinner an die Passion von unserm Herrn und Heiland.“ Edgar Hein interpretiert dies als „zynische Verfremdung“, der „Opfertod“ des Schweizerkas „hat keinen erlösenden Sinn“.
Brecht hat seine Inszenierung der 3. Szene, in der Schweizerkas erschossen wird, auf den Kontrast zwischen Lageridyll und dem Chaos nach dem feindlichen Überfall aufgebaut. Ebenso wird die emotionale Wirkung des Schicksals des Schweizerkas durch einen Kontrast verstärkt: Im Gespräch mit seiner Schwester soll er völlig ahnungslos gezeigt werden:
„Es scheint schwierig für Schauspieler, ihr Mitleid mit der Figur, die sie spielen, zu unterdrücken und ihr Wissen um den baldigen Tod sich nicht anmerken zu lassen. Gerade das macht den Schweizerkas, wenn er gefaßt wird, rührend, daß er zu seiner Schwester ohne Vorahnung gesprochen hat.“
Dass Brecht hier Emotionen wecken will, zeigt auch eine weitere Anmerkung zum Gespräch zwischen Bruder und Schwester: „Das kleine Gespräch zwischen der stummen Kattrin und dem Schweizerkas ist ruhevoll und nicht ohne Zartheit. Kurz vor der Zerstörung zeigt sich noch einmal, was zerstört wird. Die Szene geht auf ein altes japanisches Stück zurück, in dem zwei Knaben Freundschaft schließen, indem einer dem anderen einen fliegenden Vogel und dieser ihm eine Wolke zeigt.“
Edgar Hein sieht in der Figur des Schweizerkas die Kritik am Pflichtbewusstsein kleiner deutscher Beamter im Krieg, am in der NS-Zeit „bis in den Untergang funktionierenden deutschen Beamtenapparat […], der mit seinem unreflektierten preußischen Pflichtethos die Nazis bewusst oder unbewusst begünstigt hat.“

### Kattrin

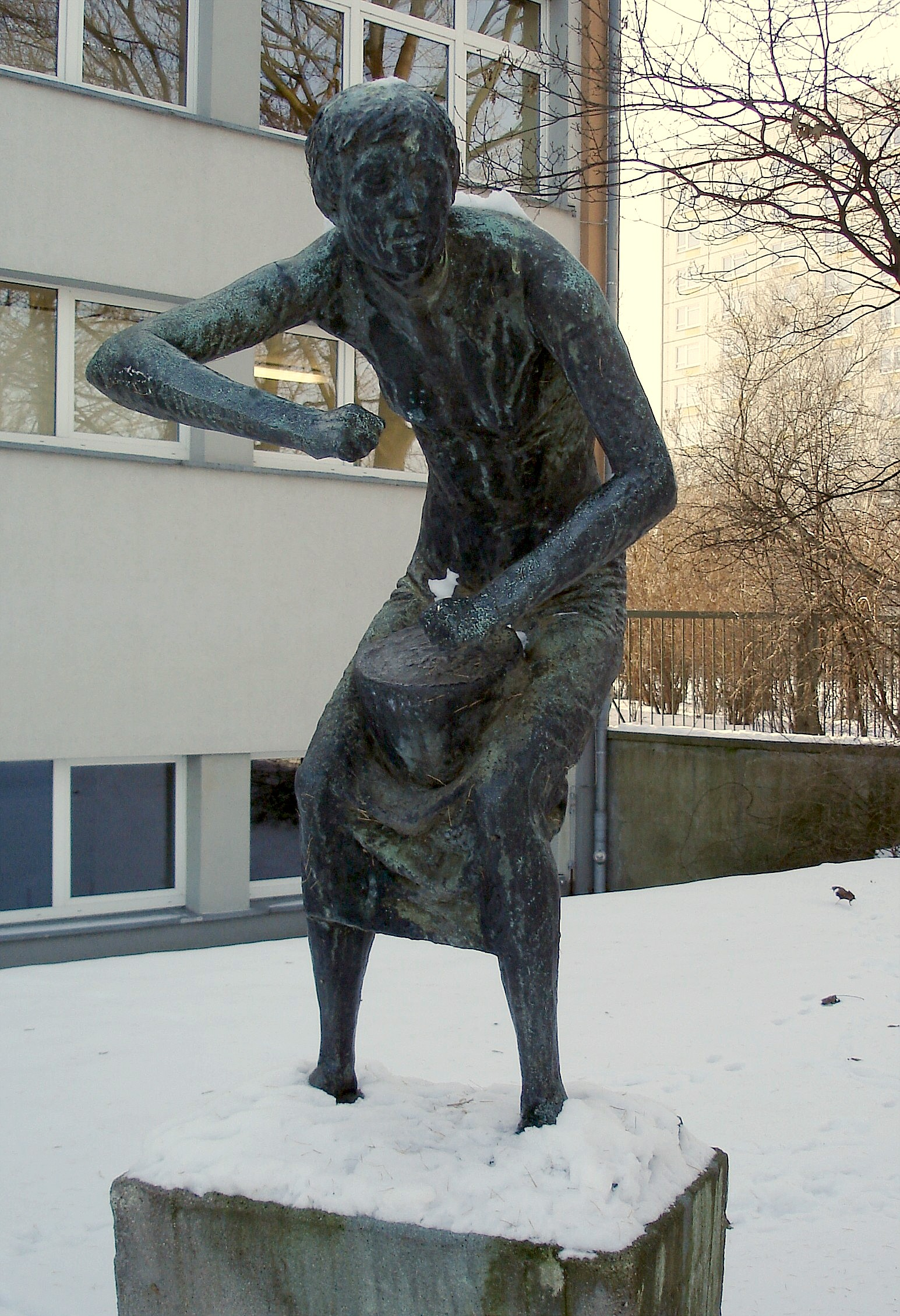
Bronzeplastik der trommelnden Kattrin von Johannes Peschel in Dresden, 1965

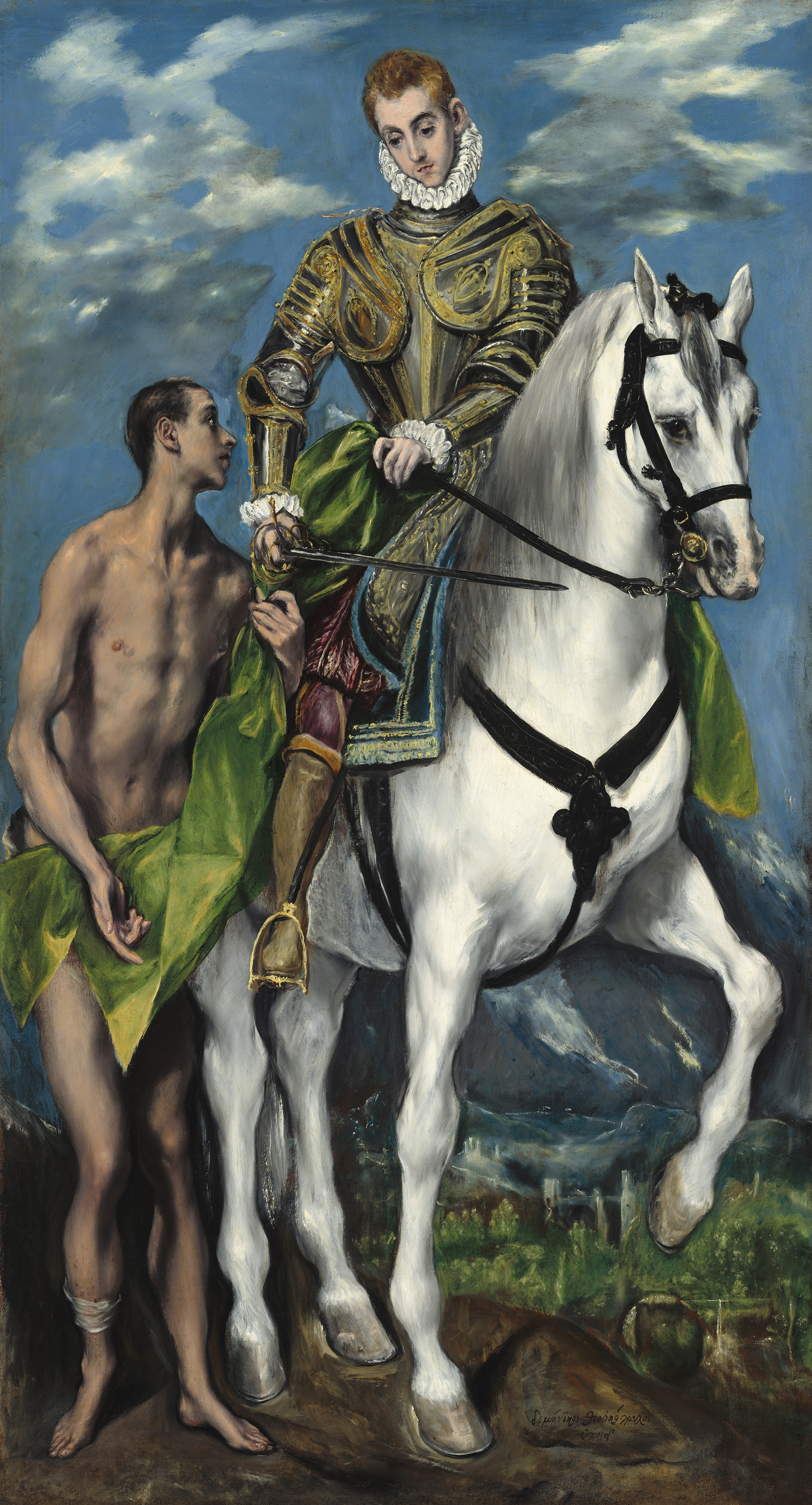
El Greco, Hl. Martin mit Bettler, etwa 1597–1599

Mit der Figur der stummen Kattrin Haupt hat Brecht seiner im Exil der Sprache beraubten Frau Helene Weigel eine Auftrittsmöglichkeit schaffen wollen. Er greift bei der Konzeption der Figur auf Modelle aus früheren Stücken zurück. Wie die Magd Grusche Vachnadze in dem Kaukasischen Kreidekreis oder die Magd Anna in der ähnlichen Erzählung Der Augsburger Kreidekreis nimmt sie sich aus Mitleid eines fremden Kindes an. Unter Lebensgefahr rettet sie den Säugling einer Bauernfamilie aus einem brennenden Haus, dessen Dach einzustürzen droht. Sie zeigt starke mütterliche Gefühle für das Kind.
Mutter Courage: „Hast Du glücklich wieder einen Säugling gefunden zum Herumschleppen? Auf der Stelle gibst ihn der Mutter, sonst hab ich wieder einen stundenlangen Kampf, bis ich ihn Dir herausgerissen hab, hörst Du nicht?“ (Szene 5)
In der Szene hatte Kattrin schon ihre Mutter bedroht, weil diese den verletzten Bauern aus Geiz kein Verbandsmaterial zur Verfügung stellen wollte. Kattrins Mitleid ist hier und an anderer Stelle stärker als jedes kommerzielle Interesse. Sie ist „die eigentliche, die nicht durch Geschäftsrücksichten getrübte Mutterfigur des Stückes.“
Symbolfigur der Kattrin ist der Heilige St. Martin, der aus Mitleid seinen Mantel mit dem Bettler teilt. Wie auch bei den Tugenden ihrer Geschwister sieht das Salomon-Lied Selbstlosigkeit und Mitleid als tödliche Gefahr.
Brecht legt Wert darauf, dass Kattrin „von Anfang an als intelligent“ gezeigt wird, da ihre Behinderung die Schauspielerin dazu verführe, sie als „dumpf“ zu zeigen. Brechts Inszenierung zeigte Kattrin mit dem Säugling wie eine Diebin, „den Säugling als Beuteanteil“.
„Es wird alles versäumt, wenn ihre Kinderliebe als etwas dumpf Tierisches denunziert wird. Die Rettung der Stadt Halle ist ein intelligenter Akt. Wie sonst könnte herauskommen, was herauskommen muß, nämlich, daß hier der Hilfloseste bereit ist zu helfen.“
Kattrins Sehnsucht nach Liebe zeichnet das Stück über zwei Details: ihr Spiel mit den roten Schuhen der Lagerhure und im Lächeln des Soldaten und Kattrins in der sechsten Szene. Danach wird sie bei der Verteidigung neuer Waren für ihre Mutter durch eine Verletzung an der Stirn entstellt und resigniert. Sie weist die roten Stöckelschuhe der Hure zurück, die ihr die Mutter zum Trost gibt, und gibt damit „ihrer Mutter die Schuld am Unglück“ (Brecht), da diese sie geschickt hatte, neue Waren zu holen. Durch ihre Narbe wird Kattrin „lichtscheu“, in der 8. und 11. Szene ließ Brecht die Darstellerin ihre Entstellung mit der Hand verdecken, wenn jemand sie anblickt.
In der 9. Szene wird Kattrins Haltung nochmals deutlich. Als sie ein Gespräch zwischen Koch und Mutter belauscht hat, in dem deutlich wird, dass der Koch der Mutter nur dann eine Heimat bieten will, wenn sie die entstellte Tochter zurücklässt, packt sie ihr Bündel und will fliehen. Schon vorher hat die Courage die Gefahr, die Kattrin im Kriege durch ihren Charakter droht, deutlich gemacht: „Die leidet am Mitleid. Neulich habe ich bei ihr wieder einen Igel versteckt gefunden, wo wir überfahren haben.“ Dennoch zeigt auch die Courage in dieser Szene mütterliche Gefühle, indem sie Kattrin zurückhält und sie mit der erbettelten Suppe füttert. Der Tochter gegenüber gibt sie vor, sie bleibe nur wegen des Wagens. Brecht sieht darin „die unbeholfene Höflichkeit kleiner Leute, welche den Opfern, die sie bringen, eigensüchtige Motive unterschieben, um anderen die Demütigung zu ersparen, die Opfer annehmen zu müssen.“
In der 11. Szene opfert Kattrin ihr Leben, um die Stadt Halle vor einem Überfall der Landsknechte zu retten. Ihr Mitleid ist erwacht, als sie von einer Bäuerin von der Gefahr für die Kinder in der Stadt hört. Mit einer Trommel flüchtet sie aufs Dach und trommelt, um die schlafende Stadt zu warnen, laut Brechts Notizen in einem Zweiertakt, der das Wort „Gewalt“ skandiert. Sie „funktioniert das ursprünglich militärische Instrument um und verwendet es für den Weckruf an die Stadt.“ Kein Versprechen und keine Drohung, selbst die drohende Zerstörung des Wagens, können sie von ihrer Rettungstat abhalten. Ihre selbstlose Tat weckt die Solidarität des jungen Bauern, der sie unter Lebensgefahr unterstützt. Der Bauer wird niedergeschlagen, Kattrin erschossen.
Edgar Hein stellt die Widersprüche in der Rettungstat heraus: „Eine Stumme weckt die Schlafenden; die nicht Mutter werden kann, wird die Retterin der Kinder; das arme Tier handelt menschlich; die Ohnmächtige wird zur Rebellin.“
Für Kenneth R. Fowler repräsentiert Kattrin die Opfer des Krieges. Doppelt verletzt, stumm und entstellt, überschreite ihre Rettung der bedrohten Stadt die Taten ihrer Brüder, die letztlich den Krieg gefördert hätten. Kattrin breche mit dem Prinzip des Eigennutzes, das den Krieg aller gegen alle fördere. „Kattrin erkennt, dass ihr eigenes Wohlbefinden nicht aufgebaut werden kann auf dem Leiden anderer, dass das Wohlbefinden aller untrennbar miteinander verbunden ist.“ Ihre mütterliche Sorge überschreite die der Courage, weil sie ausschließlich auf das Leben ziele, ohne geschäftliche Nebeninteressen.
Dabei sei Kattrins Rettungstat nicht rein emotional oder instinktiv motiviert, was die kluge und konsequente Durchführung zeige. Auch wenn die Wirkung ihres Handelns den Krieg nicht dauerhaft stoppen könne, was der Salomonsong kritisch reflektiere, sieht Fowler in Kattrins Tat einen Moment der „Überschreitung einer asozialen Welt“, eine „Revolte der kleinen Leute“.

### Der Koch Pieter Lamb

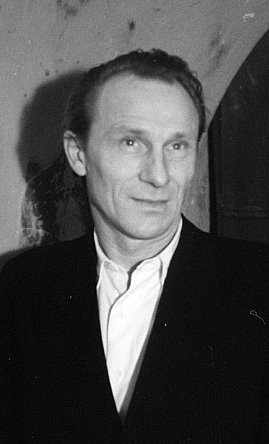
Ernst Busch, Darsteller des Kochs in der Inszenierung des Berliner Ensembles

Der Koch ist ein Abenteurer und Frauenheld, der unter seinem Spitznamen „Pfeifenpieter“ Yvette Pottier, die Lagerhure, einst verführt und auf die schiefe Bahn gebracht hat. Im achten Bild entlarvt Yvette ihren „fett“ gewordenen Verehrer.
Yvette: „Ein Glück, daß ich Sie vor dem warnen kann. Das ist der schlimmste, wo an der ganzen flandrischen Küste herumgelaufen ist. An jedem Finger eine, die er ins Unglück gebracht hat.“
Er ist die selbstsichere Figur des Stücks, führt die schärfsten Reden und durchschaut die Situationen am klarsten. Sein Salomon-Lied zeigt ein zentrales Motiv des Stücks:
„Alle Tugenden sind nämlich gefährlich auf dieser Welt, die […] zahlen sich nicht aus, nur die Schlechtigkeiten, so ist die Welt und müßt nicht so sein.“
Gegen den Feldprediger entlarvt er sarkastisch dessen Glaubensrechtfertigung für den Krieg:
Der Koch: „In einer Weise ist es ein Krieg, indem daß gebrandschatzt, gestochen und geplündert wird, bissel schänden nicht zu vergessen, aber unterschieden von alle andern Kriege dadurch, daß es ein Glaubenskrieg ist, das ist klar. Aber er macht auch Durst, das müssen Sie zugeben.“
Fowler interpretiert diese Aussage als Priorität des Materiellen über Idee und Schicksal, da der Koch Zerstörung und Elend des Krieges in den Vordergrund stelle. In der vitalen Gier nach Genuss und Liebe liegt auch der wichtigste Berührungspunkt zwischen Koch und Courage. Der Koch hat keine Angst vor der scharfen Zunge der Courage, er schätzt sie sogar als Herausforderung:
Der Koch: „Sie haben immer noch Haare auf die Zähn, aber ich schätz Sie drum.“
Der Koch ist leitmotivisch gekennzeichnet durch das Requisit der Pfeife, die seine sexuellen Erfolge symbolisiert:
Yvette: „[…] und sie ihn überhaupt schon Pfeifenpieter genannt haben, weil er die Pfeif nicht aus dem Mund genommen hat dabei, so beiläufig wars bei ihm.“
Fowler analysiert die Beziehung des Kochs zur Mutter Courage aufgrund des Pfeifensymbols. Dieser hatte von der Courage geträumt:
Der Koch zündet sich seine Stummelpfeife an: „Bloß, daß ich ein Glas Branntwein krieg von schöner Hand, nix Schlimmeres.“
Das phallische Bild der Pfeife mache aus der Verbindung von schöner Hand, Branntwein und dem Entzünden des Feuers ein sexuelles Motiv. Noch deutlicher werde die symbolische Funktion der Pfeife in der 6. Szene. Der Feldprediger entdeckt, dass die Courage die ganze Zeit die Pfeife des Kochs aufbewahrt hat. Er interpretiert das Rauchwerkzeug als Zeichen für die aggressive Männlichkeit des Koches. Sie kennzeichne ihn als einen „Donschuan“, als „Gewaltmenschen“, „durchgebissen“ wie sie sei.
„Courages persönliches Interesse an den Koch, vertreten durch die Pfeife in der Tasche, und ihr Interesse werden unterstrichen, wenn der Feldprediger später ruft, sie habe sie nicht nur behalten, ‚sondern draus geraucht!‘“
In der 8. Szene wird noch einmal über das Pfeifensymbol das Interesse der Courage am Koch verdeutlicht:
Der Koch: „Die Geschichte mit der Yvette …“
Mutter Courage: „Die hat Ihnen nicht geschadet in meinen Augen. Im Gegenteil. Wos raucht, ist Feuer, heißts. Kommen Sie also mit uns?“
Am Ende des Dramas eröffnet der Koch der Courage eine Alternative zu ihren Kriegsgeschäften. Er kann in seiner Heimatstadt Utrecht die Kneipe seiner verstorbenen Mutter übernehmen. Die lebenstüchtige Courage will er mitnehmen, allerdings unter der Bedingung, dass sie ohne die seinem Geschäft schädliche, stumme und verunstaltete Kattrin mitgeht. Die Courage handelt angesichts dieser Wahl mütterlich und entscheidet sich für ein Zusammenleben mit der Tochter, obwohl Kattrin, die das Gespräch belauscht hat, den Weg freimacht, indem sie wegzulaufen versucht. Die Courage nimmt dem Koch seine Bedingung nicht übel: „Ich sag nicht, was du sagst, is unvernünftig […]“ Die Trennung vom Koch verläuft kühl und ohne Abschiedswort: „Wir gehn die andere Richtung, und dem Koch sein Zeug legen wir heraus, daß ers find, der dumme Mensch.“
Für Fowler ist der Koch einer der Repräsentanten der Arbeiterklasse im Stück. Wie der Arbeiter für den Unternehmer, so arbeite der Koch für die aristokratischen Offiziere und werde entlassen und gedemütigt, sobald es ihnen passe:
„Die wesentliche Ähnlichkeit zwischen dem Koch und dem Arbeiter, die beide für einen anderen produzieren, ohne die Früchte ihrer Arbeit genießen zu können, wird ausgedrückt, wenn der Feldprediger dem Koch seine Kritik an Krieg und Herrscher vorwirft: ‚Schließlich essen Sie sein Brot‘ (gemeint ist das Brot des Königs). Der Koch kontert mit der Realität gegen die Ideologie: ‚Ich eß nicht sein Brot, sondern ich backs ihm.‘“
Mit der Verbindung zwischen der intelligenten Händlerin Mutter Courage und dem Koch legt Brecht laut Fowler ein Bündnis zwischen Intelligenz, Arbeiterklasse und Kleinbürgertum, schließlich auch zwischen doppelt ausgebeuteten Frauen und Männern nahe. Kochen und Küche seien für Brecht Symbole für Produktivität, soziale Zentren der Arbeiterklasse und zugleich das Reich der Frauen. Von der Küche gehe nicht nur die Grundlage des materiellen Lebens aus, sie sei auch der Ort, an dem Rebellion entstehe.

### Der (protestantische) Feldprediger
Die Funktion des Feldpredigers ist für Brecht zunächst die Widerlegung der Rede vom „Glaubenskrieg“. Dabei zeigt sich die zweifelhafte Rolle des Geistlichen zunächst in der verächtlichen Haltung des Militärs gegenüber dem Prediger. Brecht merkt zur Inszenierung der 2. Szene an: „Aus der Behandlung, die dem Feldprediger von seiten des Feldhauptmanns widerfährt, haben wir die Rolle zu ersehen, die der Glaube in einem Glaubenskrieg spielt.“ Brecht lässt in seiner Inszenierung der 2. Szene den Geistlichen verschiedene Erniedrigungen widerspruchslos erdulden, um die „Niedrigkeit der Stellung“ deutlich zu zeigen. „Von dieser Stellung her kommt der Zynismus des Feldpredigers.“
Als das kleine Lager der Courage in der 3. Szene von katholischen Truppen überfallen wird, verliert der protestantische Geistliche sein Amt, legt sein Priestergewand ab und tritt als Schankknecht in die Dienste der Courage. Als Berufsgläubiger in einem Krieg, der sich Glaubenskrieg nennt und es in Wahrheit nicht ist, wird er zur komischen Figur des Stückes. Brecht lässt ihn beim Überfall allen im Wege stehen, zeigt ihn als „zu feige, die Flucht zu ergreifen.“ Er wird mit Kattrin zum Geschirrspülen verdonnert.
„Der Feldprediger hat seinen Unterschlupf gefunden. Er hat seinen eigenen Essnapf, und er macht sich linkisch nützlich, schleppt Schäffer mit Wasser, putzt Besteck usw. Im übrigen ist er noch fremd; aus diesem Grund oder auf Grund seines Phlegmas zeigt er keine übertriebene Teilnahme an der Tragödie des redlichen Sohns.“
Die Courage zwingt den Feldprediger, seinen Beitrag zum Haushalt zu leisten, lässt ihn Holz hacken. Er wehrt sich dagegen unter Berufung auf sein Theologiestudium und seine ideologischen Fähigkeiten:
Der Feldprediger: „Ich kann ein Regiment nur mit einer Ansprach so in Stimmung versetzen, daß es den Feind wie eine Hammelherd ansieht. Ihr Leben ist ihnen wie ein alter verstunkener Fußlappen, den sie wegwerfen in Gedanken an den Endsieg. Gott hat mir die Gabe der Sprachgewalt verliehen. Ich predig, daß Ihnen Hören und Sehen vergeht.“
Der Feldprediger steht hier für die Funktion der Kirche im Krieg, die zudem über den Begriff Endsieg mit der nationalsozialistischen Propaganda in Verbindung gebracht wird. Die Soldaten sollen ihr eigenes Leben bereitwillig für die Kriegsziele der Mächtigen opfern und Augen und Ohren für die Realität verschließen. „Courage verurteilt diese Feindseligkeit gegenüber dem materiellen Leben, wenn sie antwortet: ‚Ich möchte gar nicht, dass mir Hören und Sehen vergeht.‘“
Der Feldprediger zieht im Umgang mit anderen Personen oft den Kürzeren. Er ist nicht mutig. Kattrin jedoch hilft er bei der Versorgung verwundeter Bauern und befreit sich innerlich immer mehr vom Einfluss seiner Begleiterin, je länger er mit ihr beisammen ist. Allmählich zeigt sich auch bei ihm jener bittere Humor, welcher der Courage und dem Koch eigen sind. In seiner Werbung um die Courage wirkt er unfreiwillig komisch. Wenigstens, was seine realistische Weltsicht und den sprachlichen Umgang betrifft, hat er seinen Bewusstseinsstand erweitert und begleitet den zum Tode verurteilten Eilif, wenn auch weiterhin nicht frei von Eitelkeit und Schwäche, zur Exekution als einer, der von den Unteren, dem Proletariat, etwas gelernt hat, was dieses selbst (noch) nicht in die Tat umsetzen kann.

### Die Lagerhure Yvette Pottier

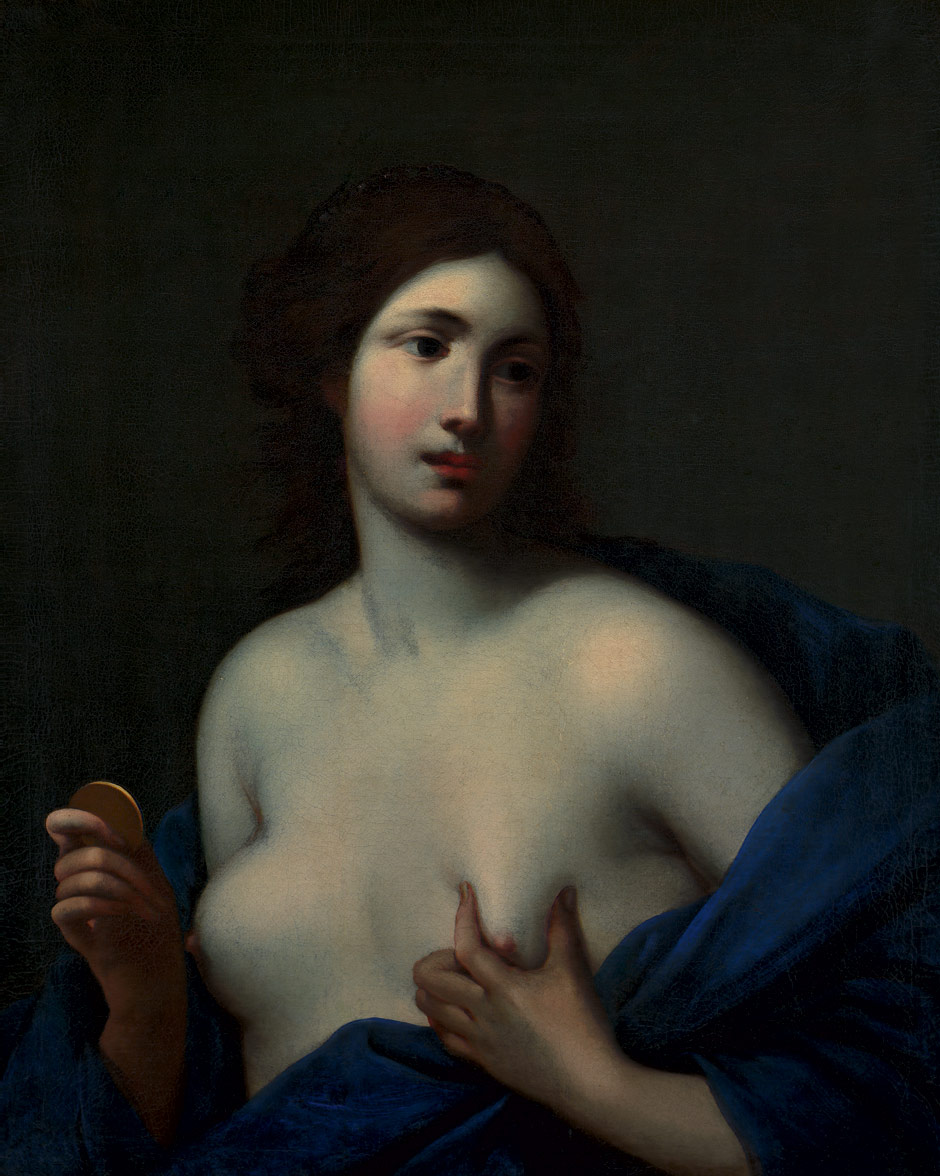
Allegorie der käuflichen Liebe, Schule von Francesco Furini, 17. Jahrhundert

Yvette hat drei Auftritte, zwei in der 3., einen in der 8. Szene. Jedes Mal bekommt der Zuschauer einen anderen Einblick in ihr Leben und ihren Charakter. Die Regieanweisung zur 3. Szene schildert sie als eine „hübsche Person“, als Hure leicht bekleidet und ausstaffiert mit einem „bunten Hut“ und „roten Stöckelschuhen“. Aufgrund ihrer Geschlechtskrankheit wird sie von den Soldaten gemieden. Erst durch die Eroberung des Lagers durch die katholische Liga eröffnen sich ihr neue Chancen. Die Eroberer wissen noch nichts von ihrer Infektion. Sie ist nun um ihre Rolle als erfolgreiche Lagerhure besorgt, die ebenso mit den Feinden wie mit den eigenen Soldaten ihr Geschäft macht: „… So kann ich doch nicht herumlaufen, wenn die Katholischen kommen … Wie schau ich aus? Ist es zuviel Puder? … Ich muß in mein Zelt hinüber …“. Sie erweckt in dieser kurzen Szene den Eindruck, als ginge sie eben ihrem gewohnten Beruf nach, eifrig darum bemüht, jede Chance zu nutzen, um aus der veränderten Kriegssituation möglichst großen Nutzen zu ziehen.
Kurz darauf berichtet die Courage, Yvette habe drei Tage später bereits einen Obristen „aufgegabelt, vielleicht kauft ihr der einen Marketenderhandel.“ Der zweite Auftritt Yvettes in der 3. Szene erfolgt in Begleitung ihres „uralten“ Freundes. Yvette hofft, dass ihr die Courage den Marketenderwagen verkaufen müsse, um ihren Sohn durch Bestechungsgeld zu retten. Enttäuscht erkennt sie das Vorhaben der Courage, die ihren Wagen nur verpfänden will. Trotz ihrer Betroffenheit über den Gesinnungswandel reagiert Yvette geschickt. Sie weiß, dass keine Zeit zu verlieren ist, das Geld muss beschafft werden. In all den Jahren der Prostitution hat sie gelernt, Männer um den Finger zu wickeln. Deshalb gelingt es ihr rasch, die erwünschte Zusage vom Obristen zu bekommen, und sie eilt davon, nicht ohne neuerlich von Courage den Auftrag zum Handeln bekommen zu haben.

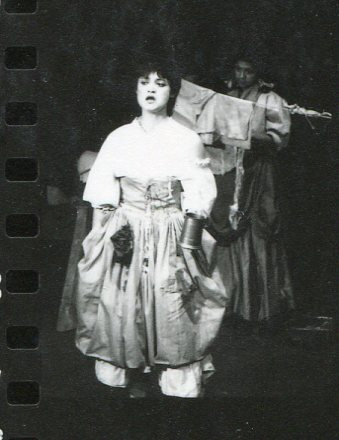
Angelique Rockas Yvette, Mutter Courage und ihre Kinder, Internationalistisches Theater London

Aus den Worten bei ihrer Rückkehr ist ihre starke Anteilnahme am Schicksal des zum Tode Verurteilten erkennbar. Ihre Erfahrung sagt ihr, dass er kaum mehr eine Chance hat. Sie rät der Courage dringend, die volle Forderung zu erfüllen und macht sich schließlich resigniert neuerlich auf den Weg, um weiter zu handeln. Im Kampf um den unglücklichen Schweizerkas bleibt sie als einzige aktiv, das Interesse am Wagen selbst ist sichtlich in den Hintergrund gerückt. Wieder kehrt sie zurück, diesmal, um von der Hinrichtung zu berichten. Sie erwähnt kein einziges Mal ihre Enttäuschung über die verlorene Chance, einen Marketenderhandel eröffnen zu können; trotz ihrer sichtlichen Erschütterung kümmert sie sich nun um das Wohl der Courage und ihrer Tochter.
Edgar Hein interpretiert das Verhalten Yvettes im Handel um Wagen und das Leben des Schweizerkas deutlich negativ: „Der soziale Aufstieg hat das Leben der Hure deformiert. […] Gewissenlos nützt sie die Zwangslage ihrer einstigen Vertrauten aus: ‚Ich weiß, sie muss verkaufen.‘ Gerissen spielt sie einen ‚blonden Fähnrich‘ gegen ihren senilen Verehrer und Geldgeber aus, um ihn spendabel zu stimmen. Kalt wirft sie ihren Triumph hin: ‚Machen sie sich keine Hoffnung, wenn Sie Ihren Schweizerkas wiederhaben wolln.‘ Sie schlägt die Händlerin mit ihren eigenen Waffen. Gierig wühlt sie in ihrem angemaßten Besitz herum, zählt Strümpfe und Hemden. ‚Ich muß alles durchgehn, damit nichts wegkommt aus meinem Wagen.‘ Als die Courage sie zur Eile drängt, da es um Leben und Tod geht, entgegnet sie, haltlos vor Habgier: ‚Nur noch die Leinenhemden möcht ich nachzählen.‘ Die Courage nennt hier die Yvette so, wie sie selbst später genannt werden wird: ‚eine Hyäne‘.“ Positive Charakterzüge konstatiert Hein in der Reaktion Yvettes auf den Tod des Schweizerkas: Betroffen vom Tod des ehrlichen Sohnes bricht „bei der Yvette trotz ihres Ärgers über das entgangene Geschäft doch wieder die Solidarität der kleinen Leute durch.“
Als Yvette zum dritten Mal auftritt – nach den Regieanweisungen sind 3 Jahre vergangen –, tut sie das als Witwe des älteren Bruders des Obristen. „Yvette kommt in Schwarz, aufgetakelt, mit Stock. Sie ist viel älter, dicker und sehr gepudert. Hinter ihr ein Bedienter.“ Sie hat also „Karriere“ gemacht. „Wenigstens eine, wos im Krieg zu was gebracht hat“, meint die Courage angesichts der sichtlich von finanziellen Sorgen befreiten Yvette. Darauf antwortet Yvette ohne Stolz: „Auf und ab und wieder auf ist’s halt gegangen.“
Erst jetzt erfährt der Zuschauer, warum Yvette zur Lagerhure wurde: Als junges Mädchen war sie wie so viele andere auch vom Koch verführt worden. Nun warnt sie die Courage: „Das ist der schlimmste, wo an der ganzen flandrischen Küste herumgelaufen ist … hüten Sie sich vor ihm, so einer bleibt gefährlich auch im Zustand des Verfalls!“ Yvette, durch den Koch „in Schande gebracht“, hatte keine andere Möglichkeit zu überleben gefunden als die der Prostitution. Und diese konnte sich während der Kriegswirren nur bei Soldaten bezahlt machen. Als Mädchen aus einfachem Milieu konnte Yvette unter den gegebenen Umständen nur auf ein Überleben hoffen, wenn sie das Schicksal der Hure auf sich nahm.
Doch nun steht sie – in der achten Szene – als Witwe eines Obristen vor dem Koch, der sie in diese Bahn geworfen hat. Ihre ganze Verachtung für den verhassten Beruf und die Verachtung für einen, der aus Gewissenlosigkeit und Skrupellosigkeit dafür verantwortlich zu machen ist, bricht hervor. Indem sie seine heruntergekommene „Männlichkeit“ verhöhnt, straft sie ihn am besten, das ist ihr bewusst, und das genießt sie. „Steh auf, wenn eine Dame dich ins Gespräch zieht! … Halt das Maul, traurige Ruin! … Dass mich so was wie dieser Mensch einmal vom graden Weg hat abbringen können! … Dass ich dir jetzt das Handwerk gelegt hab, wird mir dereinst oben angerechnet, Pfeifenpieter.“
Brecht charakterisiert den Wandel Yvettes von der jungen, attraktiven Hure zur hässlichen reichen Witwe im Couragemodell ironisch: „Yvette Pottier ist die einzige Figur des Stücks, die ihr Glück macht; sie hat sich günstig verkauft. Das gute Essen hat sie ebenso entstellt, wie die Narbe Kattrin entstellt hat; sie ist fett, daß man den Eindruck hat, das Fressen sei ihre einzige Leidenschaft geworden.“ Edgar Hein sieht im Wandel der Figur die Verurteilung sozialen Aufstiegs als Verlust menschlicher Qualitäten: „Sie ist ‚in die Höhe gekommen‘, also menschlich deklassiert.“
Fowler sieht in der Figur der Prostituierten eine von Brecht favorisierte Metapher für die Entmenschlichung der Arbeiter zu einem bloßen Gegenstand. Die Prostituierte verkörpere im Sinne von Karl Marx den Arbeiter, der nichts anderes zu verkaufen habe als sich selbst. Der Mensch, der sich und seine Arbeitskraft verkaufe, sei die Inkarnation der entfremdeten Arbeit. Yvette kennzeichne sich selbst halb als Tier, halb als Ware: „alle gehen um mich herum wie um einen faulen Fisch“.

## Brechts künstlerische Konzeption

### Episches Theater
Wesentliches Ziel der brechtschen Theaterkonzeption ist die Verhinderung der Identifikation der Zuschauer mit den Figuren auf der Bühne. Die Courage und ihre Geschäfte sollen kritisch beurteilt und nicht einfühlend miterlebt werden. Das Verhalten der Courage und der Verlust ihrer drei Kinder sollen nicht Mitleid wecken, sondern Lernprozesse auslösen. Zu diesem Zweck wird das Geschehen auf der Bühne „verfremdet“ (Verfremdungseffekt – V-Effekt). Darsteller, Bühnenbild und Musik sollen den Anschein von Bühnenrealität immer wieder zerstören.
Ein auffälliges Mittel der Verfremdung ist das „Titularium“, die Zusammenfassung des Szeneninhalts vor seiner Darstellung auf der Bühne. Neben diesem Verzicht auf Spannung ist die offene Form, die lockere Anordnung der Ereignisse und Handlungsorte kennzeichnend für Brechts Dramenkonzept. Brecht gibt den klassischen Aufbau des Dramas nach Aristoteles und Gustav Freytag (Exposition und erregendes Moment, Höhepunkt mit Peripetie, retardierendes Moment und Lösung bzw. Katastrophe) auf. Er durchbricht die traditionell geforderte Beschränkung von Zeit und Ort und verzichtet auf die Bindung des Publikums durch Identifikation und Empathie.
Jan Knopf stellt als Funktion der Offenheit heraus, dass die Handlung fortsetzbar sei. Der Krieg sei am Schluss des Stückes nicht beendet, die Hoffnung der Courage, ihren Sohn Eilif wiederzusehen, sei – wie der Zuschauer wisse – vergeblich: „Diese Offenheit des Schlusses gibt in Aufnahme und Umwertung der ‚tragischen Ironie‘ (die Tragik, die der Zuschauer, aber nicht der Held sieht, insofern für jenen ‚ironisch‘ ist) diese Ironie an den Zuschauer und seine Wirklichkeit weiter: ihn ereilt die dargestellte Ironie der Geschichte, wenn er nicht sieht.“

### Verfremdung in der Regiearbeit
Die epische Form dokumentiert sich aber nicht nur in Form und Inhalt des Stückes, sondern vor allem auf der Bühne. Erster Schritt bei der Inszenierung ist für Brecht die Zerstörung einer realistischen, gefühlvollen Atmosphäre. Das Bühnenbild im Deutschen Theater zeigte 1949 Requisiten und Aufbauten „realistisch nach Bauart und Baumaterial, aber in künstlerischer Andeutung“, hinzu kam ein möglichst helles, weißes Licht, „so viel davon, wie die Apparate hergaben.“ Über der Szene hingen in großen Buchstaben die Ortsbezeichnungen des jeweiligen Kriegsgeschehens.
Brecht votiert in seinen Anmerkungen zum Couragemodell gegen das „Geschäft der Täuschung“, die Tendenz des Theaters zu „übermäßiger Steigerung der Illusion“, gegen den Versuch „einer ‚magnetischen‘ Spielweise, welche die Illusion hervorruft, man wohne einem momentanen, zufälligen, ‚echten‘ Vorgang bei“. Der Schauspieler solle seinen Text aus einer inneren Distanz heraus sprechen, ihn gleichsam nur mitteilen.
Brecht setzt auf genaues Ausspielen kleiner Gesten, er arbeitet bei den Proben zur Courage gegen die „Ungeduld“ der Schauspieler, „die auf das Mitreißen auszugehen gewohnt sind“. Dennoch will Brecht auch die Emotionen des Publikums ansprechen, das Schicksal der Courage soll nicht gleichgültig lassen. In einer Anmerkung zur 3. Szene etwa stellt er die Dramatik des Scheiterns der Courage heraus: „Wichtig ist die nie erlahmende Arbeitswilligkeit der Courage. Sie wird kaum je gesehen, ohne daß sie arbeitet. Diese Tüchtigkeit ist es, welche die Erfolglosigkeit des Stückes erschütternd macht.“
Diese emotionale Beteiligung darf jedoch auf keinen Fall zur dauerhaften Identifikation mit der Courage führen, wenn man das Stück nicht missverstehen will. Brecht zeigt dies an der 4. Szene, als die Courage einen jungen Soldaten und indirekt sich selbst davon überzeugt, dass jeder Protest gegen die Militärs sinnlos ist. Durch das „Lied von der großen Kapitulation“ zeigt die Courage völlige Resignation gegenüber den Mächtigen:
Mutter Courage
„Und bevor das Jahr war abgefahren
Lernte ich zu schlucken meine Medizin […]
Als sie einmal fix und fertig waren
Hatten sie mich auf dem Arsch und auf den Knien.
(Man muß sich stellen mit den Leuten, eine Hand wäscht die
andre, mit dem Kopf kann man nicht durch die Wand.)“ (4. Szene)
Brecht kommentiert, dass „die Szene, gespielt ohne Verfremdung“, zur völligen Resignation verführen könnte. „Eine solche Szene ist gesellschaftlich verhängnisvoll, wenn die Darstellerin der Courage das Publikum durch hypnotisches Spiel einlädt, sich in sie einzuleben.“ Was Brecht in dieser Szene zeigen will, ist die Resignation des Kleinbürgertums gegenüber Faschismus und Krieg. „Es ist nämlich nicht die Schlechtigkeit ihrer Person so sehr als die ihrer Klasse […]“
Interessant für das Konzept des epischen Theaters ist die wohl emotionalste, die 11. Szene des Stückes, als die stumme Kattrin ihr Leben opfert, um die Stadt Halle zu retten. Einige Kritiker sehen die Stärke des Stücks gerade in solchen dramatischen Szenen, die ihrer Meinung nach das brechtsche Konzept überschreiten. Brecht selbst weist darauf hin, dass emotionale Szenen und Momente der Identifikation durchaus in das Konzept des epischen Theaters passen, aber nur Momente bleiben dürften. Brecht kommentiert im Couragemodell:
„Zuschauer mögen sich mit der stummen Kattrin dieser Szene identifizieren; sie mögen sich einfühlen in dieses Wesen und freudig spüren, daß in ihnen selbst solche Kräfte vorhanden sind – jedoch werden sie sich nicht durch das ganze Stück eingefühlt haben; in den ersten Szenen zum Beispiel kaum.“
Er achtet bei der Inszenierung sorgfältig auf distanziertes Spiel, will „die Szene vor einer wilden Aufregung auf der Bühne bewahren“. Zu diesem Zweck lässt er etwa bei den Proben die Darsteller an die Äußerungen der Figuren die Formel anhängen: „Sagte der Mann“ oder „Sagte die Frau“. Andere bekannte Regieanweisungen Brechts verlangen die Übertragung der Aussagen in die dritte Person, in die Vergangenheit oder das Mitsprechen der Regieanweisungen.
Brecht arbeitet jedes Detail in Bezug auf Gestik und Arrangement der Gruppen minutiös heraus. Das Betteln der Bauern bei den Soldaten um ihren Hof und um ihr Leben z. B. soll gespielt werden wie ein im Krieg oft vorgekommenes Ritual, eine „Zeremonisierung der Abwehrgebärden“. Durch sorgfältig durchdachte Pantomime soll der wahre Charakter von Figur und Situation – zum Teil gegen das gesprochene Wort – deutlich werden. Edgar Hein unterscheidet dabei verschiedene Strategien: den Widerspruch zwischen Körpersprache und Rede, die Darstellung verborgener Charakterzüge, die Unterstreichung einer Emotion und die symbolische Darstellung eines Motivs.
Brecht bemerkt selbstkritisch zur Berliner Aufführung, das epische Konzept sei hier noch nicht vollständig realisiert worden. Um seine Vorstellung zu verdeutlichen, verweist er auf Umbesetzungsproben, in denen Darsteller Neulingen kurz wesentliche Aspekte einer Szene demonstriert hätten. „Da ‚markierten‘ die Schauspieler die Stellungen und Tonfälle, und das Ganze bekam dieses köstliche Lockere, Mühelose, Nichtdringliche, das den Zuschauer zu selbständigen Gedanken und Gefühlen anregt.“

### Verfremdungseffekte durch Sprache
Durch Bedeutungsumkehr und Veränderung eingeschliffener sprachlicher Wendungen und Sprichwörter erzielt Brecht Irritation und eine entlarvende Wirkung: Das herrschende Denken wird als Denken der Herrschenden in Frage gestellt. Das bekannteste Beispiel in der Mutter Courage stammt aus dem „Lied von der großen Kapitulation“. Die automatisierte Folie bildet ein bekanntes mittelalterliches Zitat: „Der Mensch denkt, Gott lenkt.“ Brecht kehrt die Bedeutung des schicksals- und gottesgläubigen Sprichworts durch Einfügen eines Doppelpunktes um: „Der Mensch denkt: Gott lenkt“.
Jan Knopf sieht in dieser sprachlichen Verfremdung ein Strukturprinzip des Dramas:
„[…] der Mensch steht nicht mehr unter dem Schutz Gottes, seiner Lenkung, der gegenüber alles menschliche Denken, Planen, umsonst ist, es scheint nur so ‚als ob‘ – der Mensch ist allein, der Verlass auf Übermenschliches, Göttliches ist Irrtum. Diese sprachlichen Umwertungen prägen das Stück durchgängig und korrespondieren den inhaltlichen: statt Kriegen brechen ‚die Frieden‘ aus, Überfälle sind Schutzaktionen, Tugenden sind Untugenden, der Krieg wird liebevoll als ‚Person‘ behandelt – ‚Der Krieg kann sich verschnaufen müssen, ja, er kann sozusagen verunglücken‘ (der Feldprediger in der 6. Szene) und die Menschheit ‚schießt ins Kraut im Frieden‘ (der Feldwebel in der 1. Szene) etc.“

### Anordnung der Szenen
Da Brecht auf die Spannungskurve des klassischen Dramas verzichten will und die einzelnen Szenen keinem strengen Aufbauprinzip folgen, setzt Brecht andere Mittel ein, das Drama zu strukturieren. Das Wiederaufgreifen des Liedes der Courage vom Anfang am Ende des Stücks bildet eine Art Rahmen, den in der Berliner Inszenierung die Wiederholung des offenen Rundhorizonts des Bühnenbildes unterstützte. Dabei zeigen die beiden Bilder einen deutlichen Gegensatz. Zeigt das erste Bild die Familie vereint auf dem intakten Wagen, so zieht die verelendete Courage am Ende den leeren Wagen allein in den Krieg.
„Die beiden Kontrasthandlungen umklammern das Stück. Der rollende Planwagen, ein sich durch die ganze Dramenhandlung ziehendes Leitmotiv, ist am Anfang mit einer frischen Plane ein wohl ausgestattetes Warenlager eines gut gehenden Handelsgeschäfts, am Ende, mit zerfetzter Plane und leer, das Elendsjoch einer müden alten Frau.“
Zwischen diesen Extremen entwickelt sich die Handlung nach unterschiedlichen Prinzipien. Absteigende Kurven zeigen die langsame Zerstörung der Familie und parallel die Verelendung der Bevölkerung im Kriegsgebiet. Einen Bogen schlägt die Entwicklung des Handelserfolgs der Courage. „Sie gipfelt ziemlich genau in der Mitte, wieder mit dem Bild des Wagenziehens unter dem Szenentitel (7): Mutter Courage auf der Höhe ihrer geschäftlichen Laufbahn.“
Ein weiteres Strukturprinzip ist die Koppelung der Ereignisse an den Verlauf des Dreißigjährigen Krieges. Die Jahreszahlen zu den einzelnen Szenen werden im Titularium angegeben oder lassen sich aus dem Inhalt rekonstruieren. Durch den Verweis auf prominente Ereignisse des Krieges und die Jahreszahlen entsteht der „Eindruck historischer Authentizität“. Dargestellt werden die Jahre vom Frühjahr 1624 bis zum Winter 1636 mit unterschiedlichen Zeitsprüngen zwischen den Bildern. Durch die Ausschnitthaftigkeit weiß der Zuschauer, dass der Krieg vor den dargestellten Ereignissen begann und sich noch lange fortsetzen wird.
Beziehungen zwischen Szenen entstehen auch durch Parallelisierungen und Kontraste. Edgar Hein weist mehrere solcher Verbindungen nach, etwa die Verbindung zwischen den Szenen 2 und 8 durch die beiden „Heldentaten“ Eilifs oder der Szenen 7 und 10 durch den Kontrast zwischen Sesshaftigkeit der Bauern und Ungebundenheit der Courage. „Die szenischen und motivischen Entgegensetzungen ziehen sich durch das ganze Stück. Jendreiek spricht von einem bipolaren Strukturprinzip, Marianne Kesting von szenischer Rhythmik.“
Helmut Jendreiek spricht von „epische(n) Montagetechniken“ mit „drei Gestaltungsprinzipien“: den eingeblendeten Einleitungen zu den Szenen, den Songs und den eigentlichen Szenen. In Songs und Szenentiteln sieht Jendreiek das Epische Ich repräsentiert, das mehr weiß als die auf der Bühne handelnden Figuren. Durch die Titel würden diese Figuren „historisiert“, d. h., dass sie „als nicht fixiert, sondern veränderlich erscheinen.“
Henning Rischbieter betrachtet 1966 die 12 Bilder, die 12 Jahre darstellen, unter verschiedenen Aspekten. Analysiere man die Orte der Handlung, so gebe es 11, betrachte man die Einheit der Zeit, dann 14 Sinneinheiten. Bezüge zur klassischen Form des fünfaktigen Dramas ergäben sich, wenn man die Entwicklung der Familie in den Vordergrund stelle.
- 1. Akt: Eilif verlässt die Familie und wird erfolgreicher Soldat
- 2. Akt: Verlust des Schweizerkas
- 3. Akt: Die Courage schickt Kattrin allein in die Stadt, um Waren einzukaufen. Auf dem Rückweg wird Kattrin vergewaltigt und verunstaltet. Schluss mit dem Höhepunkt des Stückes: Die Courage verflucht den Krieg.
- 4. Eilif wird als Mörder erschossen, ohne dass die Mutter davon erfährt.
- 5. Kattrin opfert sich, um die Stadt Halle zu retten.[289]

### Doppelszenen
Einen kritischen Blick auf das Geschehen auf der Bühne eröffnen auch die Doppelszenen. In der zweiten Szene wird gleichzeitig die Begegnung Eilifs mit dem Feldhauptmann und die Küchenszene zwischen Koch und Courage präsentiert. In der dritten Szene beobachtet das Publikum gleichzeitig Kattrins Spiel mit den roten Schuhen der Lagerhure und das Gespräch zwischen Courage, Feldprediger und Koch. Jan Knopf führt Brechts Idee der Doppelung auf Experimente im expressionistischen Film zurück und stellt die relativierende Wirkung der Doppelung heraus:
„Inhaltlich relativieren sich beide Handlungen gegenseitig und zeigen zugleich ihre Zusammengehörigkeit; vom Zuschauer aus gesehen, wirken sie wie der Schluss des Dramas: er sieht mehr, als die Personen zu sehen vermögen. Brecht versucht, dem Zuschauer sein Sehen – gegenüber der Blindheit der Personen – bewußt zu machen.“
Einen vergleichbaren Effekt erzeugt nach Knopf auch die klassische Mauerschau in der 6. Szene: Der Feldprediger berichtet von der im Hintergrund stattfindenden Beerdigung Tillys, während die Courage im Vordergrund Socken zählt. Dieser Kontrast relativiere zugleich das historische Ereignis, das doch auch Wirkung auf das Schicksal der kleinen Leute habe.

### Funktion der Musik und der Songs
Im Stück gibt es insgesamt zwölf Lieder, ungleichmäßig verteilt auf die zwölf Szenen, welche die Handlung immer wieder unterbrechen, um sie zu deuten und zu interpretieren. Sie sind Teil des Versuchs, den Eindruck von Realität des Bühnengeschehens zu zerstören. Durch die Songs soll Schauspielern und Publikum Rollendistanz ermöglicht werden. Bühnenbild und Beleuchtung hoben in der Berliner Inszenierung von 1949 die Songs deutlich vom übrigen Geschehen ab. Dennoch bleiben die Songs enger mit dem szenischen Geschehen verbunden als in früheren Brechtstücken.

### Siglenliste
- GBA = Bertolt Brecht: Werke. Große kommentierte Berliner und Frankfurter Ausgabe, Hg. von Werner Hecht, Jan Knopf, Werner Mittenzwei, Klaus-Detlef Müller. 30 Bände und ein Registerband, 1998–2000.
- Mutter Courage = Bertolt Brecht: Mutter Courage und ihre Kinder. In: GBA Band 6, Stücke 6, Suhrkamp, Berlin / Frankfurt am Main 1989, ISBN 978-3-518-40066-1, S. 7–86.

### Textausgaben
- Vorabdruck der 6. Szene in: Internationale Literatur (ZS), Moskau Dezember 1940.
- Bühnenmanuskript von 1941, Theaterverlag Kurt Reiss, Basel 1941.
- englische Ausgabe, übersetzt von H. R. Hays: Mother Courage, Norfolk 1941 (erste vollständige Ausgabe).
- Bertolt Brecht: Mutter Courage und ihre Kinder. Erstdruck Suhrkamp, Berlin 1949.
- Bertolt Brecht: Mutter Courage und ihre Kinder. Eine Chronik aus dem Dreißigjährigen Krieg. In: Versuche, Heft 9 [2. Auflage] (Versuche 20–21), Suhrkamp, Berlin 1950, S. 3–80 (20. Versuch, veränderte Textfassung).
- Mutter Courage und ihre Kinder. Bühnenfassung des Berliner Ensembles, Henschel, Berlin 1968.
- Bertolt Brecht: Mutter Courage und ihre Kinder. Eine Chronik aus dem Dreißigjährigen Krieg. 66. Auflage, Suhrkamp, Frankfurt am Main 2010 (Erstausgabe 1963), ISBN 978-3-518-10049-3 (edition suhrkamp 49).
- Bertolt Brecht: Mutter Courage und ihre Kinder: In: GBA (Band 6): Stücke 6, Suhrkamp, Berlin / Frankfurt am Main 1989, ISBN 978-3-518-40066-1, S. 7–86.
- Bertolt Brecht; Jan Esper Olsson (Hrsg.): Mutter Courage und ihre Kinder – Historisch-kritische Ausgabe. Liber Läromedel, Lund 1981, ISBN 91-40-04767-9.

### Verfilmung
- 1955: Mutter Courage und ihre Kinder (Film, Unvollendet) Regie: Wolfgang Staudte
- 1957: Mutter Courage und ihre Kinder (Theateraufzeichnung), Regie: Bertolt Brecht und Erich Engel (Deutscher Fernsehfunk)
- 1961: Mutter Courage und ihre Kinder (Theateraufzeichnung), DEFA-Film, nach einer Inszenierung von Bert Brecht und Erich Engel im Berliner Ensemble, mit Helene Weigel, Angelika Hurwicz, Ekkehard Schall, Heinz Schubert, Ernst Busch und weiteren Ensemblemitgliedern, Film-Regie: Peter Palitzsch und Manfred Wekwerth, Musik Paul Dessau

### Sekundärliteratur
- Dichter, Komponist – und einige Schwierigkeiten, Paul Burkhards Songs zu Brechts «Mutter Courage». NZZ vom 9. März 2002 (online).
- Boeddinghaus, Walter: Bestie Mensch in Brechts Mutter Courage. Acta Germanica 2 (1967), S. 81–88.
- Bertolt Brecht: Texte zu Stücken, Schriften 4. In: GBA Bd. 24, Berlin, Frankfurt am Main 1991.
- Bertolt Brecht: Couragemodell 1949. In: Schriften 5, GBA Bd. 25, Berlin, Frankfurt am Main 1994, S. 169–398.
- Ingo Breuer: Theatralität und Gedächtnis: deutschsprachiges Geschichtsdrama seit Brecht. Dissertation Marburg 2001. Kölner germanistische Studien, N.F., 5. Köln u. a. 2004.
- Sarah Bryant-Bertail: Space and time in epic theater: the Brechtian legacy. Studies in German literature, linguistics, and culture. Camden House, Columbia, S.C. / Boydell & Brewer, Woodbridge 2000, ISBN 1-57113-186-8.
- Stephan Buchloh: „Pervers, jugendgefährdend, staatsfeindlich“: Zensur in der Ära Adenauer als Spiegel des gesellschaftlichen Klimas. Campus-Verlag, Frankfurt/Main [u. a.] 2002 (zugleich Dissertation: Freie Universität Berlin 1999).
- Gerd Eversberg: Bertolt Brecht – Mutter Courage und ihre Kinder: Beispiel für Theorie und Praxis des epischen Theaters. Beyer, Hollfeld 1976.
- Kenneth R. Fowler: The Mother of all Wars: A Critical Interpretation of Bertolt Brecht’s Mutter Courage und ihre Kinder. Department of German Studies, McGill University Montreal, August, 1996 (A thesis subntitted to the Faculty of Graduate Studies and Research in partial fulfilment of the requirements of the degree of Doctor of Philosophy; ).
- Therese Giehse: Ich habe nichts zum Sagen: Gespräche mit Monika Sperr. Bertelsmann, München 1974.
- Claire Gleitman: All in the Family: Mother Courage and the Ideology in the Gestus. Comparative Drama. 25.2 (1991), S. 147–67.
- Wilhelm Große: Bertolt Brecht: Mutter Courage und ihre Kinder. Königs Erläuterungen: Textanalyse und Interpretation (Bd. 318). C. Bange Verlag, Hollfeld 2011, ISBN 978-3-8044-1924-7.
- Werner Hecht: Materialien zu Brechts „Mutter Courage und ihre Kinder“. Frankfurt am Main 1964.
- Fritz Hennenberg (Hrsg.): Brecht Liederbuch. Frankfurt am Main 1985, ISBN 3-518-37716-7.
- Fritz Hennenberg: Simon Parmet, Paul Burkhard. Die Musik zur Uraufführung von „Mutter Courage und ihre Kinder“. In: notate. Informations- und Mitteilungsblatt des Brecht-Zentrums der DDR. 10 (1987), H. 4, S. 10–12 (= Studie Nr. 21).
- Manfred Jäger: Zur Rezeption des Stückeschreibers Brecht in der DDR. Text + Kritik. Sonderband Bertolt Brecht 1. (1971), S. 107–118.
- Helmut Jendreiek: Bertolt Brecht: Drama der Veränderung. Bagel, Düsseldorf 1969, ISBN 3-513-02114-3.
- Kenneth Knight: Simplicissimus und Mutter Courage. Daphnis 5 (1976), S. 699–705.
- Jan Knopf: Brecht-Handbuch, Theater. Ungekürzte Sonderausgabe. Metzler, Stuttgart 1986, ISBN 3-476-00587-9, Anmerkungen zur Mutter Courage S. 181–195.
- Joachim Lang: Episches Theater als Film: Bühnenstücke Bertolt Brechts in den audiovisuellen Medien. Königshausen & Neumann, 2006, ISBN 3-8260-3496-1.
- Leopold Lindtberg: Persönliche Erinnerungen an Bertolt Brecht. Reden und Aufsätze. Atlantis, Zürich 1972, S. 20–124.
- Gudrun Loster-Schneider: Von Weibern und Soldaten: Balladeske Textgenealogien von Brechts früher Kriegslyrik. In: Lars Koch; Marianne Vogel (Hrsg.): Imaginäre Welten im Widerstreit. Krieg und Geschichte in der deutschsprachigen Literatur seit 1900. Königshausen und Neumann, Würzburg 2007, ISBN 978-3-8260-3210-3.
- Joachim Lucchesi: Emanzipieren Sie Ihr Orchester! Bühnenmusik zu Schweizer Brecht-Premieren. In: Dreigroschenheft, 18. Jg., Heft 1/2011, S. 17–30 (vorher publiziert in: dissonance. Schweizer Musikzeitschrift für Forschung und Kreation, Heft 110 (Juni 2010), S. 50–59).
- Karl-Heinz Ludwig: Bertolt Brecht: Tätigkeit und Rezeption von der Rückkehr aus dem Exil bis zur Gründung der DDR. Kronberg im Taunus 1976.
- Marion Luger: „Mutter Courage und ihre Kinder“. Die Analyse des Songs als Mittel zur Verfremdung. Grin Verlag, 2009, ISBN 3-640-42956-7.
- Krisztina Mannász: Das Epische Theater am Beispiel Brechts Mutter Courage und ihre Kinder: Das epische Theater und dessen Elemente bei Bertolt Brecht. VDM Verlag, 2009, ISBN 978-3-639-21872-5.
- Franz Norbert Mennemeier: Mutter Courage und ihre Kinder. In: Benno von Wiese: Das deutsche Drama. Düsseldorf 1962, S. 383–400.
- Joachim Müller: Dramatisches, episches und dialektisches Theater. In: Reinhold Grimm: Episches Theater. Kiepenheuer & Witsch, Köln 1971, ISBN 3-462-00461-1, S. 154–196.
- Klaus-Detlef Müller: Brechts „Mutter Courage und ihre Kinder“. Suhrkamp Verlag, Frankfurt 1982, ISBN 3-518-38516-X (umfangreicher Sammelband mit Aufsätzen und anderen Materialien).
- August Obermayer: Die dramaturgische Funktion der Lieder in Brechts Mutter Courage und ihre Kinder. Festschrift für E. W. Herd. Ed. August Obermayer. University of Otago, Dunedin 1980, S. 200–213.
- Teo Otto: Bühnenbilder für Brecht. Brecht auf deutschen Bühnen: Bertolt Brechts dramatisches Werk auf dem Theater in der Bundesrepublik Deutschland. InterNationes, Bad Godesberg 1968.
- Andreas Siekmann: Bertolt Brecht: Mutter Courage und ihre Kinder. Klett Verlag, Stuttgart 2000, ISBN 3-12-923262-1.
- Petra Stuber: Spielräume und Grenzen: Studien zum DDR-Theater. Forschungen zur DDR-Gesellschaft. 2. durchges. Auflage. Links, Berlin 2000.
- Dieter Thiele: Bertolt Brecht: Mutter Courage und ihre Kinder. Diesterweg, Frankfurt 1985.
- Günter Thimm: Das Chaos war nicht aufgebraucht. Ein adoleszenter Konflikt als Strukturprinzip von Brechts Stücken. Freiburger literaturpsychologische Studien, Bd. 7. 2002, ISBN 978-3-8260-2424-5.
- Friedrich Wölfel: Das Lied der Mutter Courage. In: Rupert Hirschenauer (Hrsg.): Wege zum Gedicht. Schnell und Steiner, München 1963, S. 537–549.